# Kalendarium historii Polski
Kalendarium historii Polski – uporządkowany chronologicznie, począwszy od czasów najdawniejszych aż do współczesności, wykaz dat i wydarzeń z historii Polski.

## Czasy najdawniejsze
- ok. 500–400 tys. lat p.n.e. – pierwsze ślady łowców-zbieraczy z gatunku Homo erectus na ziemiach polskich odkryte w Trzebnicy pod Wrocławiem[1]
- ok. 250–40 tys. lat p.n.e. – neandertalska kultura mustierska na terenach Wyżyny Krakowsko-Częstochowskiej[1]
- ok. 38–8,3 tys. p.n.e. – górnopaleolityczne osadnictwo człowieka współczesnego kopalnego, myśliwego[1]
- ok. 4,5 tys. lat p.n.e. – początek neolitu na ziemiach polskich. Początki rolnictwa i hodowli zwierząt[1]
- ok. 1700 r. p.n.e. – epoka brązu objęła tereny całej dzisiejszej Polski[1]
- ok. 1250 r. p.n.e. – rozwój kultury łużyckiej, zwanej także kulturą pól popielnicowych, na ziemiach polskich[1]
- VIII w. p.n.e. – złoty wiek kultury łużyckiej. Jej przykładem jest powstała około 740 r. p.n.e. osada obronna w Biskupinie[1]
- IV – III w. p.n.e. – pojawienie się Celtów na południowych ziemiach polskich. Ich ośrodkami były m.in. Ślęża, Łysa Góra i Chełm (Góra Świętej Anny)[1]
- I – V w. n.e. – wpływy cywilizacji rzymskiej na ziemiach polskich[1]
- V – VII w. – na terenie obecnej Polski osiedlili się pierwsi Słowianie[2]
- VIII – połowa X w. – tereny dzisiejszej Polski zamieszkiwali: Pomorzanie, Kaszubi, Lubuszanie, Goplanie, Polanie, Lędzianie, Wiślanie, Mazowszanie, Prusowie[2]
- ok. 632 – powstało tzw. Państwo Samona[2]
- 940–941 – w Gnieźnie, na Wzgórzu Lecha, wzniesiono pierwszy z grodów centralnych plemienia Polan[3]

## Panowanie Piastów

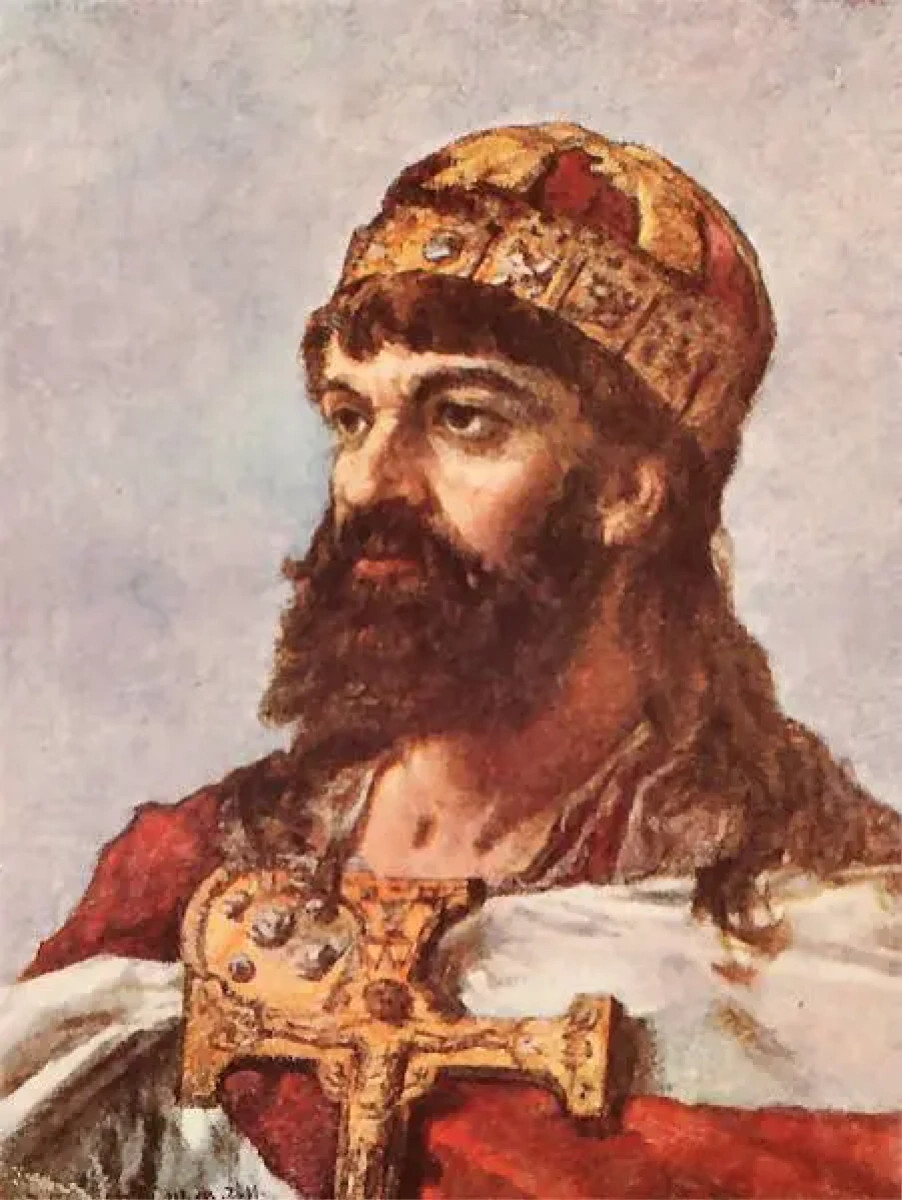
Mieszko I

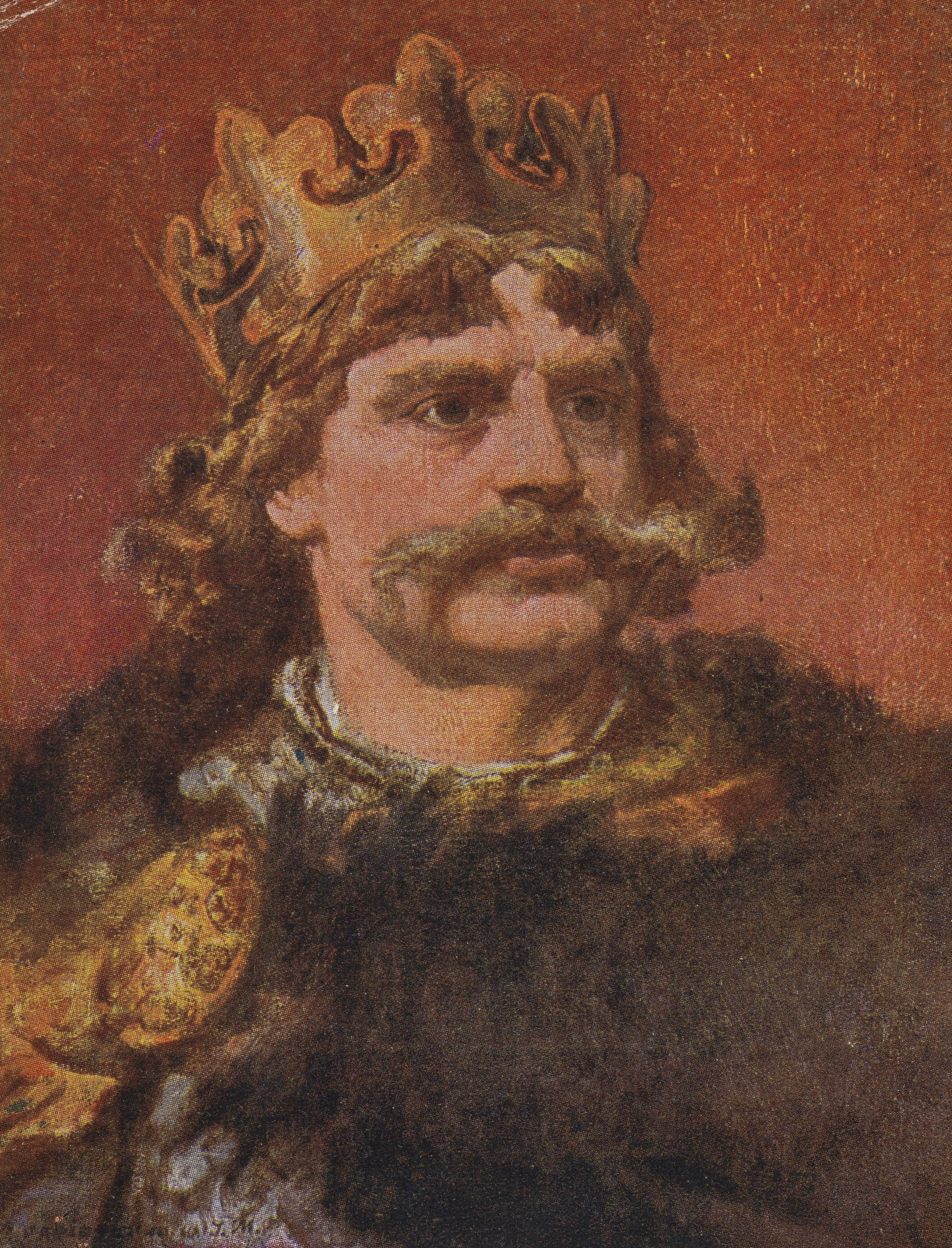
Bolesław Chrobry

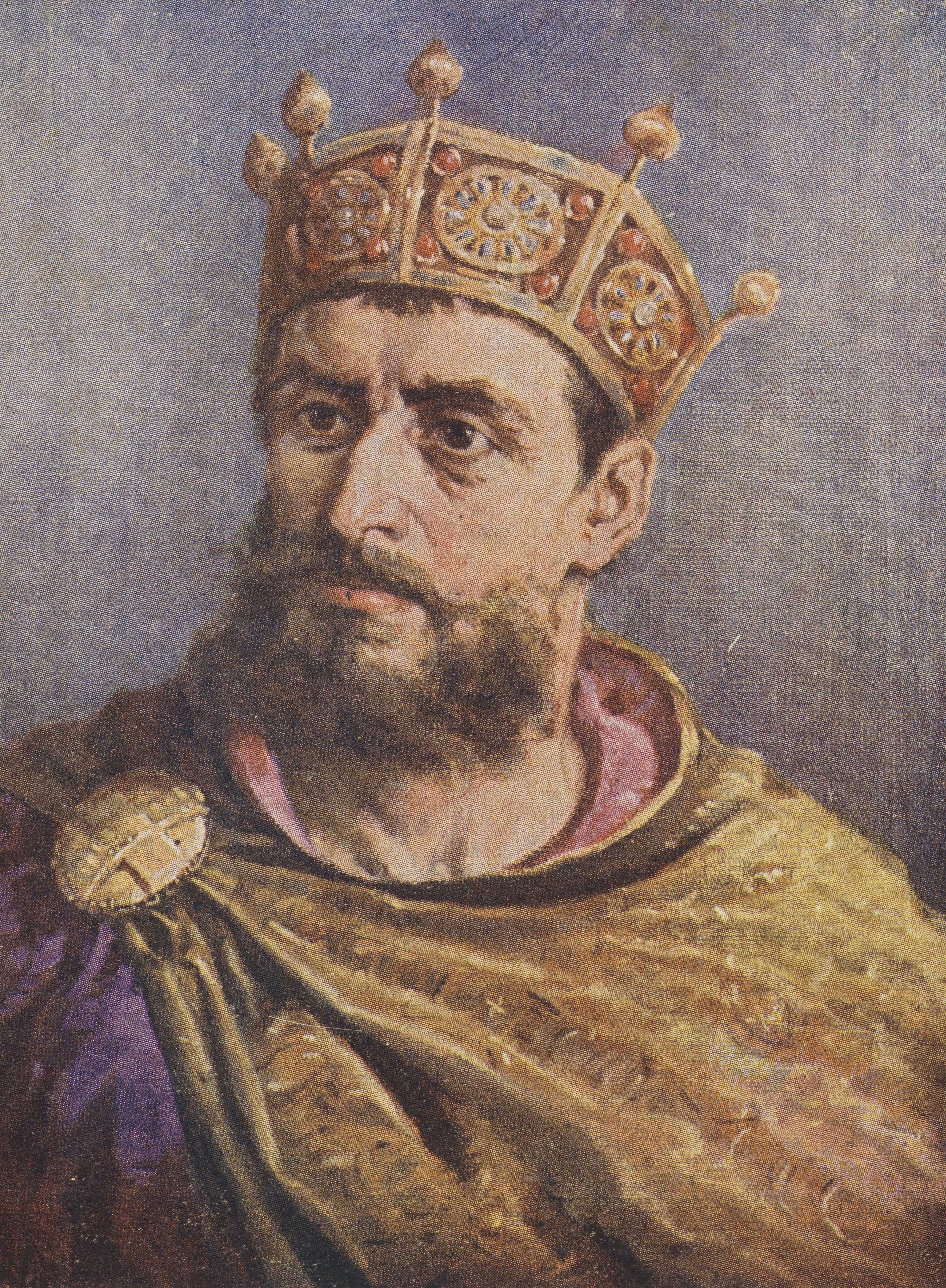
Mieszko II

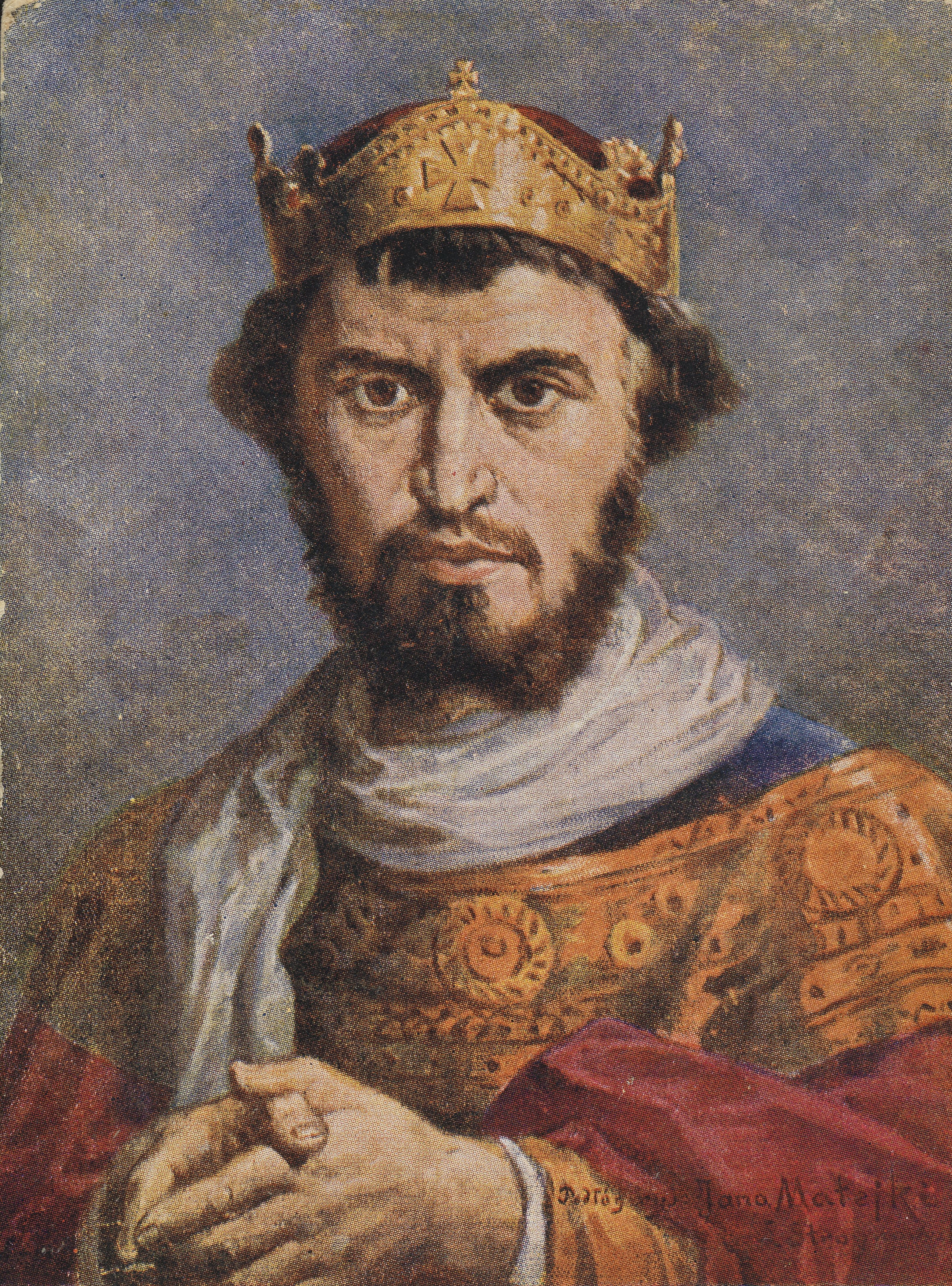
Kazimierz Odnowiciel

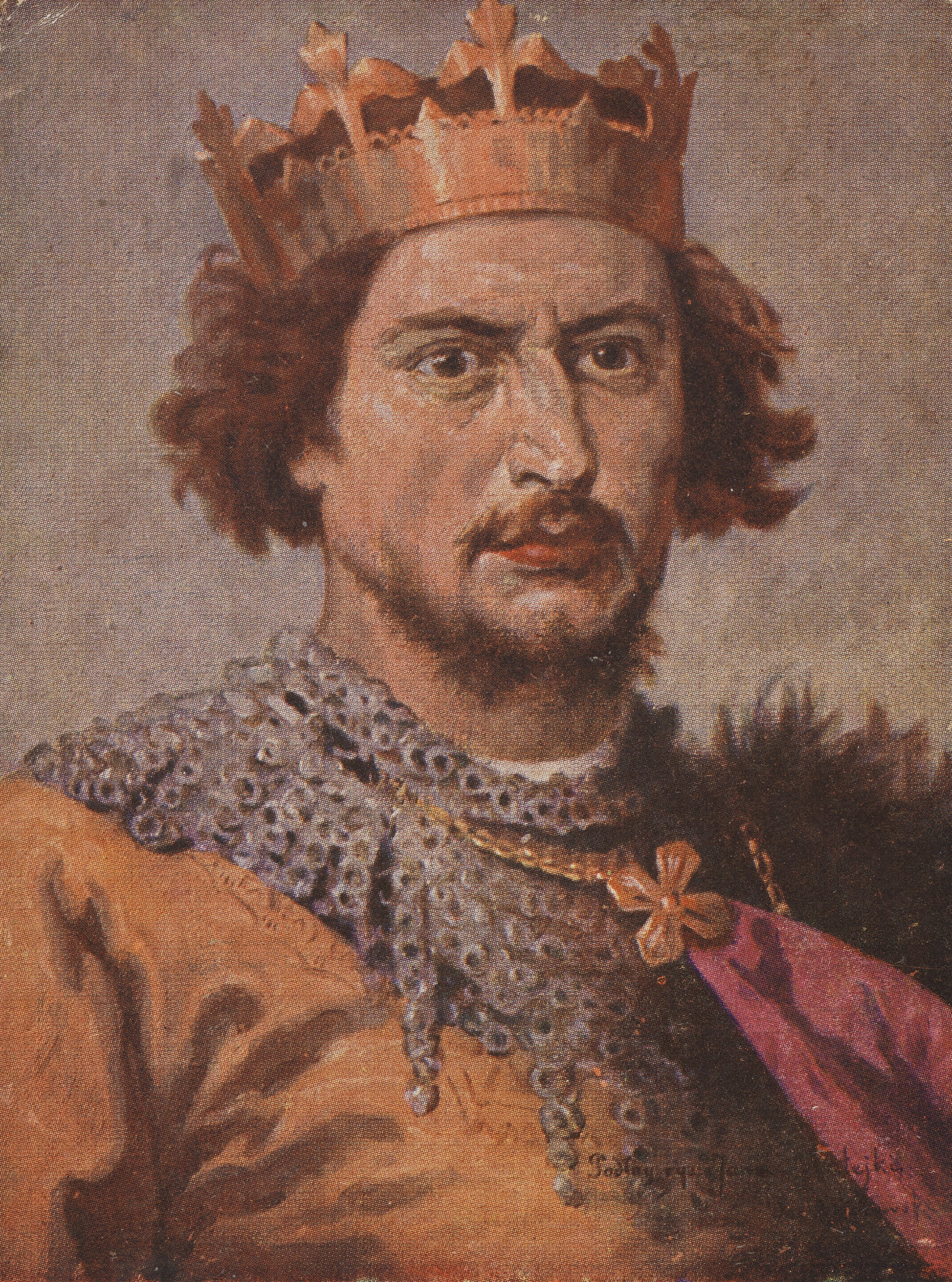
Bolesław Śmiały

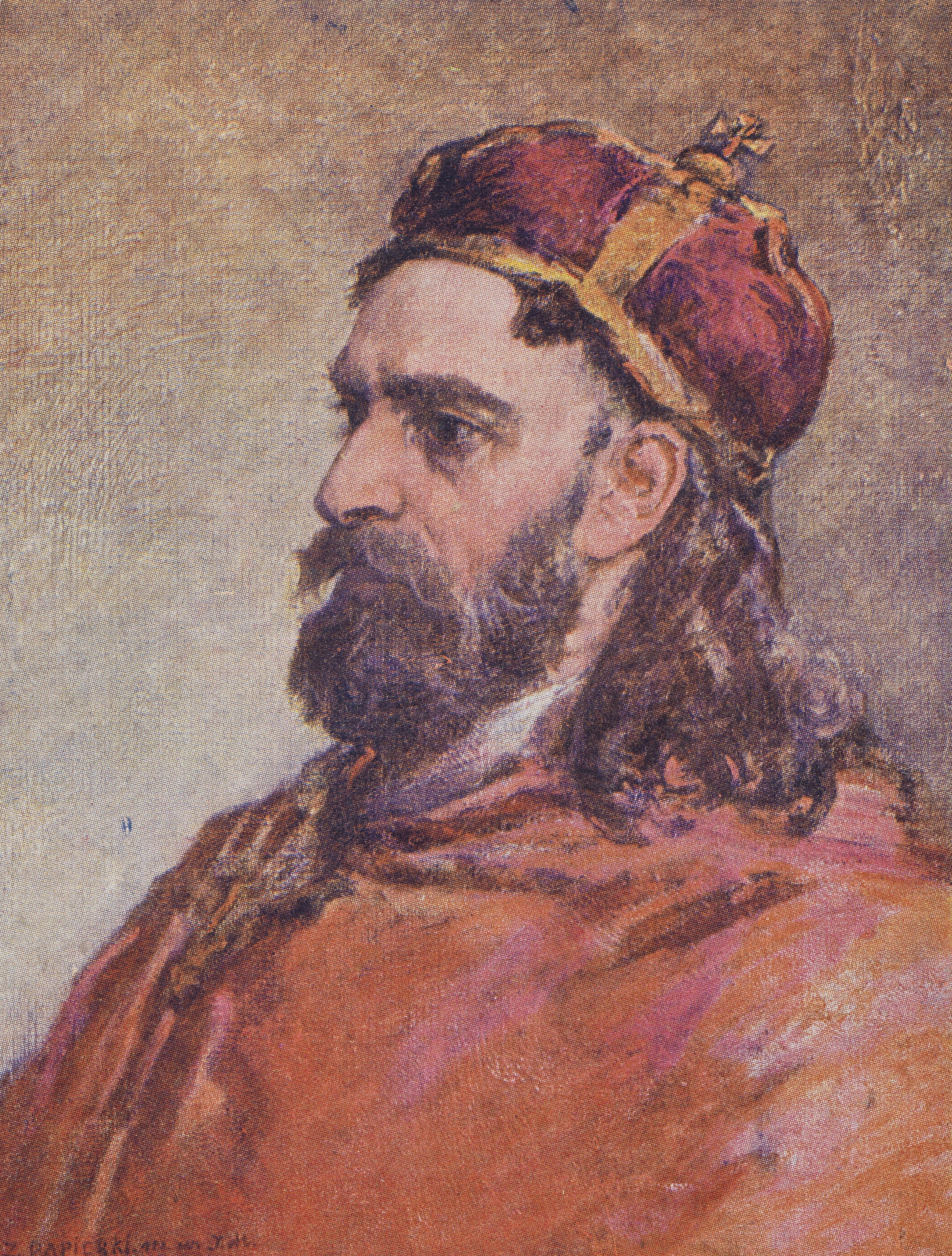
Władysław Herman

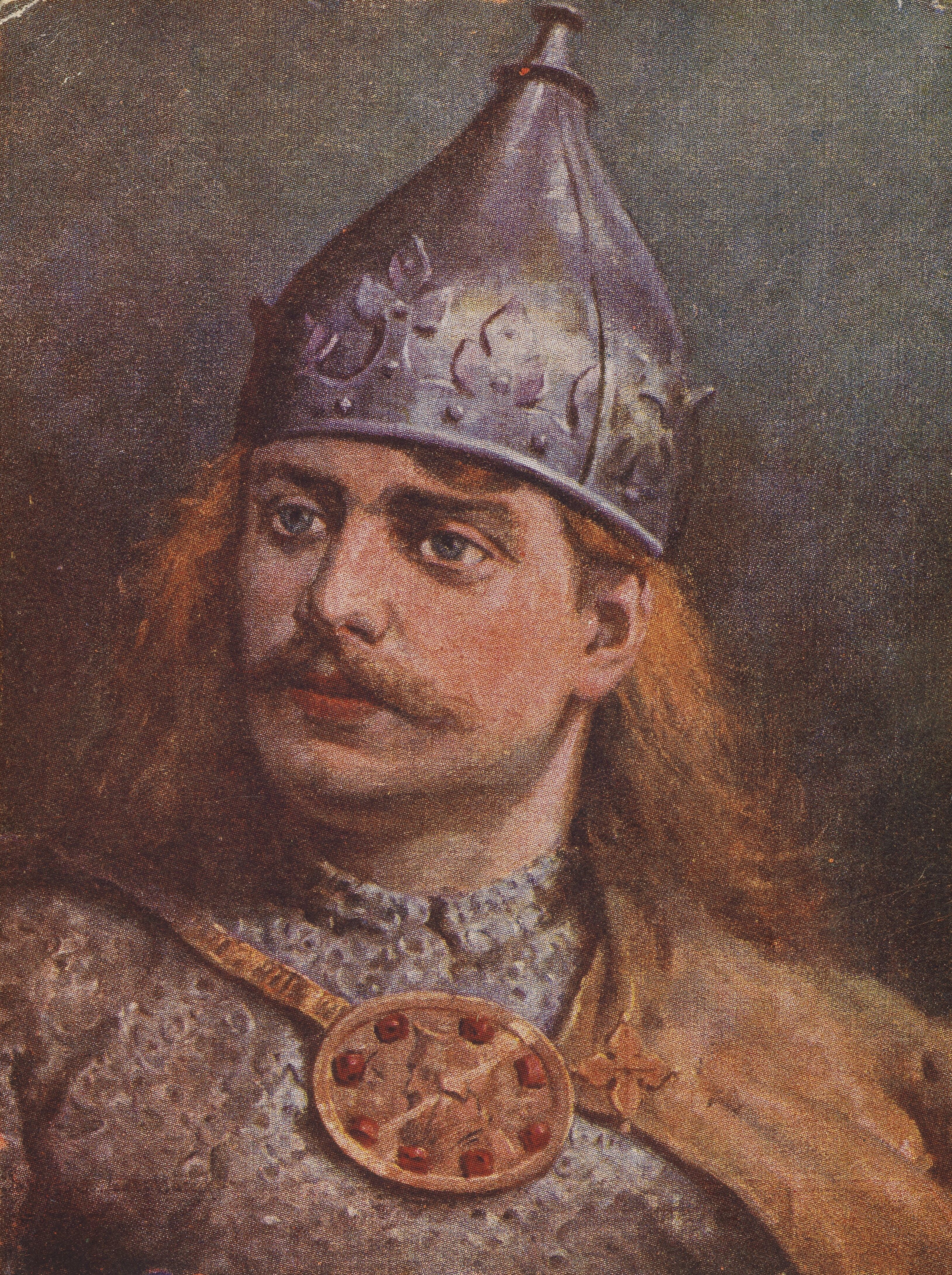
Bolesław Krzywousty

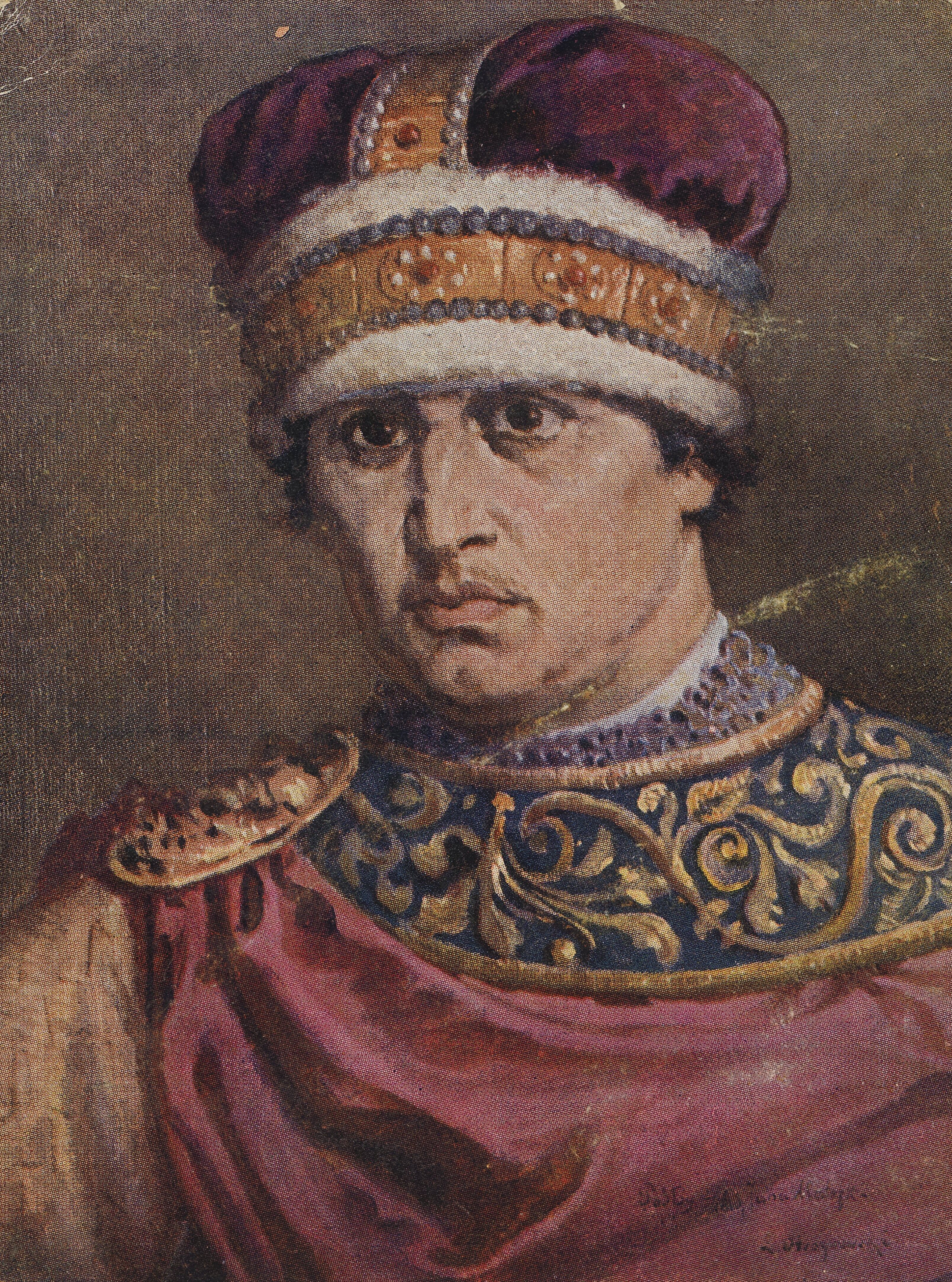
Władysław Wygnaniec

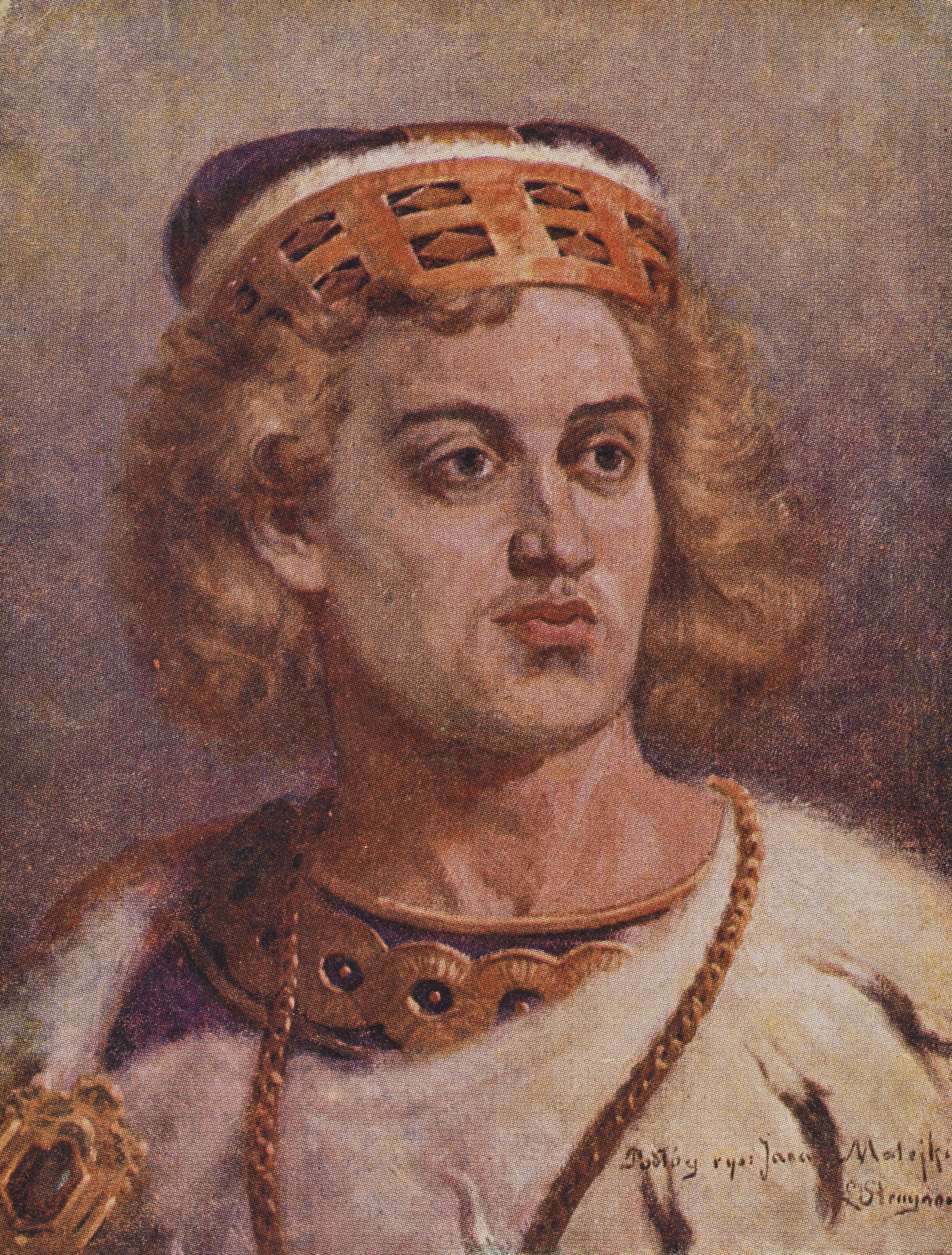
Bolesław Kędzierzawy

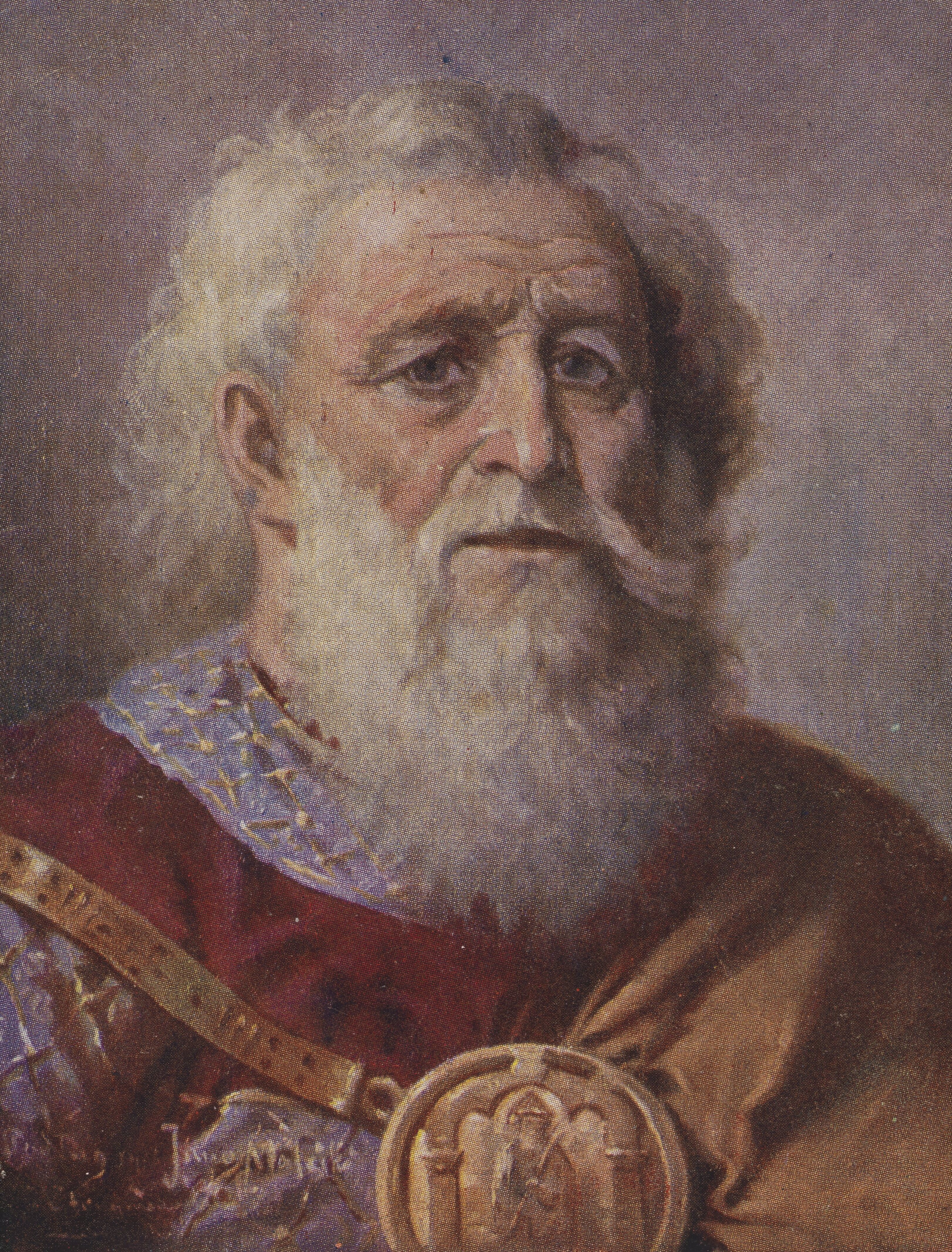
Mieszko Stary

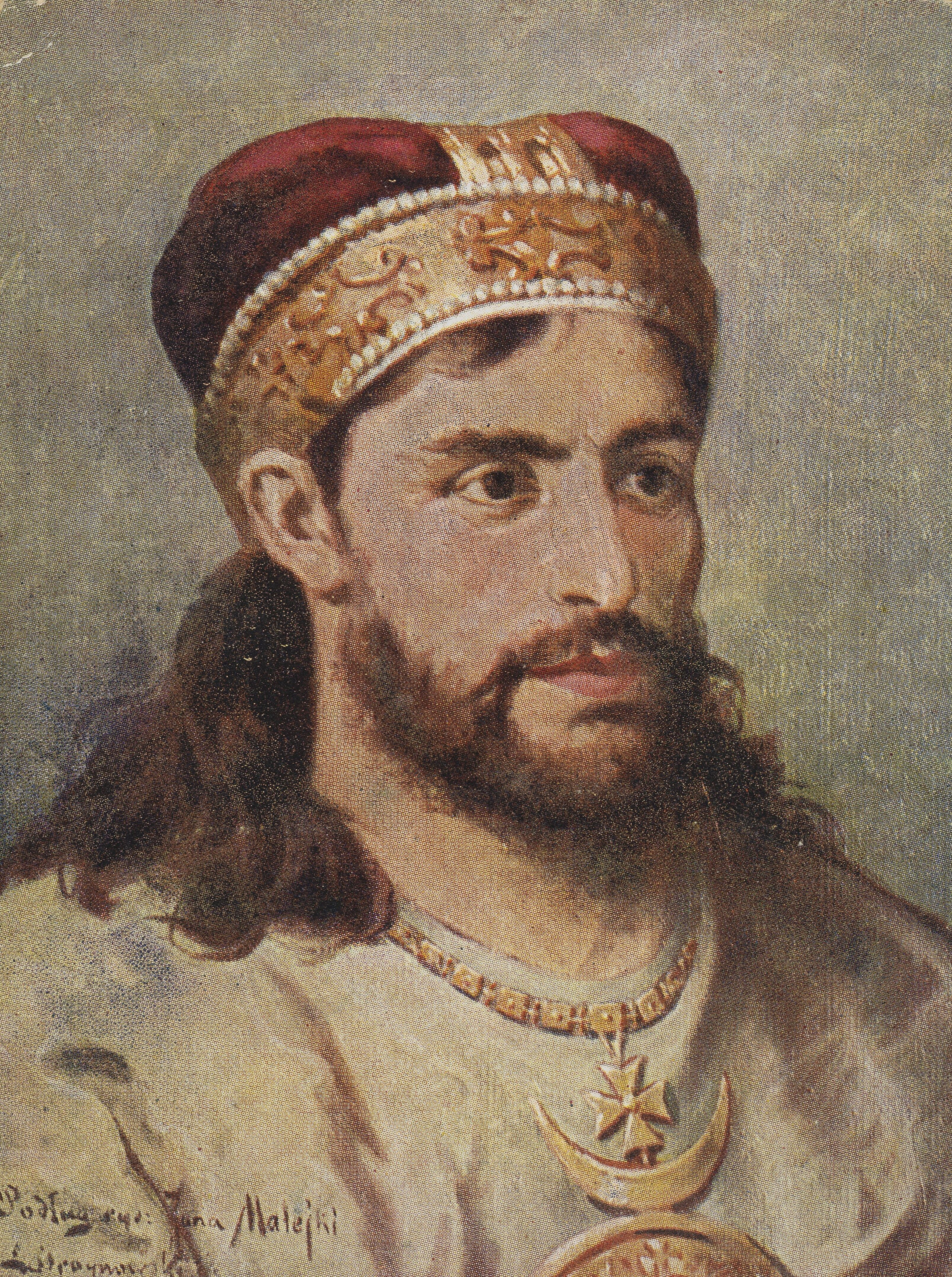
Kazimierz Sprawiedliwy

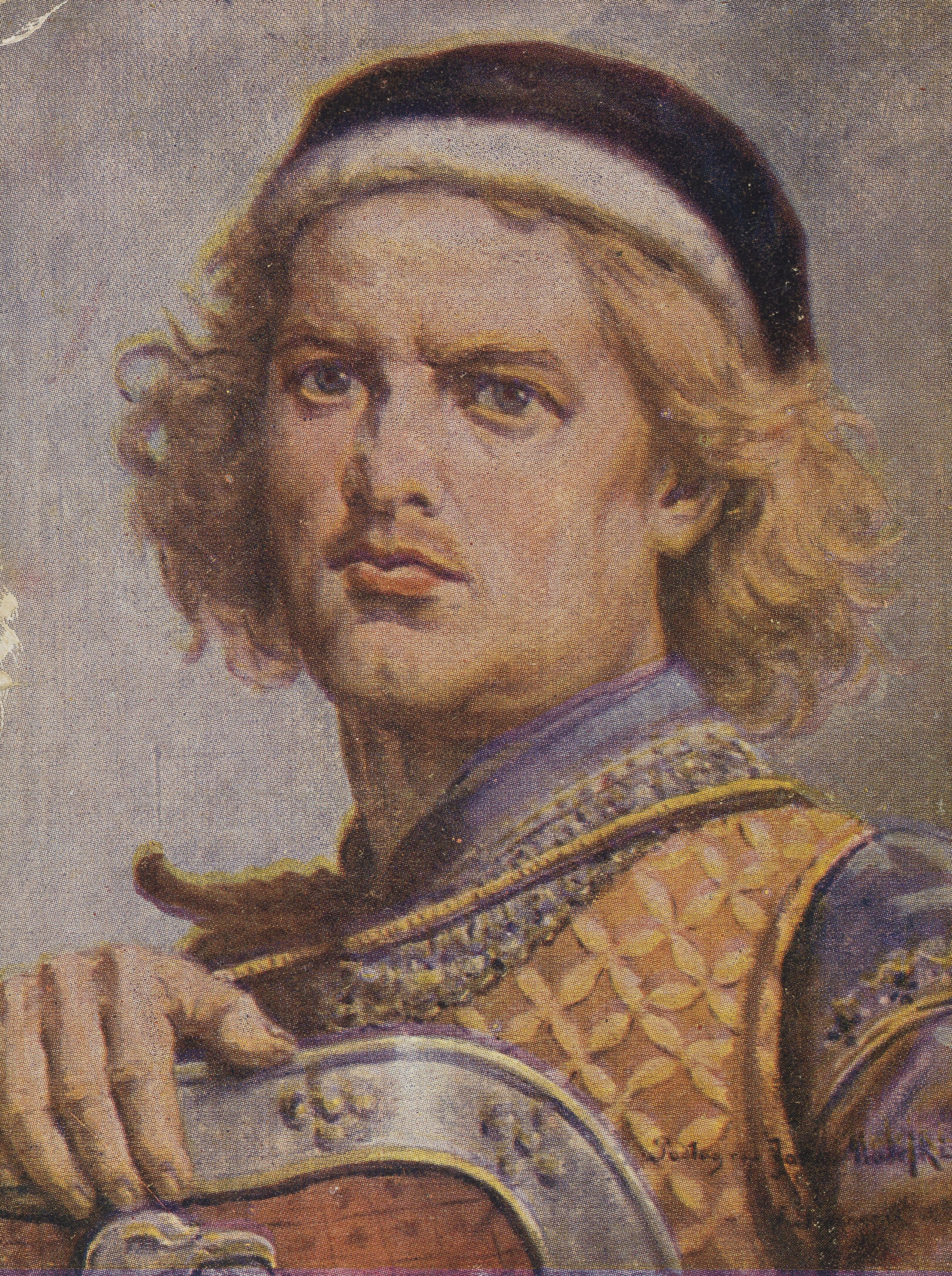
Leszek Biały

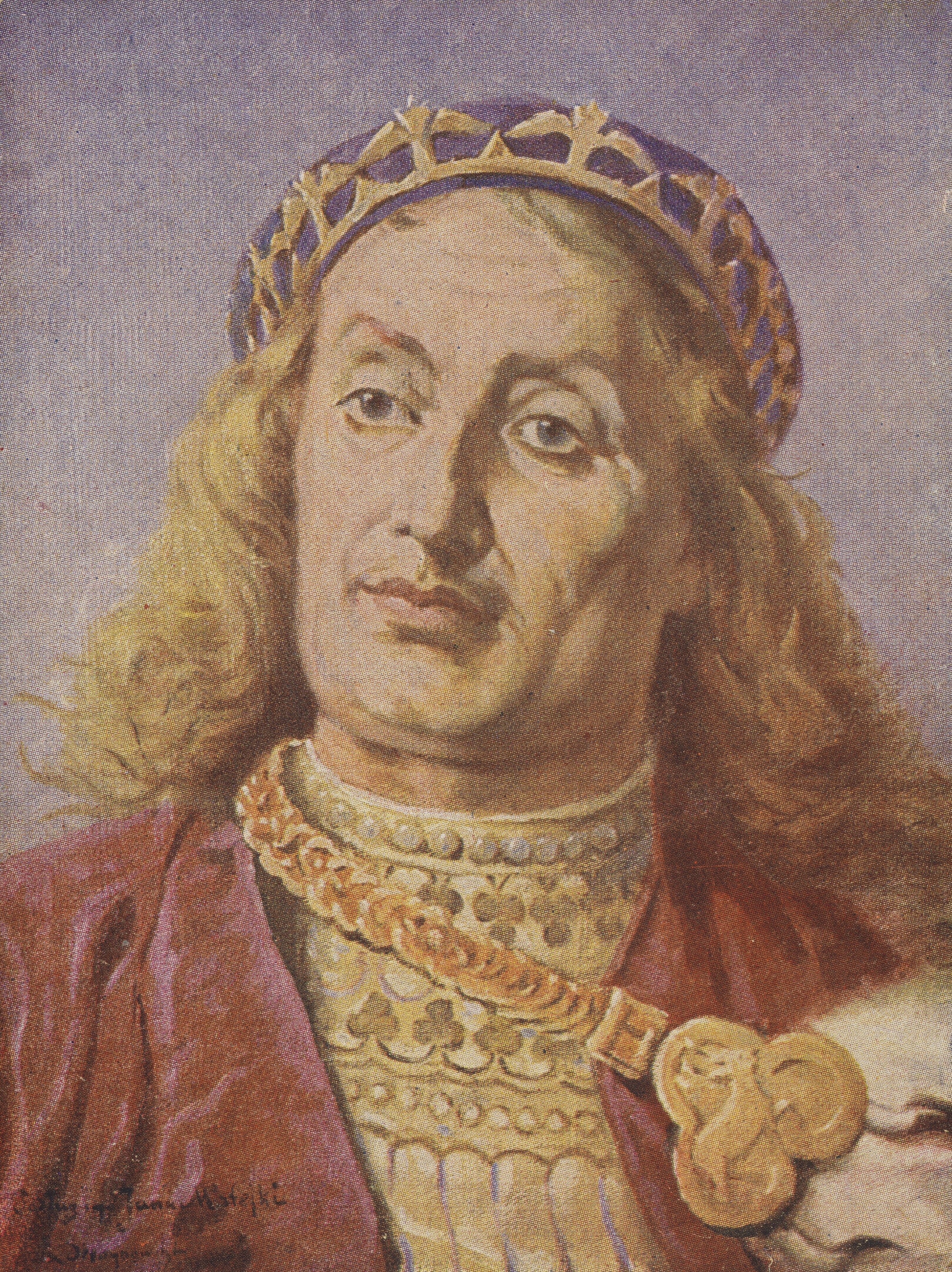
Władysław Laskonogi

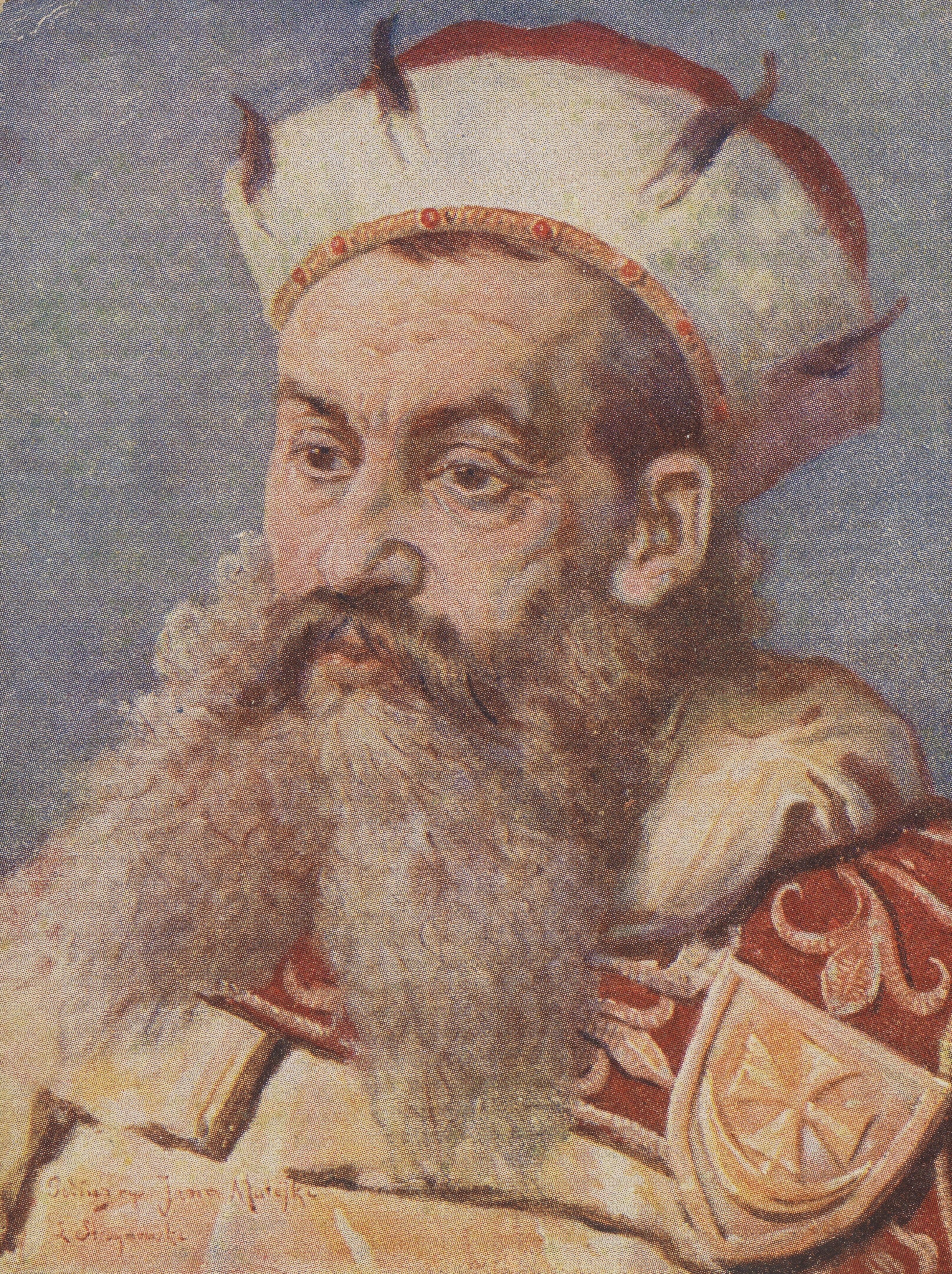
Henryk Brodaty

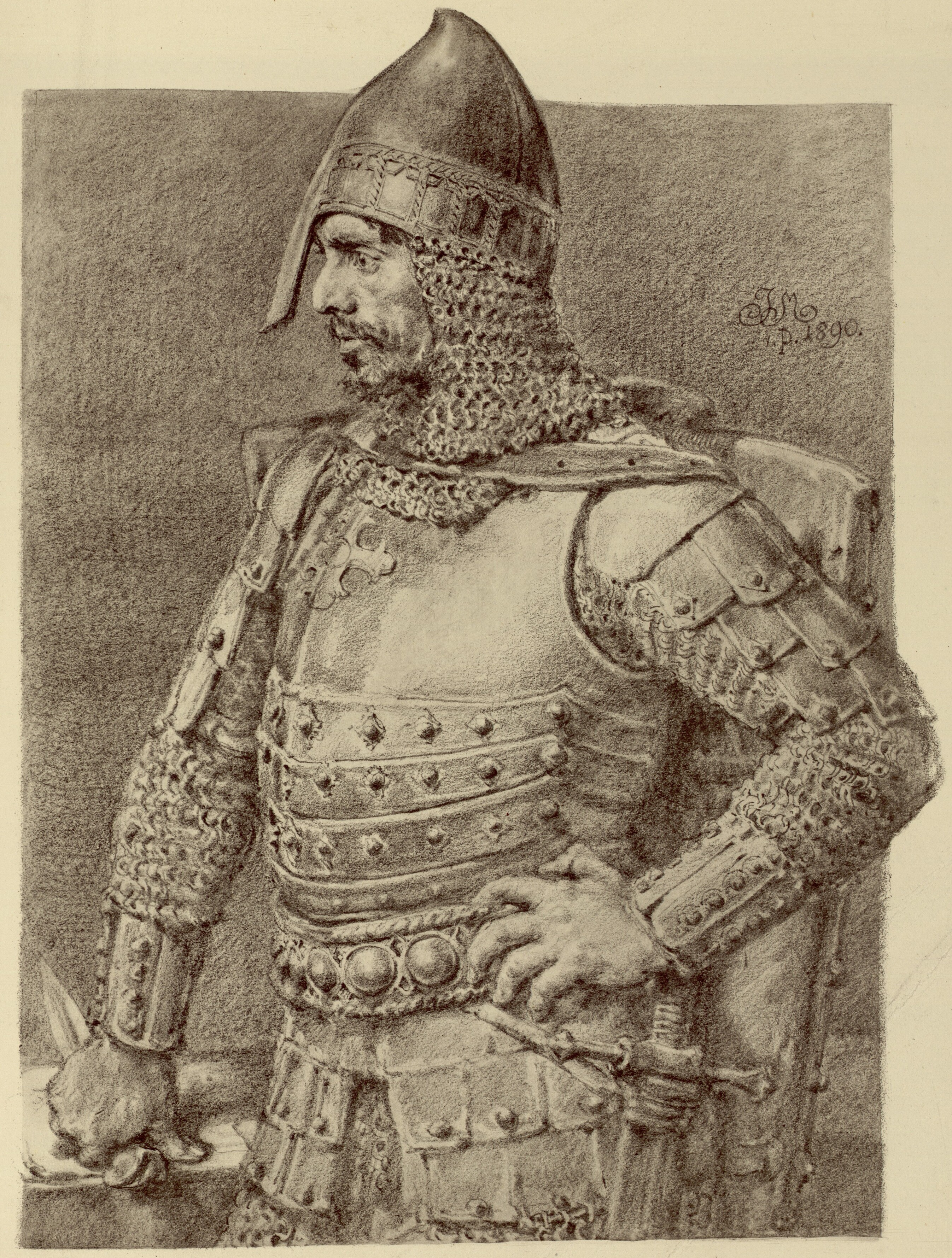
Konrad Mazowiecki

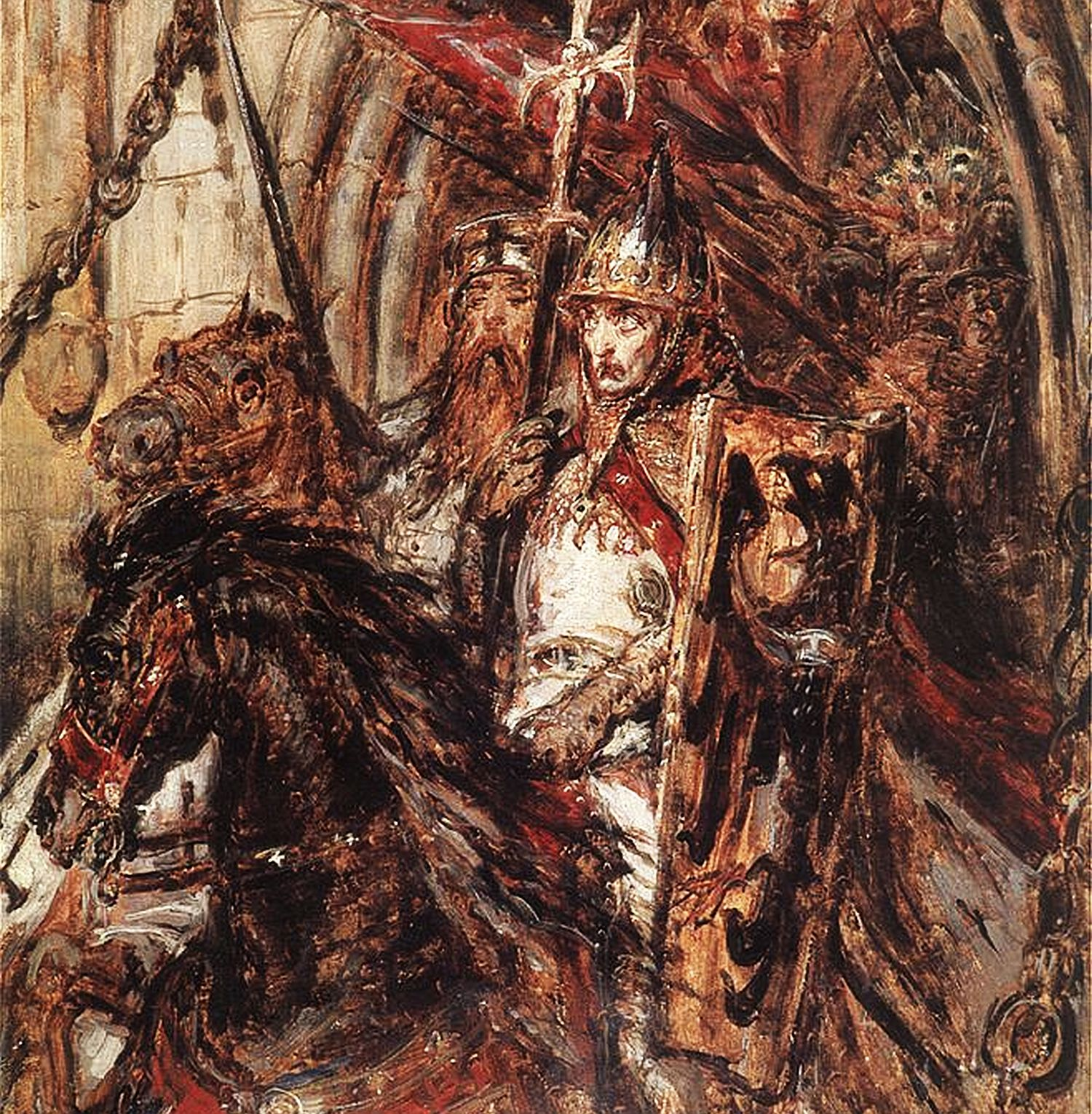
Henryk Pobożny

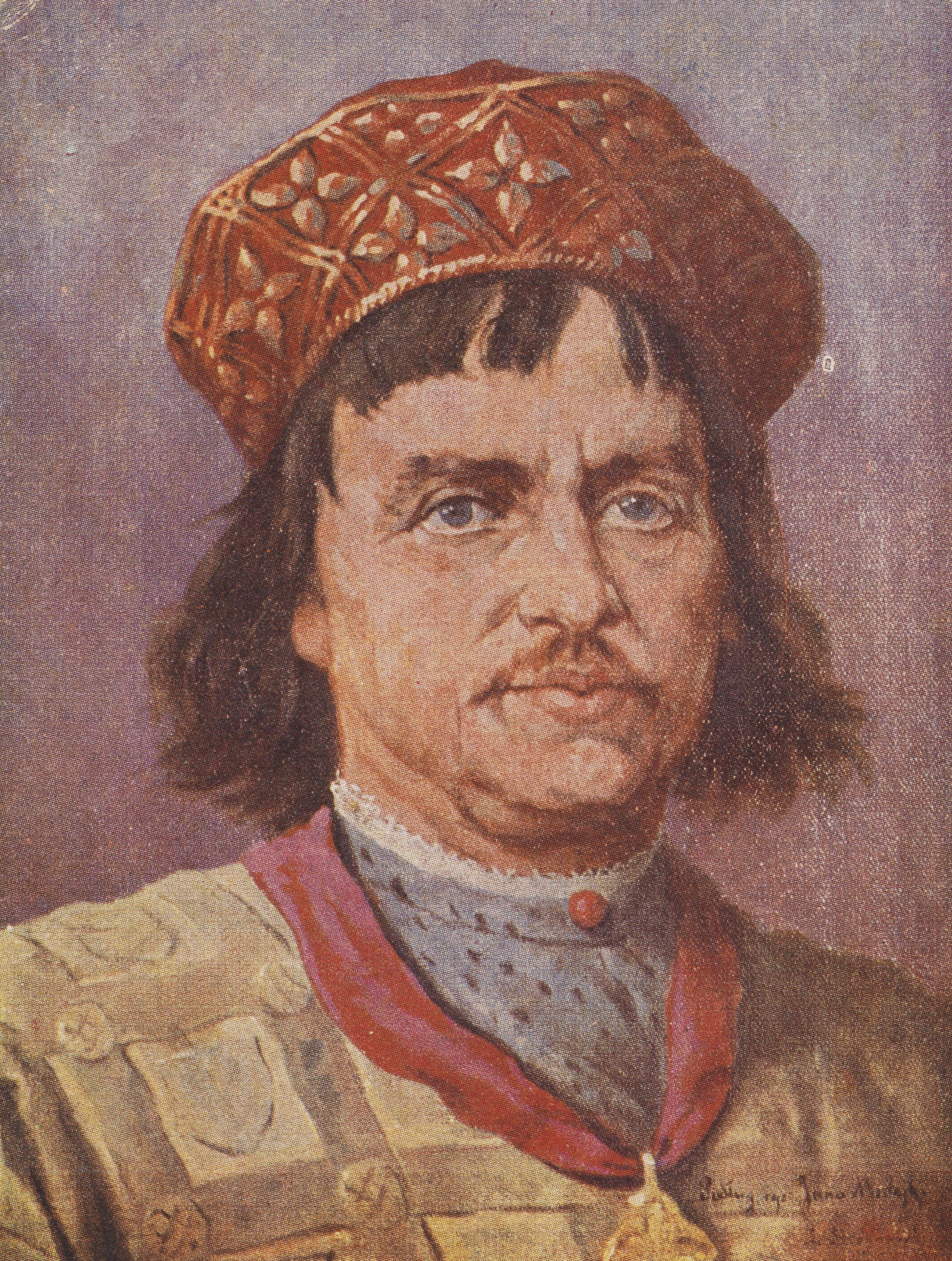
Bolesław Wstydliwy

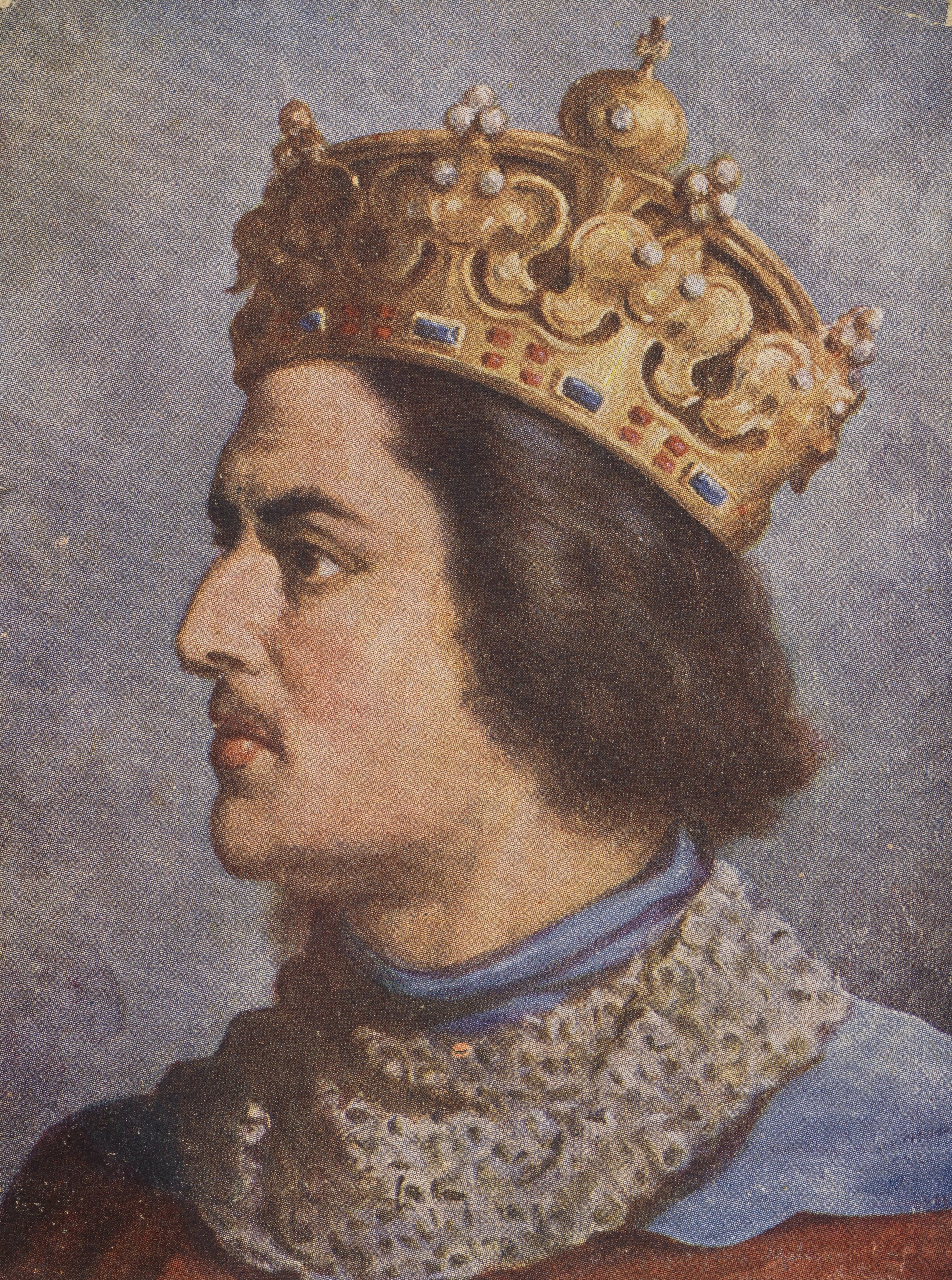
Przemysł II

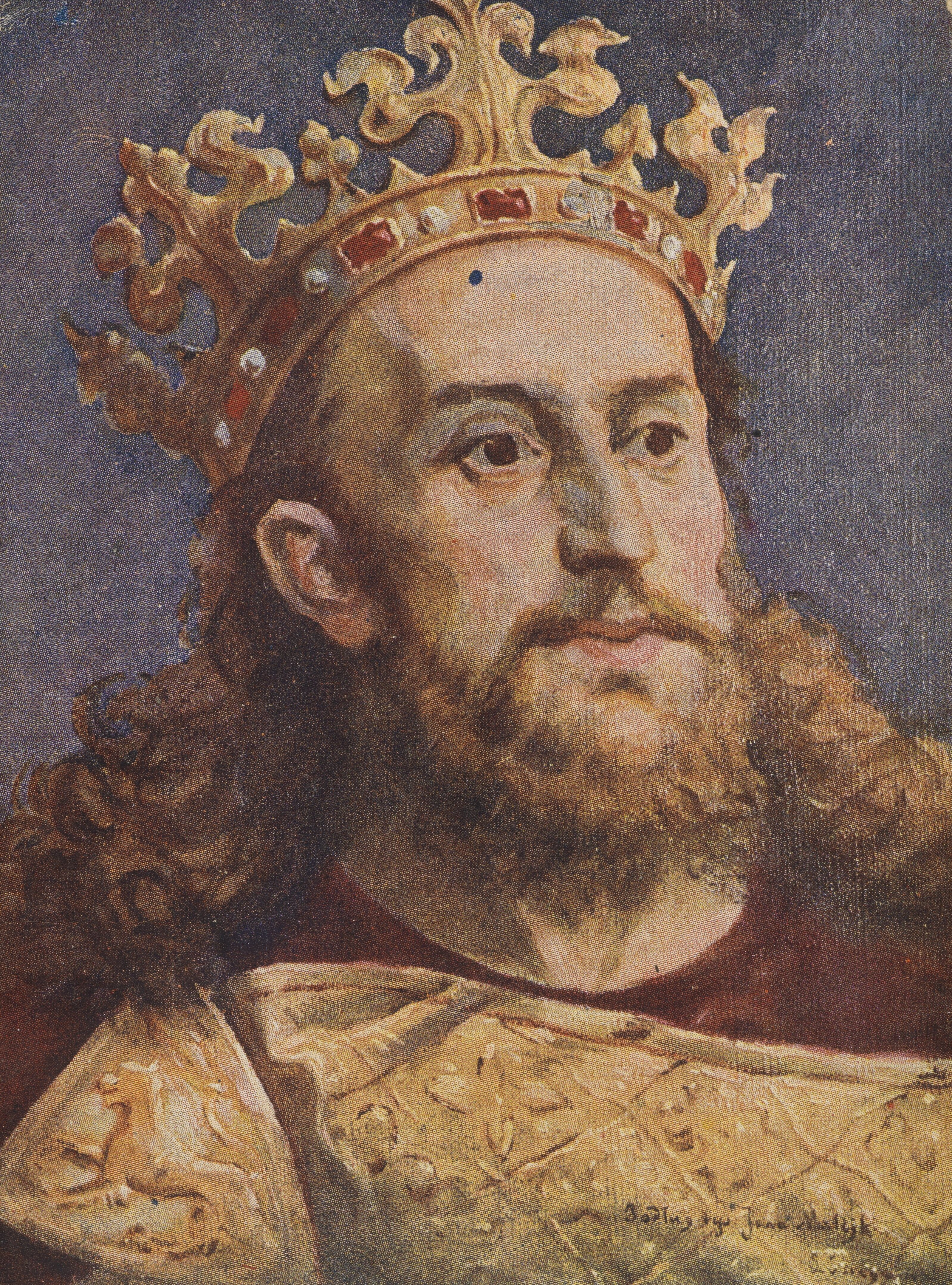
Wacław II

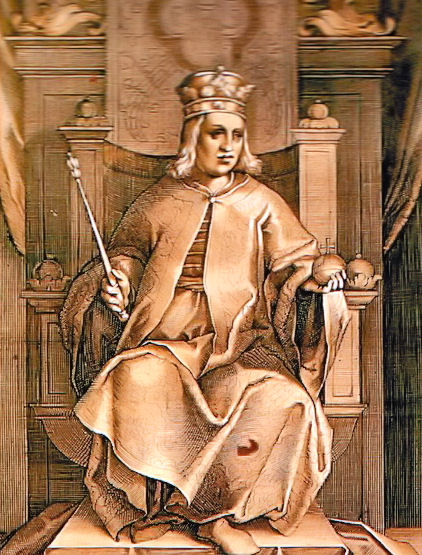
Wacław III

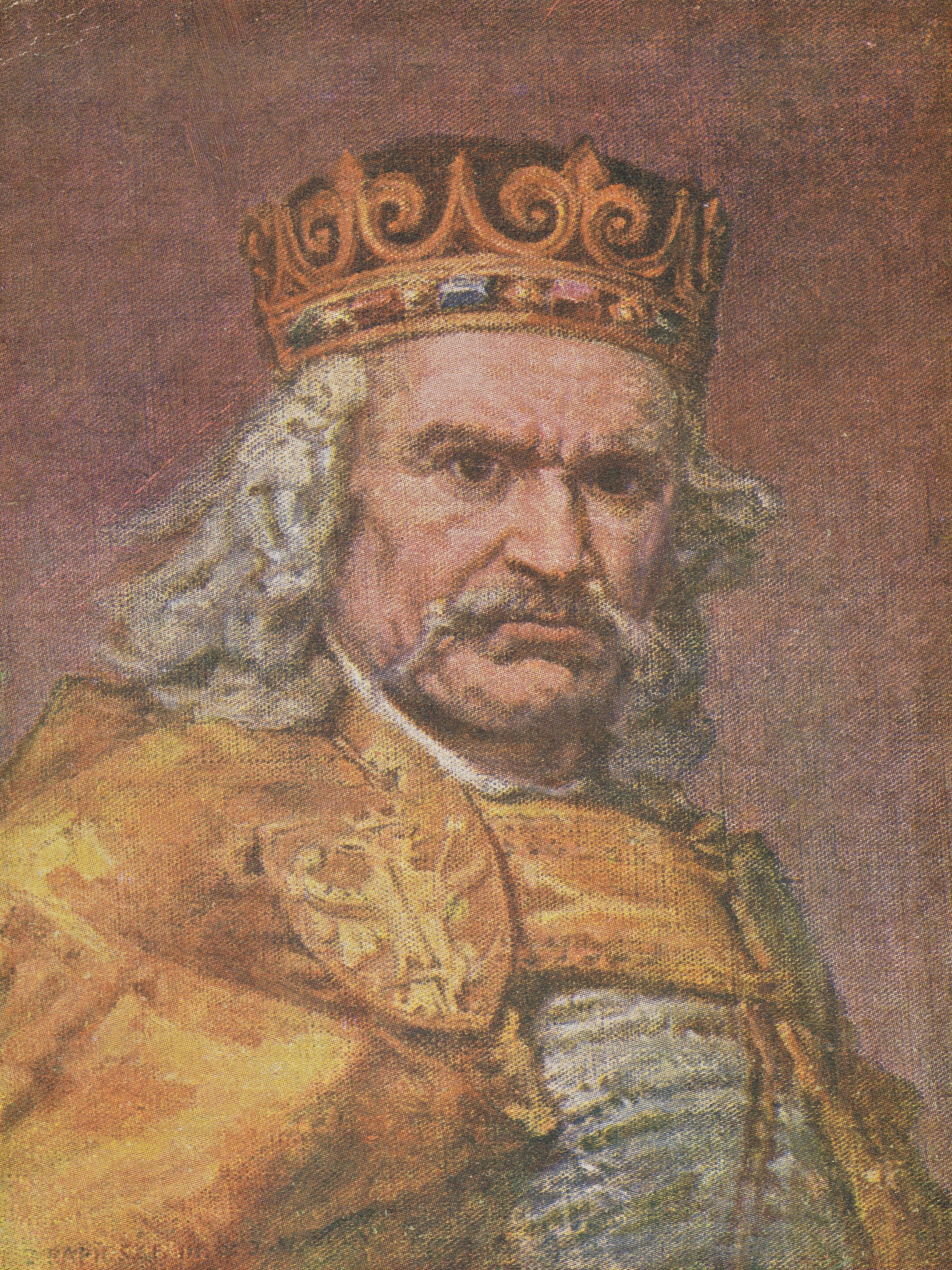
Władysław Łokietek

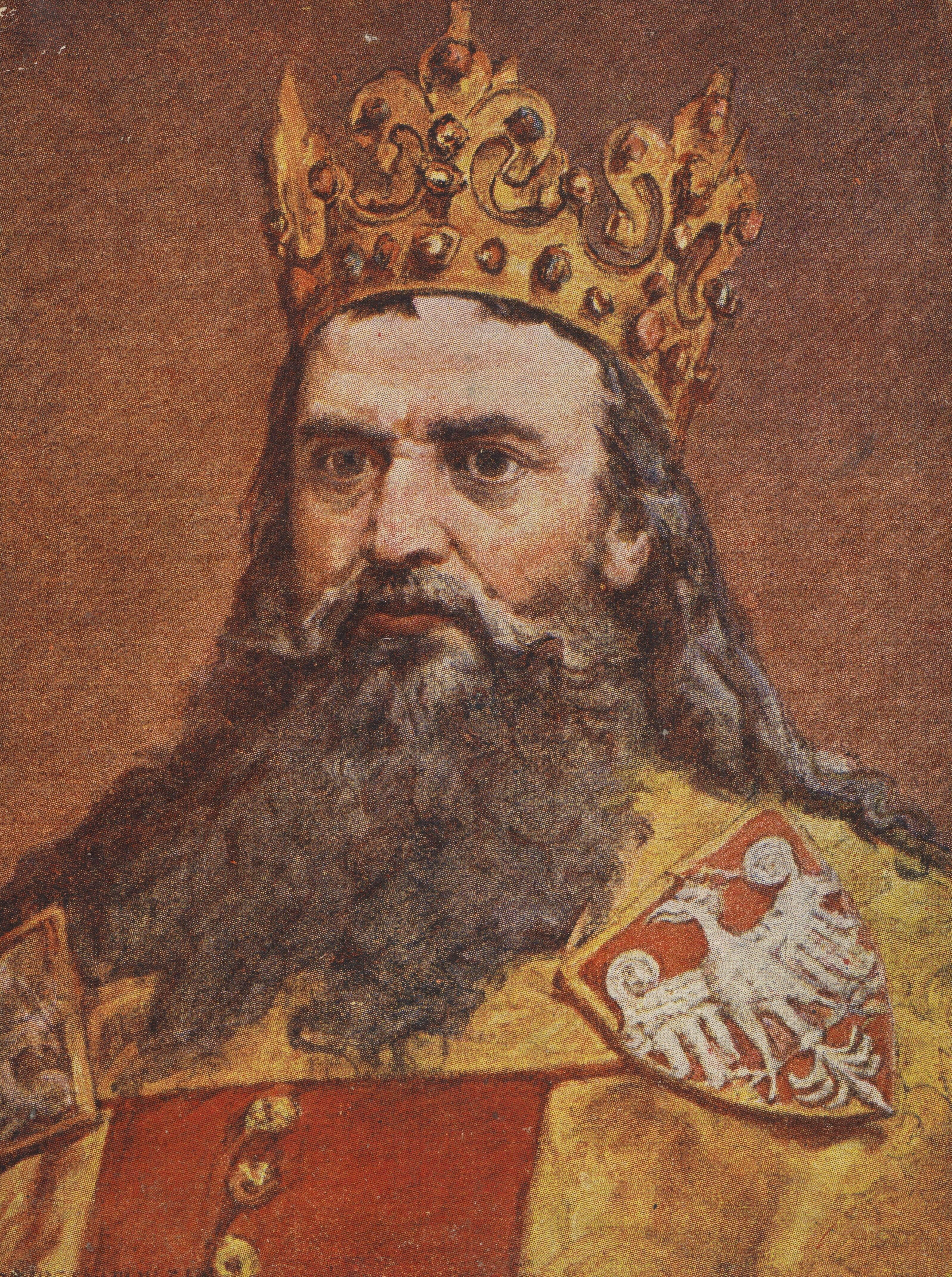
Kazimierz Wielki

### PanowanieMieszka I(ok. 960–992)
- 963–968 – Mieszko I pokonał zachodniosłowiańskie plemiona wieleckie[2]
- 965–966 – żydowski kupiec Ibrahim ibn Jakub opisał gród „Karako” (Kraków)[2]
- 966 – Mieszko I ożenił się z Dobrawą Przemyślidką[2]

- 966 – chrzest Mieszka I  i  początek chrystianizacji Polski
- 968 – biskup misyjny Jordan zorganizował diecezję kościelną w Gnieźnie[2]
- ok. 970 – pojawiły się denary Mieszka I[4]
- 24 czerwca 972 – bitwa pod Cedynią; zwycięstwo Mieszka I nad margrabim Hodonem[2]
- 989 – Mieszko I zdobył Małopolskę[2]
- 990 – wybuchł konflikt zbrojny z czeskim Bolesławem II – Mieszko I zdobył Śląsk[2]
- ok. 990–992 – powstał dokument Dagome iudex, w którym Mieszko I i jego żona Oda przekazali swoje władztwo pod opiekę Stolicy Apostolskiej[2]
- 25 maja 992 – zmarł Mieszko I[2]

### PanowanieBolesława Chrobrego(992–1025)
- 992 – Bolesław Chrobry usunął z kraju macochę Odę i jej synów[2]
- 997 – odbyła się misja św. Wojciecha[2]
- 999 – papież Sylwester II ustanowił w Gnieźnie arcybiskupstwo[2]
- 8–10 marca 1000 – zjazd gnieźnieński: niemiecki cesarz Otto III przybył z pielgrzymką do grobu św. Wojciecha, symbolicznie koronował Bolesława Chrobrego oraz zgodził się na utworzenie niezależnej polskiej metropolii w Gnieźnie oraz biskupstw w Krakowie, Kołobrzegu i Wrocławiu[2]
- 1003 – Bolesław Chrobry zajął Czechy i Morawy[2]
- 1004–1005 – pierwsza wojna z Henrykiem II[2]
- 1007–1013 – druga wojna z Henrykiem II[2]
- 1015 – 30 stycznia 1018 – trzecia wojna z Henrykiem II[2]
- 30 stycznia 1018 – pokój w Budziszynie. Na jego mocy Milsko, Łużyce i Morawy pozostały przy Polsce[2]
- 1018 – Bolesław Chrobry zdobył Grody Czerwieńskie oraz osadził na tronie ruskim zięcia Świętopełka[2]
- 1025 – koronowano Bolesława Chrobrego
- 17 czerwca 1025 – zmarł Bolesław Chrobry[2]

### PanowanieMieszka II Lamberta(1025–1031)
- 1031 – bunt Bezpryma, starszego syna Chrobrego[2]
- 1031 – wypędzono Mieszka II[2]
- 1031 – książę kijowski Jarosław zdobył Grody Czerwieńskie, zaś Cesarstwo Niemieckie odzyskało Milsko i Łużyce[2]
- 1032 – Mieszko II wrócił do Polski[2]
- 1034 – śmierć Mieszka II[2]

### PanowanieKazimierza Odnowiciela(1034–1058)
- ok. 1034 – wybuchło powstanie ludowe o podłożu antyfeudalnym i antychrześcijańskim, wygnanie Kazimierza Odnowiciela[2]
- 1039 – książę czeski Brzetysław I zdobył kosztem Polski Śląsk[2]
- 1039 – Kazimierz Odnowiciel wrócił z wygnania[5]
- 1039 – nową stolicą Polski został Kraków[5]
- 1050 – Polska odzyskała Śląsk[5]
- 1058 – zmarł Kazimierz Odnowiciel[5]

### PanowanieBolesława II Szczodrego(1058–1079)
- 1069 – Bolesław Szczodry odzyskał Grody Czerwieńskie i wprowadził na tron kijowski Izjasława II[5]
- 25 grudnia 1076 – odbyła się koronacja Bolesława Szczodrego[5]
- 1077 – zakończył się spór o inwestyturę: cesarz Henryk IV upokorzył się przed papieżem Grzegorzem VII w Canossie[5]
- 1078–1079 – biskup Stanisław ze Szczepanowa został oskarżony o zdradę i skazany na śmierć przez poćwiartowanie[6] na rozkaz króla Bolesława II[5]
- 1079 – w wyniku buntu Bolesław II uciekł z kraju[5]

### PanowanieWładysława I Hermana(1079–1102)
- ok. 1081 – na Węgrzech zmarł Bolesław II[5]
- 1102 – zmarł Władysław I – kraj został podzielony pomiędzy jego dwóch synów: Zbigniewa (Północ) i Bolesława (Małopolska)[5]

### PanowanieBolesława III Krzywoustego(1102–1138)
- 1103 – Bolesław Krzywousty wyruszył na Czechy[5]
- 1106–1108 – wojna domowa w Polsce: Bolesław Krzywousty przejął tron książęcy oraz oślepił brata[5]
- 1109 – pod pretekstem obrony praw Zbigniewa, Henryk V najechał na Polskę[5]
- ok. 1112–1116 – Gall Anonim spisał dzieje Piastów do 1113 roku[5]
- 1113–1119 – odbyła się wyprawa Bolesława Krzywoustego na Pomorze Gdańskie[5]
- 1135 – odbył się zjazd w Merseburgu, podczas którego Bolesław Krzywousty złożył hołd lenny cesarzowi Lotarowi III oraz zobowiązał się do płacenia trybutu w zamian za utrzymanie całości państwa polskiego[5]
- 1136 – bulla gnieźnieńska potwierdziła niezależność Kościoła polskiego[5]
- 28 października 1138 – zmarł Bolesław Krzywousty – w wyniku testamentu Bolesława III, Polska została podzielona na dzielnice[5]

### Rozbicie dzielnicowe (1138–1320)
- 1138–1146 – Władysław II Wygnaniec princepsem[5]
- 1146 – w wyniku buntu juniorów, Władysław Wygnaniec został wypędzony, Bolesław IV Kędzierzawy przejął godność princepsa[5]
- 1150 – książę Albrecht Niedźwiedź utworzył Marchię Brandenburską na terenach odebranych Słowianom połabskim[5]
- ok. 1152 – biskup płocki Aleksander z Malonne ufundował drzwi płockie[5]
- 1154 – odbyła się wyprawa księcia Henryka Sandomierskiego do Jerozolimy[5]
- 1157 – odbyła się wyprawa cesarza Fryderyka I Barbarossy do Polski w celu przywrócenia rządów Władysława Wygnańca. Bolesław Kędzierzawy złożył cesarzowi hołd lenny[5]
- 1173–1177 – rządy princepsa Mieszka III Starego[5]
- 1177 – przeciwko Mieszkowi III wybuchł bunt możnowładców – tron przejął Kazimierz II Sprawiedliwy[5]
- 1180 – odbył się zjazd książąt piastowskich w Łęczycy[5]
- 1194 – zmarł Kazimierz Sprawiedliwy[5]
- 1195 – panowie małopolscy odparli pod Mozgawą wyprawę Mieszka Starego na Kraków[5]
- 1198 – Mieszko Stary ustanowił ugodę z możnowładcami małopolskimi, na mocy której książę przejął tron krakowski[5]
- 1202 – zmarł Mieszko III Stary. Princepsem został na krótko jego syn Władysław III Laskonogi, ale stracił tron na rzecz Leszka Białego[5]
- 1202–1238 – panowanie Henryka I Brodatego na Śląsku[5]
- 1205–1207 – Wincenty Kadłubek napisał Kronikę Polaków[5]
- 1210 – nadanie przywilejów dla kleru tzw. Przywilej borzykowski.
- 1211 – książę Henryk Brodaty dokonał lokacji na prawie magdeburskim Złotoryi. Była to pierwsza na ziemiach polskich lokacja na prawie niemieckim[7]
- 1215 – uchwalono przywilej wolborski książąt dzielnicowych dla kleru[7]
- 1220 – na Mazowsze i ziemię chełmińską najechali Prusowie[7]
- 1222–1223 – Leszek Biały, Henryk Brodaty oraz książęta pomorscy rozpoczęli wyprawy na Prusów[7]
- 1226 – Konrad Mazowiecki rozpoczął rokowania w sprawie osiedlenia Krzyżaków na pograniczu prusko-mazowieckim[7]
- 1227 – odbył się zjazd książąt dzielnicowych w Gąsawie, podczas których zamordowano Leszka Białego[7]
- 1228 – zakon krzyżacki otrzymał od Konrada Mazowieckiego w dzierżawę ziemię chełmińską[7]
- 1230 – Grzegorz IX wydał bullę potwierdzającą osiedlenie się i nadanie przywilejów dla Krzyżaków[7]
- 1232–1238 – panowanie Henryka Brodatego[7]
- 1232–1234 – powstał we Wrocławiu pierwszy polski klasztor franciszkański[7]
- 1234 – odbyła się wyprawa polsko-krzyżacka na Prusów; Krzyżacy sfałszowali dokument kruszwicki, twierdząc, że Konrad Mazowiecki oddał im wszelkie zdobycze w Prusach jako darowiznę[7]
- 1238–1241 – rządy Henryka Pobożnego[7]
- 1241 – najazd Tatarów na Polskę[7]
- 9 kwietnia 1241 – podczas bitwy pod Legnicą zginął Henryk Pobożny[7]
- 1247 – zmarł Konrad Mazowiecki[7]
- 1248–1255 – pomiędzy synami Henryka Pobożnego wybuchła wojna, która skończyła się rozbiciem Śląska i Małopolski na kilka księstw[7]
- 1249–1252 – Marchia Brandenburska przejęła ziemię lubuską[7]
- 8 września 1253 – papież Innocenty IV kanonizował Stanisława ze Szczepanowa[7]
- 1259–1260 – drugi najazd Tatarów[7]
- 1267 – żona Henryka Brodatego, Jadwiga, została kanonizowana przez Klemensa IV[7]
- 1270–1273 – polski naukowiec Witelon opublikował Perspektywę poświęconą matematyce i zjawiskom optycznym[7]
- 1279 – rządy Leszka Czarnego w Małopolsce[7]
- 1287 – książę wielkopolski Przemysł II, książę gdański Mściwoj II oraz książę zachodniopomorski Bogusław IV podpisali układ sukcesyjny[7]
- 1288–1289 – książę wrocławski Henryk IV Probus przejął tron krakowski[7]
- 1290 – Przemysł II objął władzę w Krakowie[7]
- 1291–1292 – czeski król Wacław II zdobył Małopolskę i ziemię sandomierską[7]
- 1292 – na zajętych ziemiach polskich Wacław II wprowadził urząd starosty[7]
- 25 czerwca 1295 – Przemysł II został koronowany – symboliczny koniec epoki rozbicia dzielnicowego[7]
- 1296 – w Rogoźnie zamordowano Przemysła II[7]
- 1300 – Wacław II został królem Polski[7]
- 1305 – zmarł Wacław II, władzę objął jego syn Wacław III[7]
- 1305 – przeciwko rządom starosty i biskupa krakowskiego Jana Muskaty wybuchł bunt[7]
- 1306 – w Ołomuńcu zamordowano Wacława III[7]
- 1306 – książę kujawsko-łęczycki Władysław Łokietek zajął Małopolskę i Pomorze Gdańskie[7]
- 1308 – Krzyżacy dokonali rzezi mieszkańców Gdańska
- 1309 – Krzyżacy podstępnie zajęli Pomorze Gdańskie[8]
- 1312 – wybuchł bunt wójta Alberta przeciwko Władysławowi Łokietkowi w Krakowie[8]
- 20 stycznia 1320 – w Krakowie koronowano Władysława Łokietka. Ponowne zjednoczenie Polski i koniec rozbicia dzielnicowego[8]

### PanowanieWładysława Łokietka(1320–1333)
- 1320–1321 – odbył się proces polsko-krzyżacki w Inowrocławiu i Brześciu Kujawskim. Sąd papieski nakazał zakonowi krzyżackiemu zwrot Pomorza Gdańskiego i wypłatę odszkodowania. Wyrok nie został wykonany[8]
- 1325 – Władysław I Łokietek zawarł z księciem litewskim Giedyminem przymierze, które umocniono ślubem polskiego następcy tronu Kazimierza z Aldoną Giedyminówną[8]
- 1327–1332 – wojna polsko-krzyżacka, w której sojusznikiem zakonu był król Jan Luksemburski[8]
- 1329 – Krzyżacy najechali na ziemię dobrzyńską[8]
- 1330 – Felicjan Zach przeprowadził nieudany zamach na węgierską parę królewską, sprowokowany rzekomo romansem Kazimierza Wielkiego z jego córką Klarą[8]
- 27 września 1331 – Władysław Łokietek pokonał Krzyżaków w bitwie pod Płowcami[8]
- 1332 – Krzyżacy podbili Kujawy[8]
- 2 marca 1333 – zmarł Władysław Łokietek[8]

### PanowanieKazimierza Wielkiego(1333–1370)
- 25 kwietnia 1333 – w katedrze wawelskiej koronowano Kazimierza Wielkiego[8]
- 1335 – w listopadzie odbył się zjazd w Wyszehradzie, na którym Jan Luksemburski zrzekł się praw do korony polskiej, w zamian za 20 tys. kop groszy praskich. Podczas zjazdu Polska przekazała Krzyżakom Pomorze Gdańskie, zaś zakonowi nakazano oddać Kujawy i ziemię dobrzyńską Polsce[8]
- 1335 – 24 listopada zmarł Henryk VI Dobry i na mocy wcześniejszego porozumienia Księstwo wrocławskie przeszło we władanie Czech.
- 1337 – odbył się zjazd w Inowrocławiu. Zakon krzyżacki oddał Kujawy i ziemię dobrzyńską Janowi Luksemburskiemu, który część tych dóbr przekazał Kazimierzowi Wielkiemu[8]
- 1339 – w Warszawie odbył się proces polsko-krzyżacki. W wyniku procesu zakon krzyżacki miał oddać Pomorze i ziemię chełmińską Polsce, lecz nie uznał wyroku[8]
- 1340 – wyprawa Kazimierza Wielkiego na Lwów, początek ekspansji na Ruś Halicką[8]
- 1341 – Kazimierz Wielki i Luksemburgowie zawarli sojusz[8]
- 1342 – rozpoczęto budowę katedry gotyckiej w Gnieźnie[8]
- 8 lipca 1343 – Polska zawarła z zakonem krzyżackim pokój kaliski – Polska odzyskała Kujawy i ziemię dobrzyńską oraz zrzekła się Pomorza Gdańskiego i ziemi chełmińskiej[8]
- 1348 – odbyła się nieudana wyprawa Kazimierza Wielkiego na Śląsk[8]
- 1354–1355 – Polska zawarła układy z Ludwikiem Węgierskim, dotyczące sukcesji tronu polskiego[8]
- 1 maja 1356 – w Pradze uchwalono układ pomiędzy Polską a Czechami – Kazimierz Wielki zrzekł się praw do Śląska w zamian za pomoc przeciwko Brandenburczykom i zakonowi krzyżackiemu[8]
- 1356 – Kazimierz Wielki ustanowił Sąd Wyższy Prawa Niemieckiego dla miast[8]
- 1356 – Lwów uzyskał prawa miejskie[8]
- 1356–1360 – Kazimierz Wielki uchwalił statusy dla Wielkopolski i Małopolski[8]
- 12 maja 1364 – Kazimierz Wielki założył Akademię Krakowską (będącą drugą wyższą uczelnią w Europie Środkowej, po praskiej)[8]
- wrzesień 1364 – odbył się zjazd monarchów w Krakowie z udziałem cesarza i króla Czech Karola IV, króla Polski Kazimierza, króla Węgier Ludwika, króla Cypru Piotra, króla Danii Waldemara IV, księcia mazowieckiego Siemowita, książąt śląskich i margrabiego brandenburskiego Ottona[8]
- 5 listopada 1370 – zmarł Kazimierz Wielki[8]

## Panowanie Andegawenów

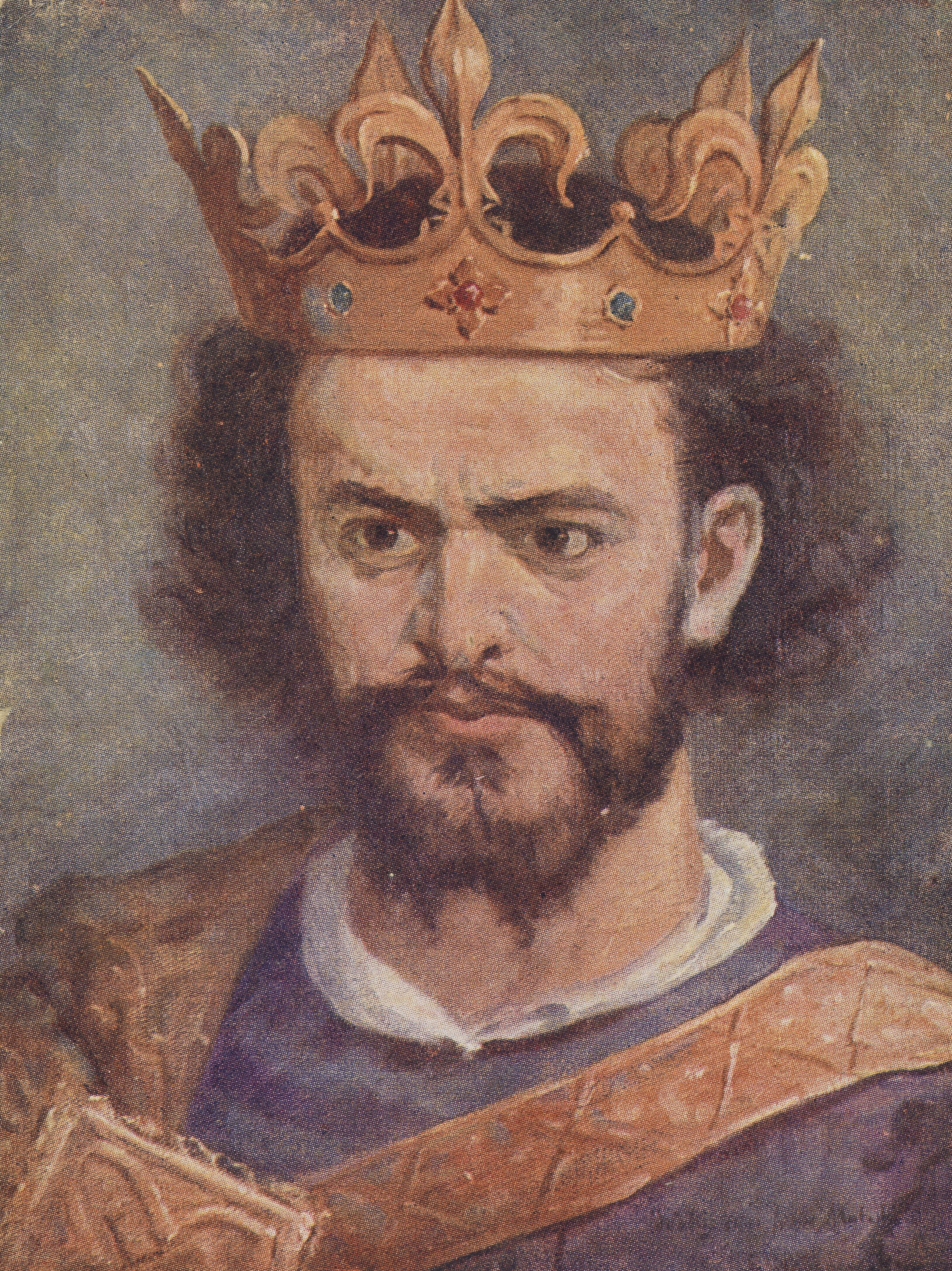
Ludwik Węgierski

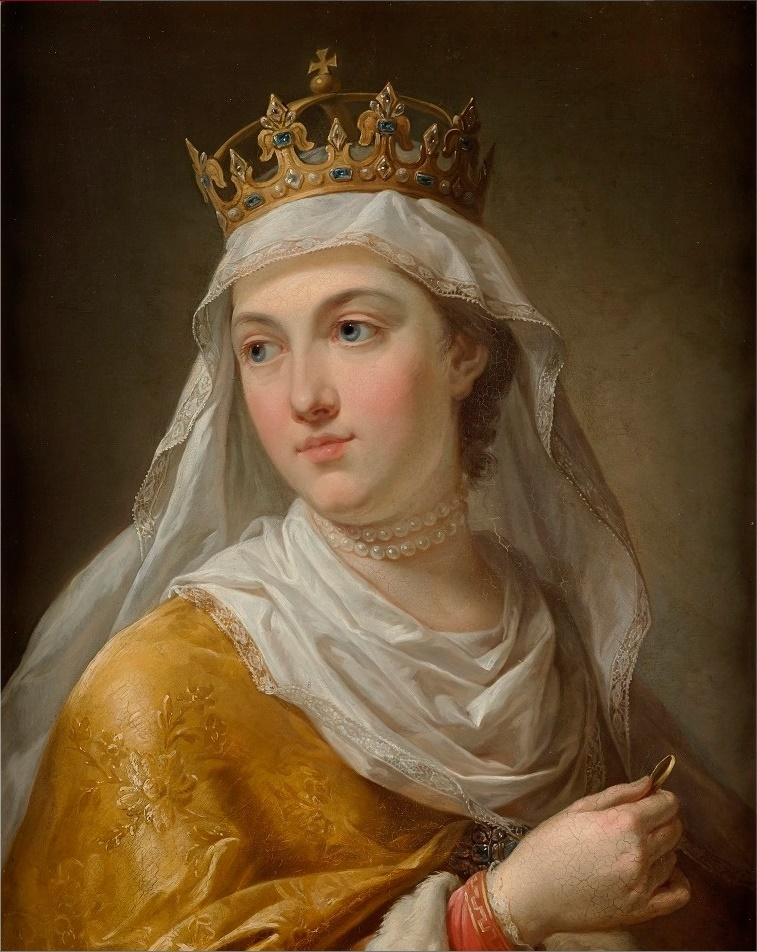
Jadwiga Andegaweńska

- 17 listopada 1370 – koronowano Ludwika Węgierskiego[8]
- 1374 – odbył się zjazd w Koszycach, na którym ustanowiono przywileje dla szlachty[8]
- 1382 – zmarł Ludwik Węgierski[8]
- 16 października 1384 – koronowano Jadwigę Andegaweńską[8]
- 14 sierpnia 1385 – Polska z Litwą zawarły unię w Krewie – Jadwiga Andegaweńska poślubi Władysława Jagiełłę[8]

## Panowanie Jagiellonów

### PanowanieWładysława Jagiełły(1386–1434)

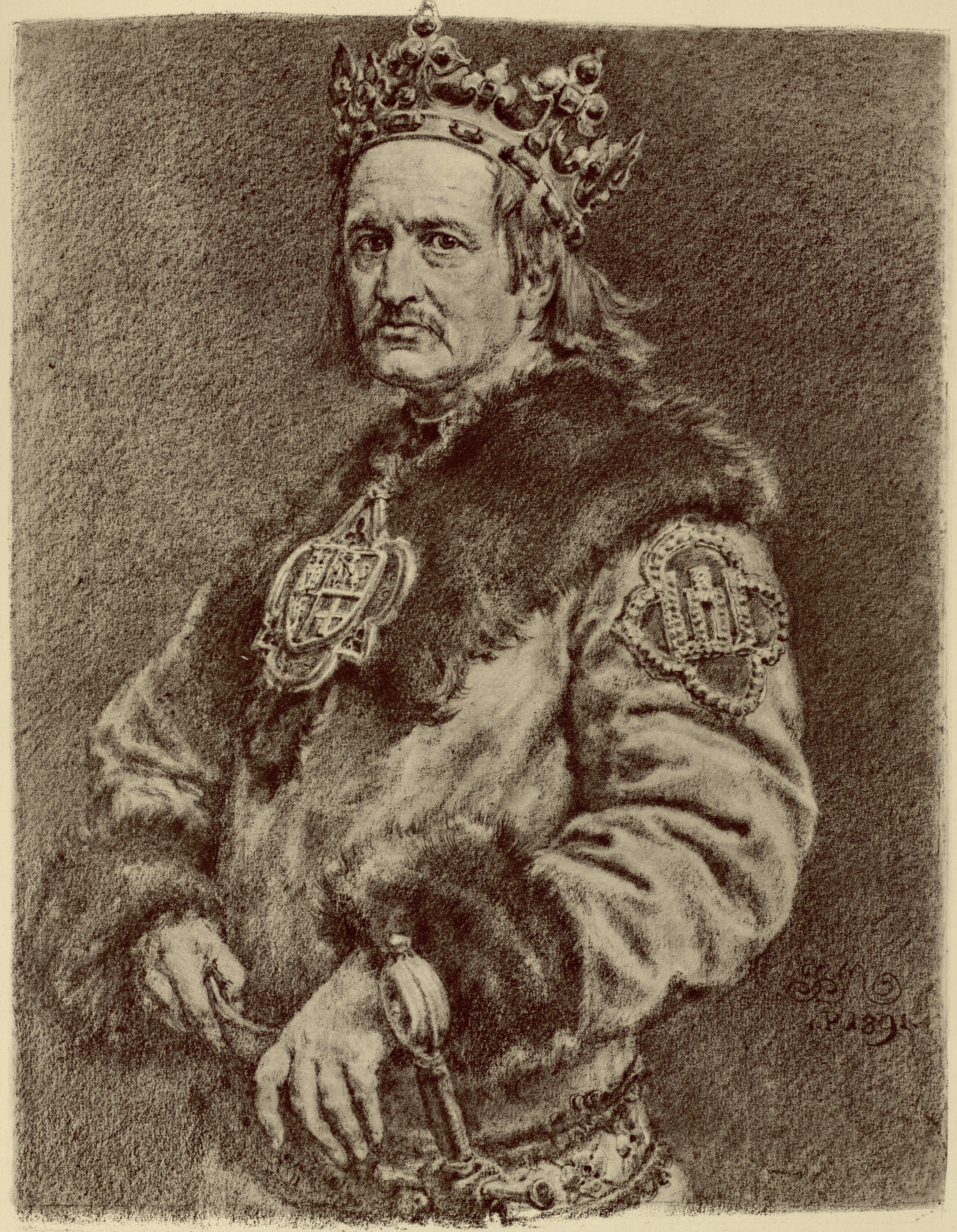
Władysław Jagiełło

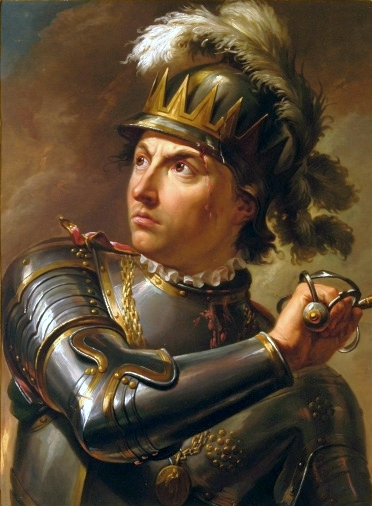
Władysław Warneńczyk

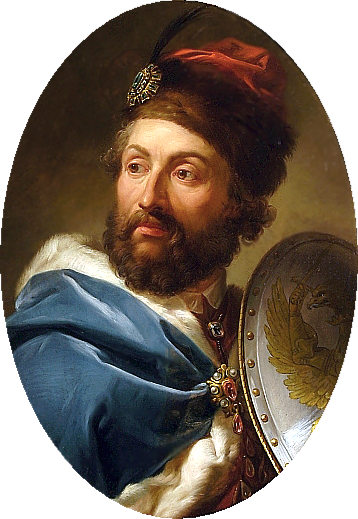
Kazimierz Jagiellończyk

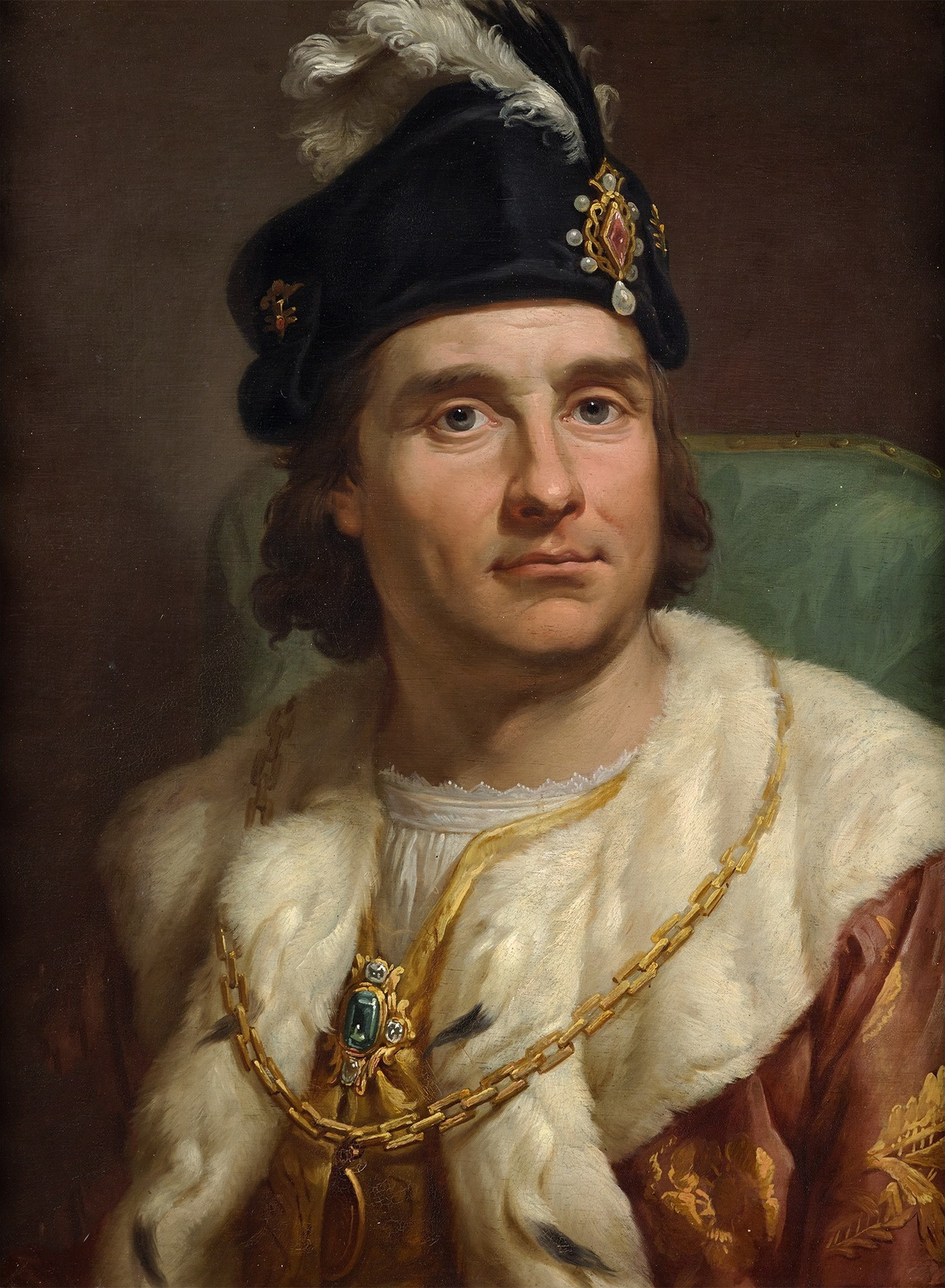
Jan Olbracht

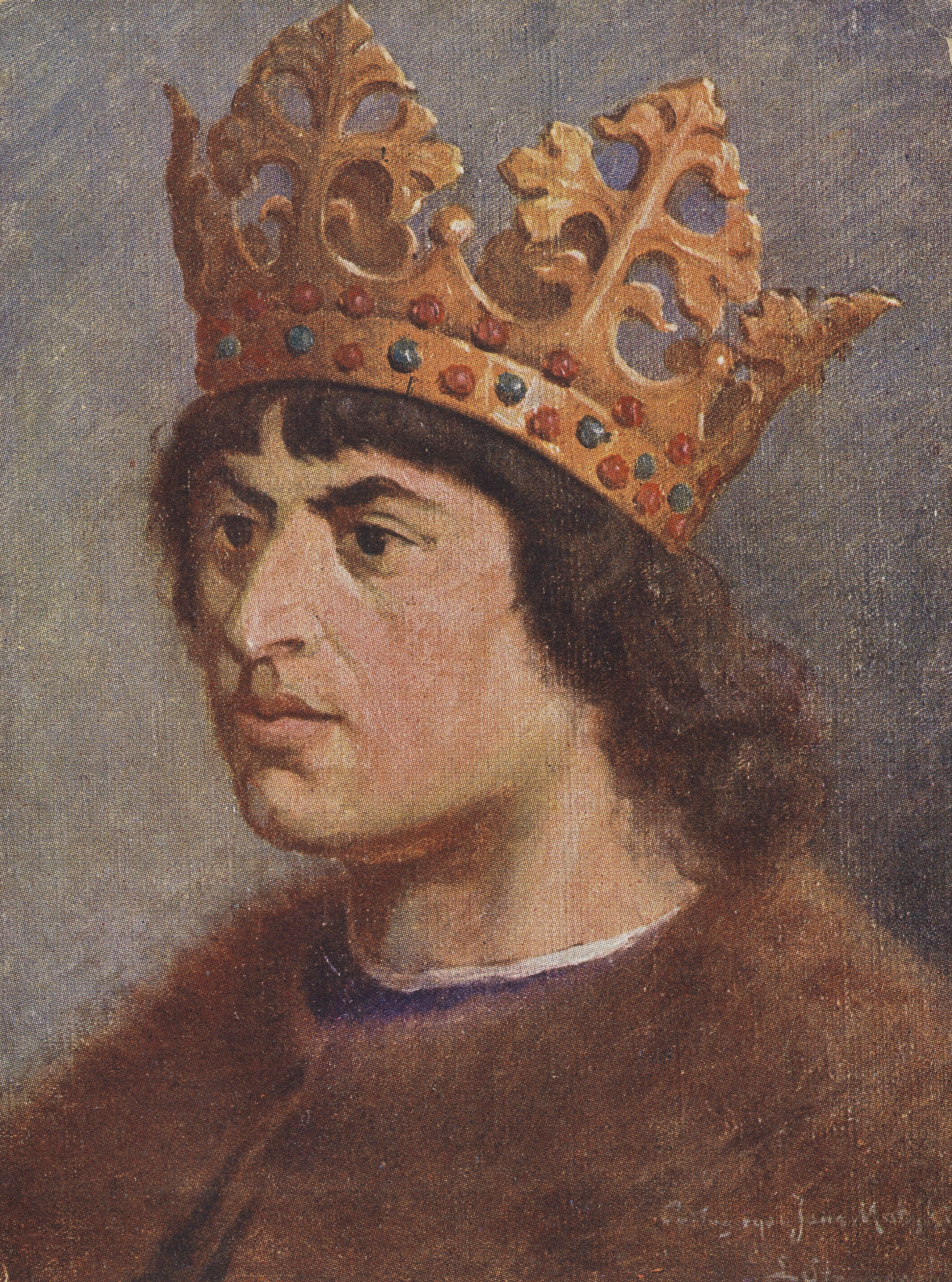
Aleksander Jagiellończyk

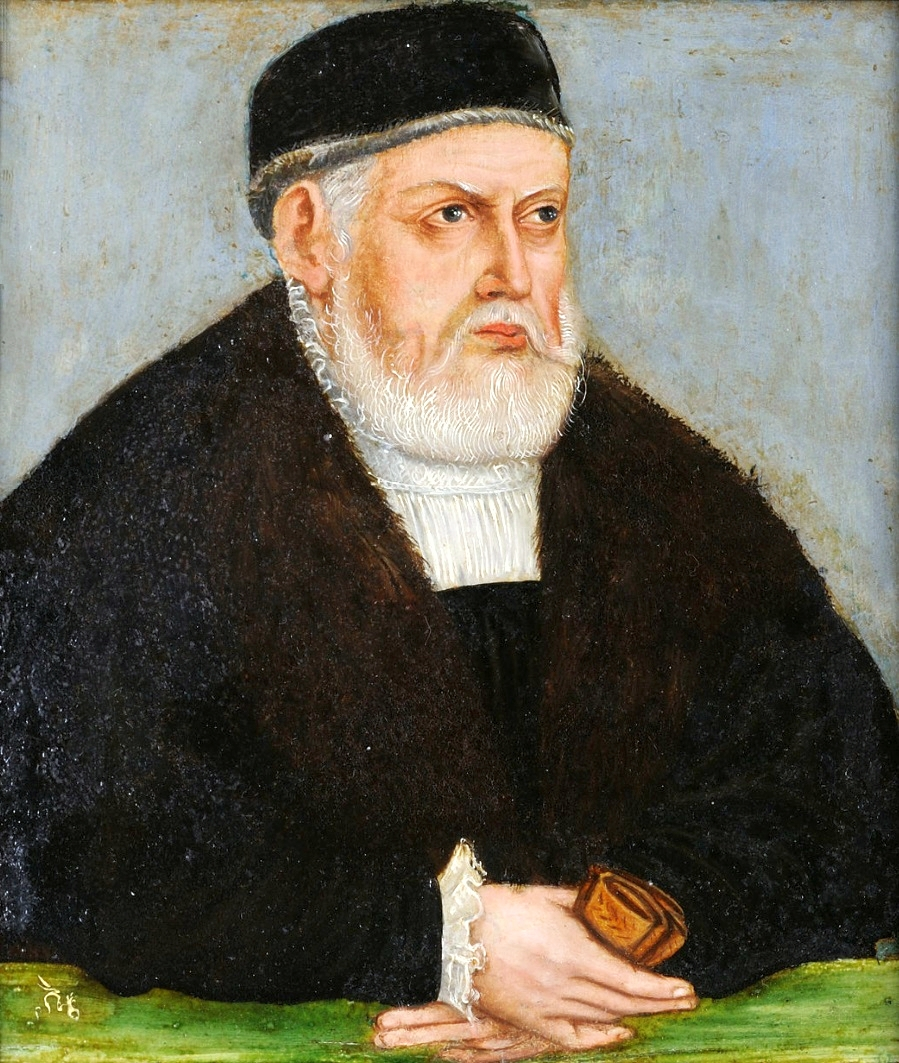
Zygmunt Stary

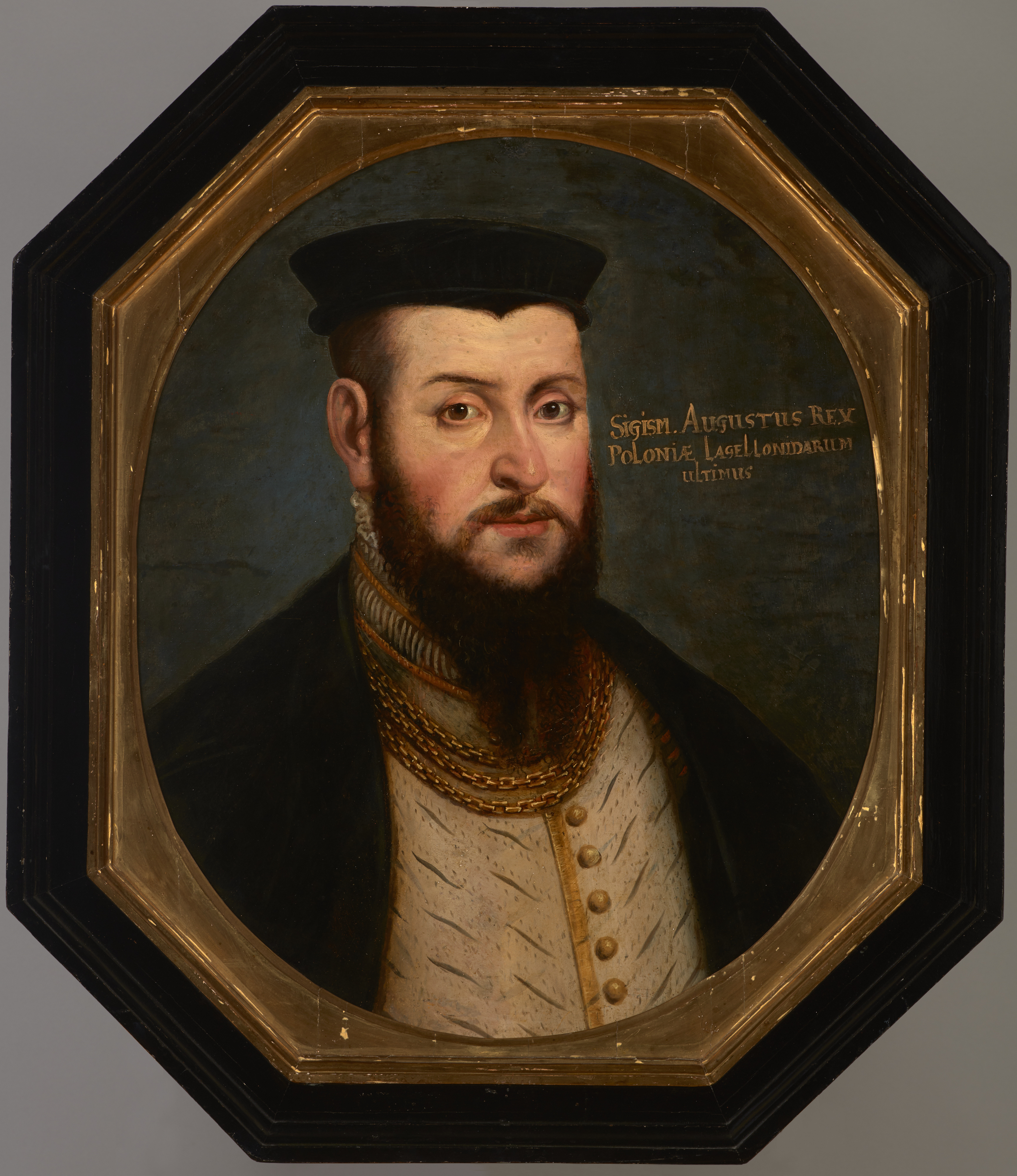
Zygmunt August

- 15 lutego 1386 – koronowano Władysława Jagiełłę[8]
- 1386 – odbył się chrzest Litwy[8]
- 1387 – w Wilnie powstało biskupstwo katolickie[8]
- 1397 – organizacja szlachty chełmińskiej powołała Związek Jaszczurczy skierowany przeciwko nadużyciom urzędników krzyżackich[8]
- 1398 – na wyspie Salin podpisano pokój litewsko-krzyżacki[8]
- 17 lipca 1399 – zmarła Jadwiga Andegaweńska[8]
- 12 sierpnia 1399 – wojska Witolda poniosły klęskę w bitwie nad Worsklą – przegrana skłoniła Witolda do zbliżenia z Polską przeciwko Krzyżakom[8]
- ok. 1400 – odnowiono Akademię Krakowską[9]
- 1401 – brat Władysława Jagiełły, Witold, został wielkim księciem litewskim[8]
- 1401 – zawarto unię wileńsko-radomską, na mocy której Witold otrzymał dożywotnio tron wielkiego księcia litewskiego, w zamian musiał uznać zwierzchnictwo Jagiełły jako najwyższego księcia Litwy oraz zobowiązał się nie zawierać traktatów z Krzyżakami bez zgody Jagiełły[10]
- 1401 – przeciwko Krzyżakom wybuchło powstanie na Żmudzi[10]
- 1402 – Krzyżacy odkupili od Brandenburczyków Nową Marchię, oddzielając Pomorze Zachodnie od Polski[10]
- 1404 – Polska i Litwa zawarły z Krzyżakami pokój w Raciążku[10]
- 1404–1406 – wojna litewsko-moskiewska: Witold zdobył Smoleńsk[10]
- kwiecień 1409 – Krzyżacy zarekwirowali polskie statki płynące na Litwę pod pretekstem przewożenia broni dla Żmudzinów[10]
- maj 1409 – wybuchło kolejne powstanie Żmudzinów[10]
- 1–6 sierpnia 1409 – polskie poselstwo wyruszyło do Malborka: na deklarację o sojuszu z Litwą Krzyżacy odpowiedzieli wypowiedzeniem wojny[10]
- 12 sierpnia 1409–1411 – wielka wojna z zakonem krzyżackim[10]
- 12 sierpnia 1409 – Krzyżacy wkroczyli na Kujawy i ziemię dobrzyńską[10]
- 6 października 1409 – wojska polskie zdobyły Bydgoszcz[10]
- 8 października 1409 – Polska zawarła pokój z zakonem[10]
- 20 grudnia 1409 – Krzyżacy zawarli antypolski sojusz z królem Węgier Zygmuntem Luksemburskim[10]
- 21 czerwca 1410 – Zygmunt Luksemburski wypowiedział Polsce wojnę[10]
- 24 czerwca 1410 – Polska i Litwa zaatakowały tereny krzyżackie[10]
- 30 czerwca – 2 lipca 1410 – wojska koronne przeprawiły się przez Wisłę pod Czerwińskiem – rozpoczął się marsz na Malbork[10]
- 15 lipca 1410 – 40 tys. armia polsko-litewsko-ruska pokonała pod Grunwaldem wojska krzyżackie wspierane przez zachodnie rycerstwo – w bitwie zginął wielki mistrz krzyżacki Ulrich von Jungingen
- 25 lipca – 19 sierpnia 1410 – nieudane oblężenie Malborka[10]
- 10 października 1410 – pod Koronowem Polska pokonała krzyżackie posiłki[10]
- październik 1410 – na Sądecczyznę najechał Zygmunt Luksemburski[10]
- 9 grudnia 1410 – w Nieszawie zawarto rozejm polsko-krzyżacki[10]
- 1 lutego 1411 – w Toruniu zawarto pokój, na mocy którego Krzyżacy oddali Polsce ziemię dobrzyńską oraz Litwie Żmudź[10]
- 1412 – Zygmunt Luksemburski zawarł pokój z Polską i Litwą[10]
- 1413 – zawarto unię w Horodle, na mocy której Polska i Litwa pozostały niezależnymi od siebie państwami[10]
- lipiec – grudzień 1414 – wojna głodowa pomiędzy Polską a zakonem[10]
- 1421 – Polska i Brandenburgia zawarły sojusz antykrzyżacki[10]
- 1422 – ustanowiono przywilej czerwiński, na mocy którego Władysław Jagiełło zobowiązał się nie konfiskować majątków szlacheckich bez wyroku sądowego[10]
- lipiec – listopad 1422 – wojna polsko-krzyżacka: wojska polskie spustoszyły ziemię chełmińską[10]
- 27 listopada 1422 – Polska zawarła z Krzyżakami pokój nad jeziorem Melno, na mocy którego Litwa uzyskała potwierdzenie praw do Żmudzi, a Polska odzyskała krzyżacką część Kujaw[10]
- 1423 – ustanowiono statut warcki, na mocy którego szlachta uzyskała prawo rugowania sołtysów, a wojewodowie ustalania cen produktów rolnych[10]
- 1430–1433 – uchwalono przywileje jedlneńsko-krakowskie, które zagwarantowały szlachcie nietykalność osobistą[10]
- 27 października 1430 – zmarł wielki książę litewski Witold, jego następcą został najmłodszy brat Władysława Jagiełły, Świdrygiełło[10]
- 1431–1432 – wybuchł konflikt polsko-litewski o Podole i Wołyń, Świdrygiełło zawarł rozejm z Krzyżakami[10]
- 1432 – Zygmunt Kiejstutowicz obalił rządy Świdrygiełły – w Grodnie zawarł nową unię z Polską[10]
- 1433 – wojska polskie zaatakowały terytoria krzyżackie[10]
- 1434 – zmarł Władysław Jagiełło[10]

### PanowanieWładysława Warneńczyka(1434–1444)
- 25 lipca 1434 – koronowano Władysława III Warneńczyka[10]
- 31 grudnia 1435 – w Brześciu Kujawskim podpisano pokój pomiędzy Polską i Krzyżakami[10].
- 1439 – Konfederacja Spytka z Melsztyna została rozbita przez wojska królewskie w bitwie pod Grotnikami[10]
- 20 marca 1440 – Zygmunt Kiejstutowicz zginął w wyniku zamachu, na tron litewski wybrano Kazimierza Jagiellończyka[10].
- 7 lipca 1440 – Władysław III został królem Węgier[10]
- 1443 – Władysław III zawarł w Szegedzie pokój z Turcją na okres dziesięciu lat[10]
- 10 listopada 1444 – wojska węgierskie przegrały z Turkami pod Warną – podczas bitwy zginął Władysław III[10]
- 1445–1446 – odbyły się rokowania polskich panów w sprawie przejęcia tronu polskiego[10]

### PanowanieKazimierza Jagiellończyka(1447–1492)
- 25 czerwca 1447 – królem Polski i Litwy został Kazimierz Jagiellończyk – podczas koronacji zawarto unię personalną obu państw na zasadzie równorzędności[10]
- 1449 – biskup krakowski Zbigniew Oleśnicki został kardynałem[11]
- 1454 – uchwalono statuty nieszawskie[9]
- 1454–1466 – wojna trzynastoletnia[9]
- luty 1454 – Związek Pruski wypowiedział posłuszeństwo zakonowi krzyżackiemu i oddał się w opiekę królowi polskiemu[11]
- 6 marca 1454 – Kazimierz Jagiellończyk inkorporował Prusy do Królestwa Polskiego[11]
- 18 września 1454 – polskie pospolite ruszenie odniosło klęskę pod Chojnicami[11]
- 11–12 listopada 1454 – Kazimierz Jagiellończyk wydał przywilej nieszawski, na mocy którego pospolite ruszenia miały się odbyć tylko za zgodą sejmików ziemskich[11]
- 1455–1480 – powstawanie Roczników, czyli kronik sławnego Królestwa Polskiego Jana Długosza[11]
- czerwiec 1457 – Polska kupiła od zakonu krzyżackiego Malbork, Tczew i Iławę. Nową siedzibą zakonu stał się Królewiec[11]
- wrzesień 1457 – Krzyżacy odbili Malbork[11]
- sierpień 1460 – Polacy ponownie zajęli Malbork[11]
- 17 września 1462 – wojska polskie pokonały zakon krzyżacki pod Świecinem[11]
- 15 września 1463 – rozegrała się bitwa na Zalewie Wiślanym, wygrana przez Polskę[11]
- 19 października 1466 – na mocy II pokoju toruńskiego zakończono wojnę trzynastoletnią – Polska odzyskała Pomorze Gdańskie, Malbork, Elbląg, ziemię michałowską i chełmińską oraz warmińskie księstwo biskupie[11]
- 1468 – Kazimierz Jagiellończyk zawarł układ z czeskim królem Jerzym z Podiebradu w sprawie sukcesji czeskiego tronu dla Jagiellonów[11]
- 22 lipca 1471 – Władysław Jagiellończyk objął tron czeski[11]
- 1471 – odbyła się nieudana polska wyprawa na Węgry[11]
- 1473–1474 – konflikt z Węgrami – Kazimierz Jagiellończyk próbował obsadzić tron węgierski swoim synem Kazimierzem[11]
- 19 lutego 1473 – urodził się Mikołaj Kopernik[11]
- 1473 – w Krakowie powstała pierwsza polska drukarnia[11]
- 1475–1476 – uchwalono memoriał o urządzeniu Rzeczypospolitej Jana Ostroroga[11]
- 1477–1489 – Wit Stwosz stworzył Ołtarz Mariacki[11]
- 1478–1479 – wojna popia: Krzyżacy zajęli kilka pruskich miast, ale musieli się wycofać – sprzymierzony z zakonem Maciej Korwin zajął Śląsk[11]
- 1490 – Władysław Jagiellończyk objął tron węgierski[11]
- 1490–1492 – wojna o tron między Władysławem Jagiellończykiem a Janem Olbrachtem[11]
- 7 lipca 1492 – zmarł Kazimierz Jagiellończyk[11]
- 1492 – zerwano unię personalną pomiędzy Polską a Litwą w wyniku obsadzenia syna Kazimierza Jagiellończyka, Aleksandra, na wielkiego księcia litewskiego[11]

### PanowanieJana Olbrachta(1492–1501)
- 1496 – Jan Olbracht wydał przywilej piotrkowski, który ograniczył wychodźstwo chłopów oraz zakazał nabywania dóbr ziemskich przez mieszczan[11]
- 1497 – Jan Olbracht przeprowadził nieudaną wyprawę na Mołdawię[11]
- 1499 – Polska z Litwą zawarły unię wileńską, która potwierdziła równorzędność obu państw[11].
- 1500 – nad Wiedroszą Litwa została pokonana przez siły moskiewskie – Litwa utraciła część ziemi czernihowsko-siewierskiej oraz Smoleńszczyznę[11]
- 17 czerwca 1501 – zmarł Jan Olbracht[11]

### PanowanieAleksandra Jagiellończyka(1501–1506)
- 1501 – w wyniku przywileju mielnickiego zwiększono rolę senatu[11]
- 12 grudnia 1501 – Aleksander Jagiellończyk został koronowany[11]
- 1505 – sejm radomski przyjął konstytucję Nihil novi, która anulowała postanowienia mielnickie oraz wprowadziła zasadę, że nic nowego nie może być postanowione bez zgody obu izb sejmu, senatu i izby poselskiej[11]
- 1506 – powstał Statut Łaskiego[11]
- 1506 – zmarł Aleksander Jagiellończyk[11]

### PanowanieZygmunta Starego(1506–1548)
- 8 grudnia 1506 – sejm zebrany w Piotrkowie wybrał Zygmunta Starego na króla polski i wielkiego księcia litewskiego[11].
- 24 stycznia 1507 – koronowano Zygmunta Starego[11]
- 1507 – wojska litewskie powstrzymały ofensywę moskiewską w Smoleńsku[11]
- 1507 – zakończono przebudowę zamku królewskiego na Wawelu w stylu odrodzeniowym[11]
- 1508 – wybuchł bunt księcia Michała Glińskiego na Litwie[11]
- 14 grudnia 1511 – Zygmunt Stary zezwolił na objęcie urzędu wielkiego mistrza zakonu krzyżackiego przez księcia brandenburskiego Albrechta Hohenzollerna[12]
- 1512 – wojska koronne i litewskie pokonały pod Łopusznem wojska tatarskie[12]
- 1514 – wojska moskiewskie zdobyły Smoleńsk[12]
- 8 września 1514 – armia polsko-litewska pokonała wojska moskiewskie w bitwie pod Orszą[12]
- 1515 – powstała Historia de Rega opisująca dzieje Władysława Warneńczyka[12]
- 17–22 lipca 1515 – odbył się zjazd w Wiedniu[12]
- 13 marca 1516 – zmarł Władysław Jagiellończyk – władca Węgier i Czech. Oba trony przejął jego syn Ludwik[12]
- 1517 – rozpoczęto budowę kaplicy Zygmuntowskiej[12]
- 18 kwietnia 1518 – ślub Zygmunta Starego z Boną Sforzą[12]
- 1519–1521 – wojna pruska[12]
- 1522–1526 – konflikt pomiędzy katolikami a protestantami w Gdańsku, zakończony interwencją króla[12]
- 10 kwietnia 1525 – Albrecht Hohenzollern złożył w Krakowie hołd lenny Zygmuntowi Staremu
- 1526 – Ludwik Jagiellończyk zmarł podczas bitwy pod Mohaczem – trony Węgier i Czech objął arcyksiążę Ferdynand Habsburg[12]
- 1528 – Mikołaj Kopernik wydał traktat O sposobie bicia monety, w której zawarł tezę o wypieraniu monety lepszej przez gorszą[12]
- 1529 – inkorporowano Mazowsze do Korony[12]
- 1529 – wydano pierwszy statut litewski, który kodyfikował prawo zwyczajowe w Wielkim Księstwie[12]
- 18 grudnia 1530 – na mocy vivente rege koronowano Zygmunta Augusta[12]
- 1533 – Polska zawarła pokój z Turcją[9]
- 1534–1537 – wojna litewsko-moskiewska[12]
- 1534–1535 – odbył się sejm piotrkowski[12]
- 1538–1539 – w Piotrkowie odbyły się sejmy egzekucyjne[12]
- 1543 – powstała Krótka rozprawa między trzema osobami, Panem, Wójtem a Plebanem Mikołaja Reja[12]
- 1543 – Mikołaj Kopernik wydał traktat O obrotach ciał niebieskich, w którym udowodnił, że Ziemia kręci się wokół Słońca[12]
- 1544 – Zygmunt Stary przekazał Zygmuntowi Augustowi władzę na Litwie[12]
- 1547 – Zygmunt August potajemnie ożenił się z Barbarą Radziwiłłówną – małżeństwo wywołało wzburzenie wśród szlachty[12]
- 1 kwietnia 1548 – zmarł Zygmunt Stary[12]

### PanowanieZygmunta Augusta(1548–1572)
- 1548 – odbył się sejm w Piotrowie, zdominowany sprawą małżeństwa Zygmunta Augusta z Barbarą Radziwiłłówną[12]
- 2 lipca 1549 – Zygmunt August zawarł przymierze z królem Czech Ferdynandem Habsburgiem[12]
- 1550 – Barbara Radziwiłłówna została koronowana[12]
- 1550 – Zygmunt August wydał edykt przeciwko różnowiercom[12]
- 8 maja 1551 – zmarła Barbara Radziwiłłówna[12]
- 1551 – Andrzej Frycz Modrzewski wydał O naprawie Rzeczypospolitej[12]
- 1557 – w Bari otruto Bonę Sforzę[12]
- 1558 – Iwan IV Groźny zaatakował Inflanty[12]
- 1558 – powstała pierwsza polska poczta[12]
- 1558 – Bartłomiej Groicki wydał pierwszą prawniczą książkę w języku polskim: Artykuły prawa magdeburskiego[12]
- 1559 – Zygmunt August wydał edykt gwarantujący swobodę wyznania w Prusach Królewskich[12]
- 1560 – Gdańsk zorganizował flotę kaperską w służbie polskiej[13]
- 1561 – mistrz zakonu inflanckiego Gotthard Kettler sekularyzował Inflanty i przekazał je Polsce i Litwie[13]
- 1562–1563 – odbył się sejm piotrkowski, na którym Zygmunt August zwiększył przywileje szlachty[13]
- 1563–1564 – odbył się sejm warszawski, na którym Zygmunt August zrzekł się praw dziedzicznych do Wielkiego Księstwa Litewskiego[13]
- 1564 – armia litewska rozbiła siły rosyjskie pod Orszą i Czaśnikami[13]
- 1564 – księstwa zatorskie i oświęcimskie inkorporowano do Korony[13]
- 1564 – ukazały się pierwsze utwory Jana Kochanowskiego[13]
- 1566 – odbył się drugi statut litewski[13]
- 1568–1570 – konflikt Zygmunta Augusta z patrycjatem Gdańska[13]
- 1568 – ukazało się Zwierciadło Mikołaja Reja[13]
- 1568 – we wrześniu król przenosi się na stałe wraz z dworem i urzędami centralnymi do Warszawy[14]
- 16 marca 1569 – Prusy Królewskie inkorporowano do Korony[13]
- 1 lipca 1569 – Polska i Litwa zawarły unię lubelską, na mocy którego oba państwa połączyły się w jeden kraj[13]
- 7 lipca 1572 – zmarł Zygmunt August – koniec dynastii Jagiellonów[13]

## Panowanie królów elekcyjnych

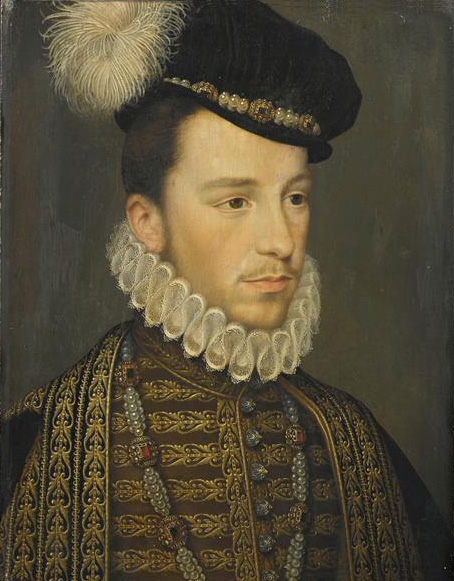
Henryk Walezy

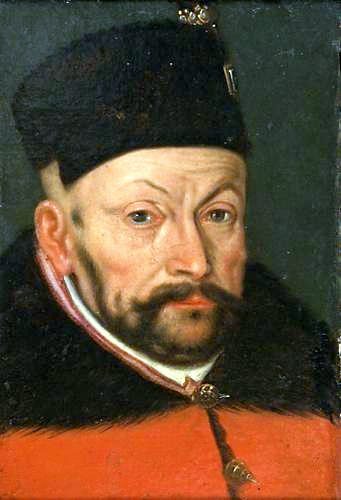
Stefan Batory

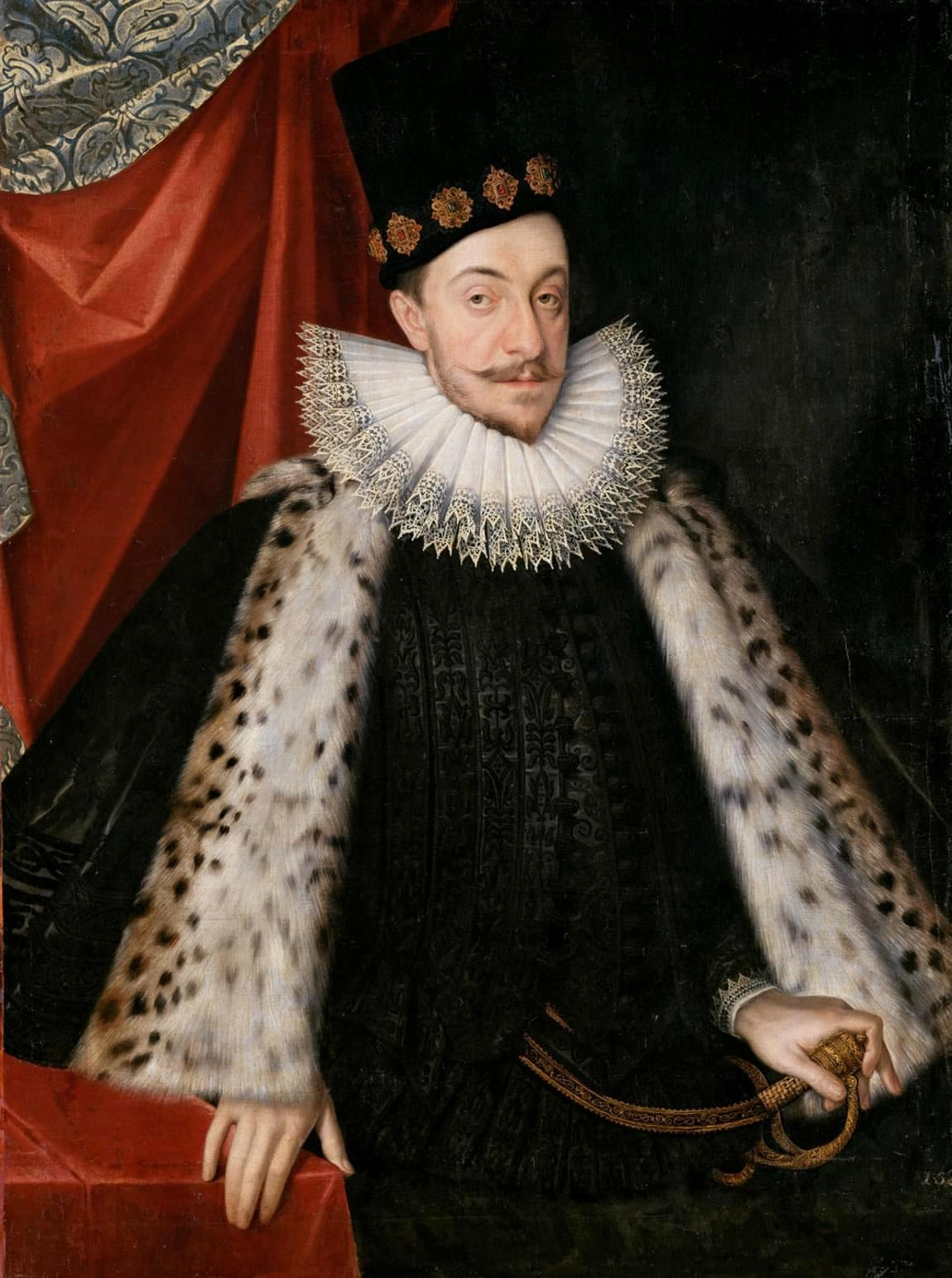
Zygmunt Waza

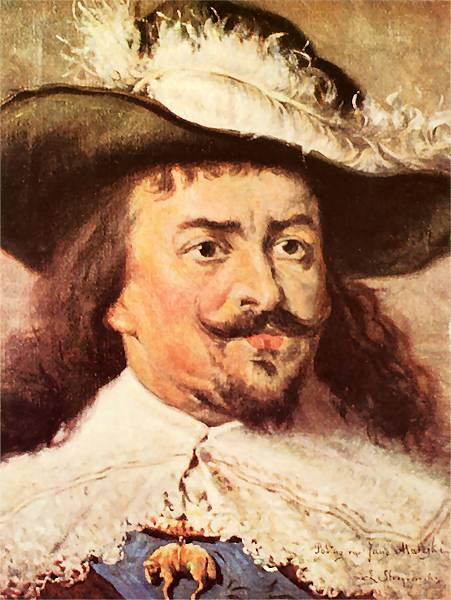
Władysław Waza

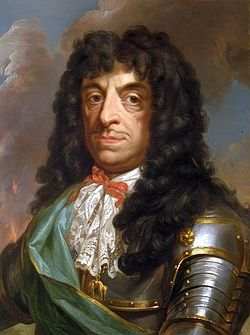
Jan Kazimierz

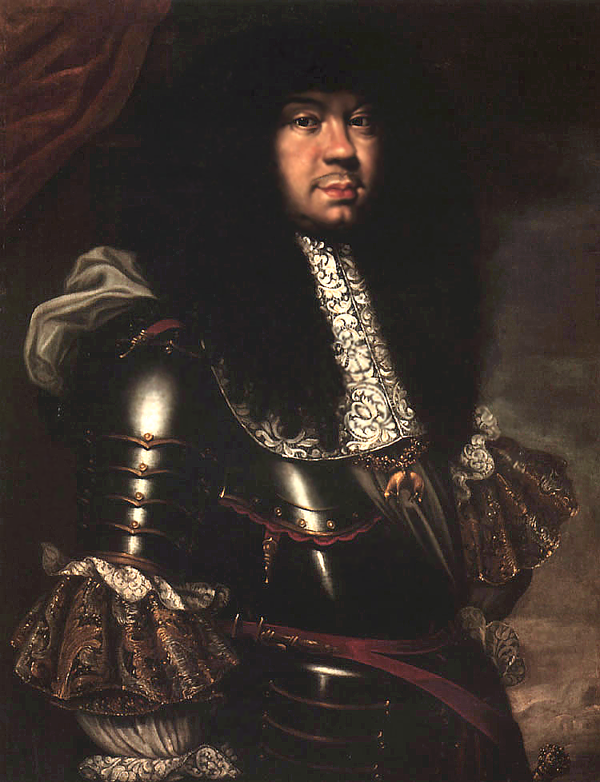
Michał Korybut Wiśniowiecki

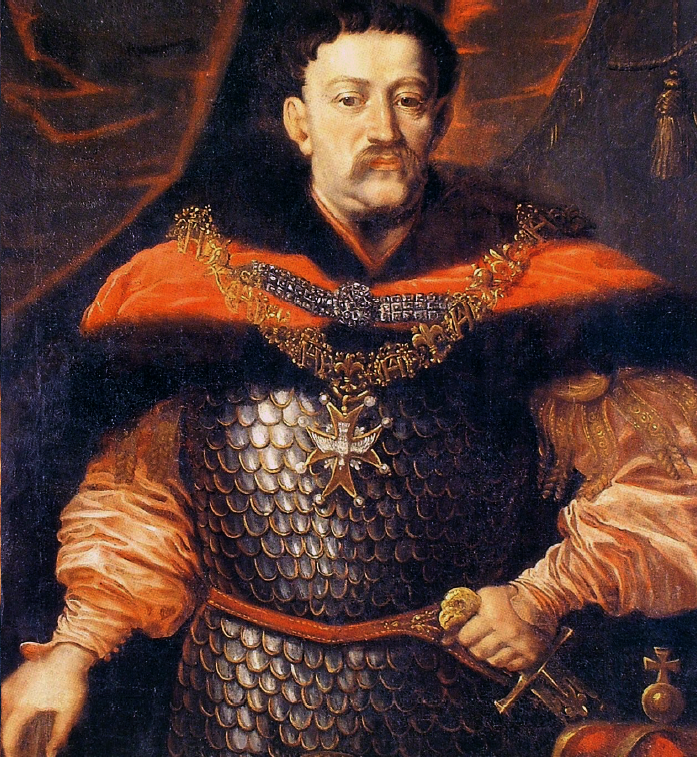
Jan III Sobieski

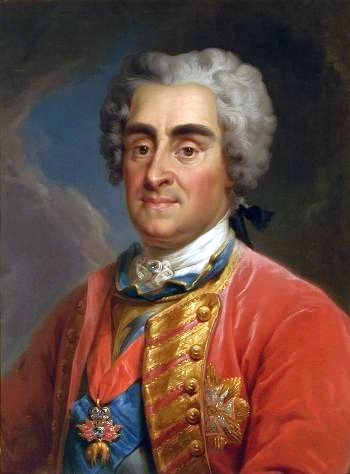
August II Sas

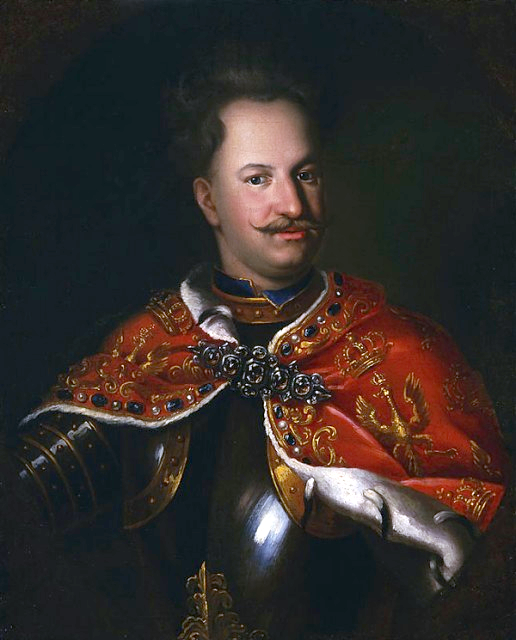
Stanisław Leszczyński

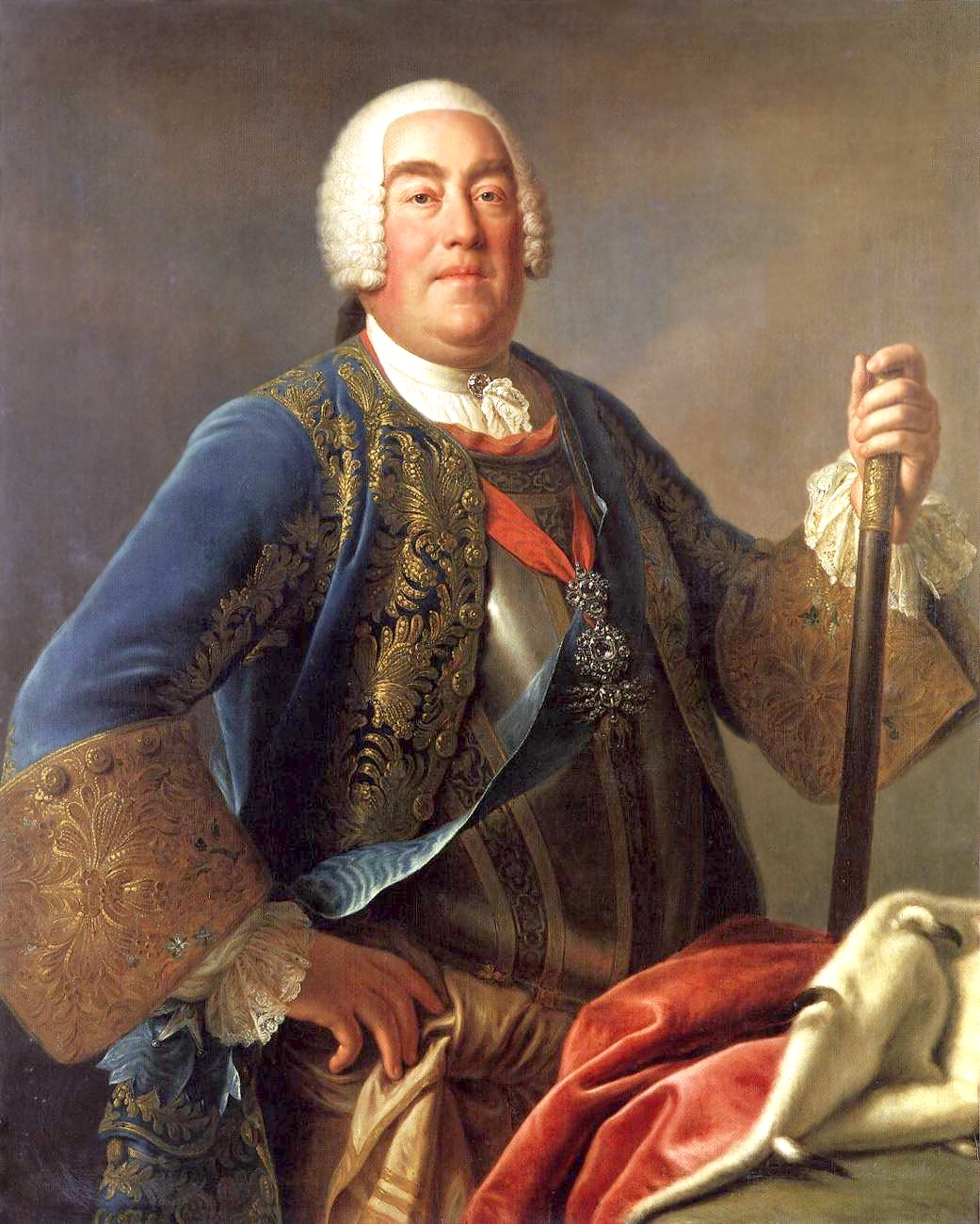
August III Sas

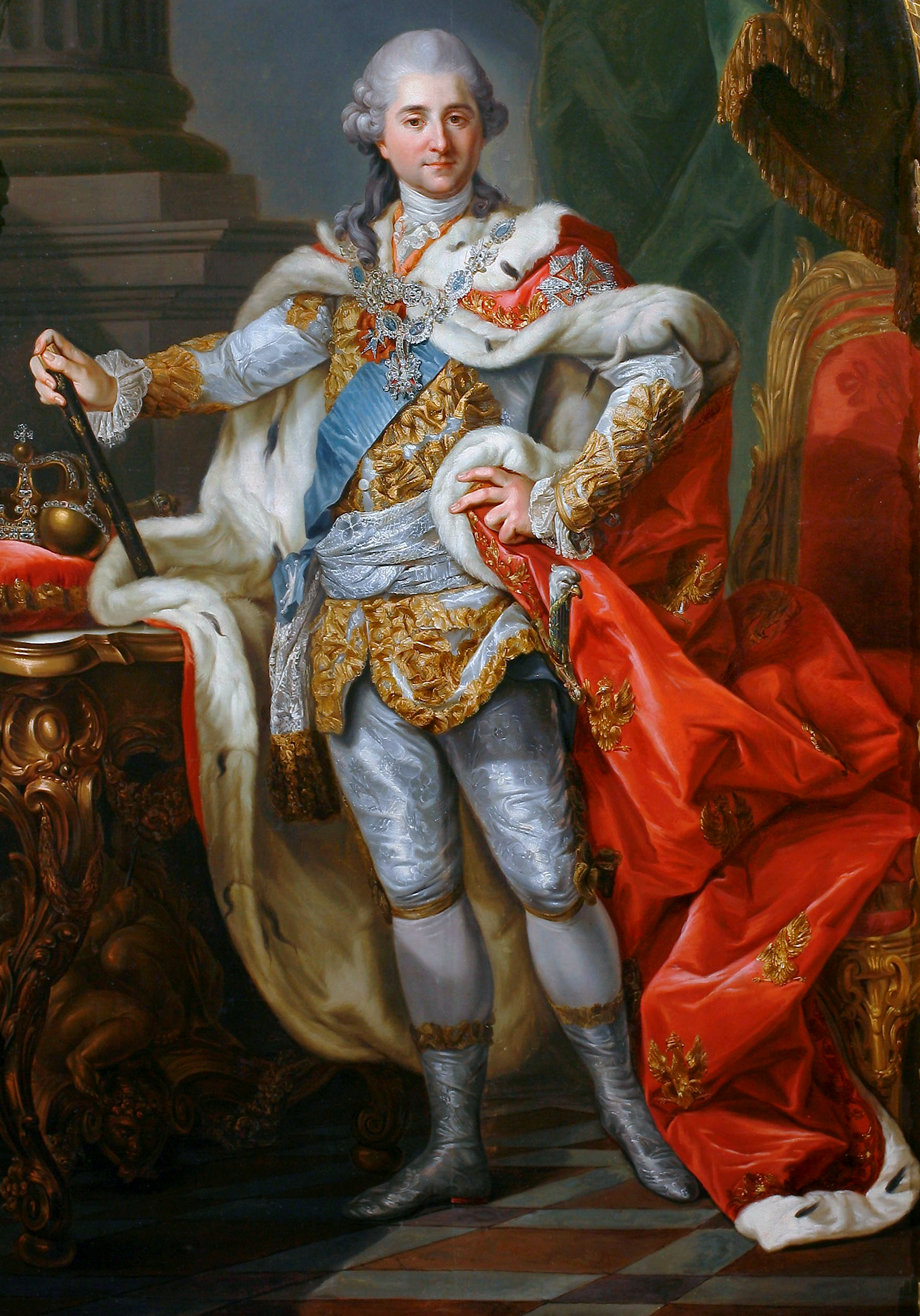
Stanisław August Poniatowski

### Bezkrólewie (1572–1573)
- 1572–1573 – okres bezkrólewia[13]
- 6–28 stycznia 1573 – odbył się sejm konwokacyjny w Warszawie[13]
- 28 stycznia 1573 – odbyła się konfederacja warszawska, podczas której zapewniono swobodę wyznania dysydenckiej szlachcie w Rzeczypospolitej Obojga Narodów[13]
- 16 maja 1573 – odbyła się pierwsza wolna elekcja w Polsce[13]

### PanowanieHenryka Walezego(1573–1574)
- 21 lutego 1574 – koronowano Henryka Walezego[13]
- 18–19 czerwca 1574 – Henryk Walezy potajemnie wyjechał z Polski[13]
- 12 maja – 8 lipca 1575 – podczas zjazdu szlachty w Stężycy ogłoszono bezkrólewie[13]

### PanowanieStefana Batorego(1575–1586)
- 1576 – zjazd szlachty w Jędrzejowie poparł kandydaturę Stefana Batorego[13]
- 1 maja 1576 – Stefan Batory ożenił się z Anną Jagiellonką[13]
- 1576–1577 – konflikt Stefana Batorego z Gdańskiem[13]
- 1577 – Iwan IV Groźny najechał na Inflanty[13]
- 1578 – ustanowiono Trybunał Koronny[13]
- 1578 – Jan Kochanowski wydał Odprawę posłów greckich[13]
- wrzesień 1578 – Stefan Batory utworzył we Lwowie rejestr 530 kozaków na wojnę z Moskwą[13]
- 1579–1581 – wojna z Rosją o Inflanty[15]
- czerwiec – wrzesień 1579 – odbyła się pierwsza wyprawa Stefana Batorego na Moskwę[13]
- maj 1579 – Stefan Batory założył Akademię Wileńską[13]
- 5 sierpnia 1580 – odbyła się druga wyprawa Stefana Batorego przeciwko Moskwie[13]
- 1580 – Jan Zamoyski założył Zamość[13]
- 1581 – odbyła się trzecia wyprawa Stefana Batorego przeciwko Moskwie, podczas której wojska polskie otoczyły Psków[13]
- 1581 – powstał Trybunał Litewski[13]
- 15 stycznia 1582 – w Jamie Zapolskim Polska zawarła z Moskwą rozejm – Moskwa zwróciła Polsce Inflanty i ziemię połocką[13]
- 1584 – wydano Fraszki Jana Kochanowskiego[13]
- 12 grudnia 1586 – w Grodnie zmarł Stefan Batory[13]
- 30 czerwca – 22 sierpnia 1587 – podczas zjazdu elekcyjnego wybrano na króla Zygmunta Wazę[13]

### PanowanieZygmunta Wazy(1587–1632)
- 27 grudnia 1587 – koronowano Zygmunta Wazę[16]
- 2 sierpnia 1589 – w zamachu zginął Henryk Walezy[16]
- 1589 – Jan Zamoyski utworzył ordynację zamojską – zespół dóbr ziemskich nie podlegających podziałowi[16]
- 1591–1593 – wybuchło powstanie kozackie Krzysztofa Kosińskiego[16]
- 31 maja 1592 – Zygmunt III Waza ożenił się z Anną Habsburżanką[16]
- wrzesień–październik 1592 – wybuchł kryzys polityczny[16]
- 20 lutego 1594 – w Uppsali koronowano Zygmunta Wazę[16]
- 1594–1596 – wybuchło kozackie powstanie Semena Nalewajki[16]
- wrzesień–listopad 1595 – odbyła się zwycięska wyprawa Jana Zamoyskiego na Mołdawię[16]
- 6–10 października 1596 – zawarto unię brzeską[16]
- 1597 – wydano Kazania sejmowe Piotra Skargi[16]
- 1598 – odbyła się wyprawa Zygmunta III Wazy do Szwecji. Celem wyprawy było poskromienie buntu Karola Sudermańskiego[16]
- 25 września 1598 – Zygmunt III Waza wrócił do Rzeczypospolitej[16]
- lipiec 1599 – parlament Szwecji detronizował Zygmunta III[16]
- 1599 – ukazał się pierwszy pełny przekład Biblii na język polski ks. Jakuba Wujka[16]
- 12 marca 1600–1611 – wojna polsko-szwedzka o Inflanty[16]
- 12 marca 1600 – Polska inkorporowała Estonię[16]
- 1604–1606 – odbyła się pierwsza dymitriada, wyprawa zbrojna wojsk kilku polskich magnatów na Rosję w celu osadzenia na tronie moskiewskim Dymitra Samozwańca[16]
- 1605 – Polacy osadzili na tronie Dymitra Samozwańca[16]
- 3 czerwca 1605 – zmarł Jan Zamoyski[16]
- 27 września 1605 – pod Kircholmem wojska hetmana polnego litewskiego Jana Chodkiewicza pokonały trzykrotnie silniejszą armię szwedzką[16]
- 1606–1609 – rokosz Zebrzydowskiego[16]
- 1607–1610 – odbyła się druga dymitriada[16]
- 10 marca 1609 – w Wyborgu uchwalono antypolski traktat szwedzko-rosyjski[16]
- 28 maja 1609 – Zygmunt III Waza przeniósł siedzibę królestwa z Krakowa do Warszawy[16]
- październik 1609 – wojska Rzeczypospolitej zaatakowały Rosję: oblężenie Smoleńska[16]
- 4 lipca 1610 – wojska polskie pod dowództwem Stanisława Żółkiewskiego rozbiły liczniejsze wojska rosyjskie pod Kłuszynem[16]
- sierpień–październik 1610 – Polska zajęła moskiewski Kreml[16]
- 1611–1612 – wybuchł antypolski bunt w Moskwie[16]
- 13 lipca 1611 – Polacy zdobyli Smoleńsk[16]
- 1612 – Zygmunt III przeprowadził nieudaną wyprawę na Moskwę[16]
- 23 marca 1613 – Rzeczpospolita zawarła sojusz z Austrią[16]
- 1617–1618 – odbyła się nieudana wyprawa na Rosję[16]
- 1617–1618 – wojna polsko-szwedzka[16]
- 3 stycznia 1618 – na mocy rozejmu w Deulinie Polska otrzymała nowe zdobycze terytorialne[16]
- wrzesień 1620 – odbyła się nieudana wyprawa na Mołdawię[16]
- 18–20 września 1620 – podczas bitwy pod Cecorą zginął Stanisław Żółkiewski[15]
- 15 listopada 1620 – Michał Piekarski przeprowadził nieudany zamach na króla Zygmunta III[16]
- 1621 – bitwa pod Chocimiem[15]
- 1622 – Szwedzi ponownie najechali na Inflanty[16]
- 1625 – trzeci najazd Szwecji na Inflanty[16]
- 1626–1629 – wojna polsko-szwedzka[16]
- 28 listopada 1627 – Polska pokonała flotę szwedzką pod Oliwą[16]
- 27 lipca 1629 – hetman Stanisław Koniecpolski pokonał Szwedów pod Trzcianą[16]
- 26 września 1629 – zawarto rozejm altmarski pomiędzy Polską a Szwecją[16]
- 30 kwietnia 1632 – zmarł Zygmunt III Waza[17]

### PanowanieWładysława Wazy(1632–1648)
- 8 listopada 1632 – Władysław IV został wybrany na króla Polski[17]
- 1632–1634 – wojna polsko-moskiewska[17]
- 25 lutego 1634 – Polacy zdobyli twierdzę smoleńską[17]
- 12 listopada 1635 – w Sztumskiej Wsi zawarto rozejm ze Szwecją, na mocy którego podzielono Inflanty[17]
- 10 marca 1637 – Rzeczpospolita przyłączyła księstwa lęborskie i bytowskie[17]
- 16 marca 1637 – Władysław IV ożenił się z Cecylią Renatą[17]
- 1637 – na Zadnieprzu wybuchł bunt kozacki Pawła Pawluka[17]
- 29–30 stycznia 1644 – hetman Stanisław Koniecpolski pokonał pod Ochmatowem wyprawę tatarską Tuhaj beja[17]
- 24 marca 1644 – zmarła Cecylia Renata[17]
- 1644 – odsłonięto kolumnę Zygmunta III Wazy[17]
- 1645–1647 – Władysław IV przygotował wielką wyprawę na Turcję[17]
- 11 marca 1646 – zmarł Stanisław Koniecpolski[17]
- 20 maja 1648 – zmarł Władysław IV Waza[17]
- 1648 – wybuchło powstanie Chmielnickiego na Ukrainie[17]

### PanowanieJana Kazimierza Wazy(1648–1668)
- 20 listopada 1648 – elekcja Jana Kazimierza na króla polskiego[17]
- lipiec – sierpień 1649 – wojska kozackie oblegały twierdzę Zbaraż[17]
- lipiec 1649 – w Zborowie zawarto ugodę polsko-kozacką[17]
- 28–30 czerwca 1651 – pod Beresteczkiem wojska polskie pokonały armię Kozaków i Tatarów[17]
- 22 września 1651 – w Białej Cerkwi zawarto ugodę polsko-kozacką[17]
- 1–3 czerwca 1652 – Kozacy pokonali armię koronną pod Batohem[17]
- kwiecień–październik 1653 – Kozacy przeprowadzili nieudaną wyprawę na Mołdawię[17]
- 1 października 1653 – moskiewski sobór ziemski uchwalił objęcie protektoratem Ukrainy i wypowiedział wojnę Rzeczypospolitej[17]
- 15–17 grudnia 1653 – na mocy ugody pod Żwańcem Tatarzy przeszli na stronę Rzeczypospolitej[17]
- 17–18 stycznia 1654 – Ukrainę włączono do Rosji[17]
- maj – listopad 1654 – wojna polsko-moskiewska[17]
- czerwiec – październik 1655 – wojska moskiewskie zajęły część Litwy z Wilnem, Białoruś z Mińskiem, dochodząc do Lublina[17]
- 19 lipca 1655 – król Karol X wypowiedział wojnę Rzeczypospolitej – początek potopu szwedzkiego[17]
- 25 lipca 1655 – Szwedzi zajęli Wielkopolskę[17]
- 8 września 1655 – Szwedzi zajęli Warszawę[17]
- wrzesień–październik 1655 – oblężenie Krakowa[17]
- 17 października 1655 – król Jan Kazimierz opuścił Polskę i udał się na austriacki Śląsk[17]
- 20 października 1655 – Janusz i Bogusław Radziwiłłowie zawarli w Kiejdanach układ z Karolem X Gustawem[17]
- 21 października 1655 – szlachta województw południowo-wschodnich uznała władzę Karola Gustawa[17]
- 26 października 1655 – wojska koronne kapitulowały przed Szwedami[17]
- listopad 1655 – pod Jezierną Tatarzy pokonali Kozaków – otoczony Bohdan Chmielnicki uznał zwierzchnictwo Jana Kazimierza[17]
- 18 listopada – 26 grudnia 1655 – oblężenie Częstochowy przez Szwedów[17]
- 20 listopada 1655 – Jan Kazimierz wydał uniwersał wzywający do walki przeciwko Szwedom[17]
- 18 grudnia 1655 – Jan Kazimierz wrócił do Polski[17]
- 29 grudnia 1655 – w Tyszowicach zawiązała się zbrojna konfederacja szlachty w celu walki ze Szwecją[17]
- 31 grudnia 1655 – podczas oblężenia Tykocina zmarł Janusz Radziwiłł[17]
- 3 listopada 1656 – w Niemieży zawarto rozejm polsko-moskiewski[17]
- 6 sierpnia 1657 – zmarł Bohdan Chmielnicki[17]
- 16 września 1658 – w Hadziaczu zawarto unię polsko-kozacką[17]
- 14 grudnia 1658 – polska kawaleria pod wodzą Czarnieckiego przeprawiła się przez cieśninę morską w Danii[17]
- 1658–1660 – wojna polsko-moskiewska[17]
- 1658 – wypędzono braci polskich[15]
- 1–3 listopada 1660 – zawarto ugodę cudnowską[17]
- 3 stycznia 1661 – ukazał się pierwszy numer Merkuriusza Polskiego – pierwszej polskiej gazety[17]
- 30 stycznia 1667 – na mocy rozejmu polsko-moskiewskiego w Andruszowie podzielono Ukrainę pomiędzy oba państwa wzdłuż Dniepru[17]
- 1668 – wprowadzono prawo zakazujące odchodzenia od katolicyzmu[15]
- 1668 – abdykacja Jana Kazimierza[17]

### PanowanieMichała Korybuta Wiśniowieckiego(1669–1673)
- 19 czerwca 1669 – elekcja Michała Korybuta Wiśniowieckiego na Woli pod Warszawą[18]
- 29 listopada 1669 – koronowano Michała Korybuta Wiśniowieckiego[18]
- 1670 – wybuchł konflikt o buławę hetmańską na Prawobrzeżnej Ukrainie: Rzeczpospolita poparła Michała Chanenkę, zaś Turcy i Tatarzy opowiedzieli się za Petrem Doroszenko[18]
- 1670–1675 – powstał wierszowany epos Wojna chocimska Wacława Potockiego, poświęcony obronie Chocimia w 1621 roku[18]
- lipiec – październik 1671 – odbyła się ofensywa kozacko-tatarska na Ukrainie, którą powstrzymały wojska Jana Sobieskiego[18]
- 10 grudnia 1671 – Turcja wypowiedziała wojnę Rzeczypospolitej[18]
- lipiec – październik 1672 – Turcy najechali na Podole[18]
- 26 sierpnia 1672 – Kamieniec Podolski kapitulował[18]
- 16 października 1672 – w Buczaczu zawarto niekorzystny traktat pokojowy, na mocy którego Rzeczpospolita oddała Turcji Podole oraz zobowiązała się płacić trybut. Sejm nie ratyfikował traktatu[18]
- 16 października 1672 – prokrólewska konfederacja w Gołąbiu ogłosiła zdrajców narodu (m.in. Jana Sobieskiego oraz prymasa Mikołaja Prażmowskiego)[18]
- 23 listopada 1672 – wojsko koronne zawiązało w Szczebrzeszynie konfederację w obronie Sobieskiego[18]
- 16 grudnia 1672 – zmarł Jan Kazimierz Waza[18]
- marzec – kwiecień 1672 – sejm pacyfikacyjny w Warszawie uchwalił rozwiązanie obu wrogich konfederacji[18]
- 10 listopada 1673 – zmarł Michał Korybut Wiśniowiecki[18]
- 11 listopada 1673 – wojska Jana Sobieskiego pokonały Turków pod Chocimiem[18]

### PanowanieJana III Sobieskiego(1674–1696)
- 21 maja 1674 – Jan Sobieski został królem Polski[18]
- 1674 – ofensywa Turków na Prawobrzeżną Ukrainę[18]
- 1674 – Jan III Sobieski zorganizował wyprawę na Podole, odzyskując Bar i Bracław[18]
- 11 czerwca 1675 – Jan III Sobieski zawarł tajny traktat z Francją, skierowany przeciwko Habsburgom oraz Brandenburgii[18]
- 2 lutego 1676 – koronowano Jana III Sobieskiego[18]
- wrzesień–październik 1676 – Jan III Sobieski pokonał turecko-tatarski najazd na Ruś Czerwoną[18]
- 17 października 1676 – Polska zawarła z Turcją rozejm w Żórawnie, na mocy którego Turcja otrzymała Podole i Ukrainę Prawobrzeżną, zaś Rzeczpospolita nie musiała od tego momentu płacić haraczu[18]
- 1677–1696 – budowa pałacu królewskiego w Wilanowie[18]
- 1677–1695 – budowa pałacu Krasińskich w Warszawie[18]
- 1678 – magnaci zawiązali spisek detronizacyjny, na mocy którego tron polski miał objąć ks. Karol Lotaryński[18]
- 1678–1679 – odbył się sejm w Grodnie[18]
- 1678–1679 – Jan III Sobieski porzucił obóz profrancuski i zbliżył się do stronnictwa habsburskiego[18]
- 1679 – Jan Heweliusz wydał traktat astronomiczny Machina coelestis[18]
- 1682 – Stanisław Czernicki wydał pierwszą polską książkę kucharską[18]
- marzec 1683 – na Węgry i Austrię ruszyła wielka wyprawa turecka pod wodzą wezyra Kara Mustafy[18]
- 1 kwietnia 1683 – Polska zawarła z Austrią antyturecki sojusz[18]
- 14 lipca 1683 – wojska Kara Mustafy rozpoczęły oblężenie Wiednia[18]
- 29 lipca 1683 – wojska cesarskie, wspierane polskimi siłami, pokonały Turków pod Bratysławą[18]
- lipiec – wrzesień 1683 – koncentracja wojsk koronnych pod Krakowem i przemarsz pod Wiedeń[18]
- 12 września 1683 – bitwa pod Wiedniem: siły koalicji austriacko-niemiecko-polskiej pod dowództwem Jana III Sobieskiego pokonały wojska tureckie[18]
- 7–9 października 1683 – odbyły się dwie bitwy pod Parkanami, pierwsza wygrana przez Turków, druga przez Polaków[18]
- listopad – grudzień 1683 – polskie wojska wróciły do kraju[18]
- grudzień 1683 – oddziały polskie i kozackie wyzwoliły Podole[18]
- 1683 – Wespazjan Kochowski wydał pierwszy tom Annales (Roczników), poświęconych historii Polski w latach 1648–1675[18]
- 5 marca 1684 – powstał antyturecki sojusz Polski, Austrii, Wenecji i papiestwa (Liga Święta)[18]
- 1684 – odbyła się nieudana próba obsadzenia na tronie Mołdawii Jakuba Sobieskiego[18]
- 6 maja 1686 – Rzeczpospolita podpisała z Rosją pokój wieczysty (tzw. traktat Grzymułtowskiego)[18]
- 1686 – odbyła się nieudana próba obsadzenia na tronie Mołdawii Jakuba Sobieskiego[18]
- 1691 – odbyła się nieudana próba obsadzenia na tronie Mołdawii Jakuba Sobieskiego[18]
- 1692 – królowa Maria Kazimiera Sobieska podpisała w imieniu króla tajny traktat z francuskim królem Ludwikiem XIV o przymierzu pomiędzy obydwoma państwami[18]
- 1695 – najazd tatarski na kresy południowo-wschodnie Rzeczypospolitej odparty przez Stanisława Jabłonowskiego[18]
- ok. 1695 – Jan Chryzostom Pasek ukończył pisanie Pamiętników[18]
- 17 czerwca 1696 – zmarł król Jan III Sobieski[18]
- 1696–1697 – bezkrólewie po śmierci Jana III Sobieskiego[19]

### PanowanieAugusta II Mocnego(1697–1704)
- 27 czerwca 1697 – elekcja elektora saskiego Fryderyka Augusta i Wettina na króla Polski[19]
- 15 września 1697 – koronowano Augusta II Mocnego[19]
- 8–9 września 1698 – hetman Feliks Kazimierz Potocki odniósł zwycięstwo nad tatarską armią pod Pohajcami[19]
- 26 stycznia 1699 – Liga Święta zawarła w Karłowicach pokój z Turcją[19]
- 30 listopada 1700 – 10 listopada 1721 – trwała wojna północna, która toczyła się głównie na terenie Polski[15]
- czerwiec – sierpień 1701 – armia szwedzka zajęła Kowno[19]
- 24 lipca 1702 – Szwedzi zajęli Warszawę[19]
- 19 lipca 1702 – pod Kliszowem Szwecja pokonała armię sasko-polsko-tatarską[19]
- 10 sierpnia 1702 – Szwedzi zajęli Kraków[19]
- luty 1704 – opozycja antykrólewska zawiązała w Warszawie konfederację i ogłosiła bezkrólewie[19]
- 20 maja 1704 – zwolennicy Augusta II Mocnego zawiązali konfederację w Sandomierzu i zawarli sojusz z Rosją[19]
- 12 lipca 1704 – odbył się zjazd szlachty w Warszawie, podczas którego detronizowano Augusta II i wybrano Stanisława Leszczyńskiego na króla Polski[19]

### PanowanieStanisława Leszczyńskiego(1704–1709)
- 30 sierpnia 1704 – August II zawarł traktat z carem Piotrem I, wojska rosyjskie wkroczyły do Rzeczypospolitej[19]
- 4 października 1705 – w katedrze warszawskiej koronowano Stanisława Leszczyńskiego[19]
- 28 listopada 1705 – Stanisław Leszczyński zawarł przymierze z Karolem XII[19]
- 1705 – August II ustanowił Order Orła Białego[19]
- 24 września 1706 – zawarto pokój szwedzko-saski w Altranstäd: August II Mocny zrzekł się korony polskiej i uznał władzę Leszczyńskiego[19]
- czerwiec 1707 – konfederacja sandomierska nie uznała władzy Leszczyńskiego i oddała się pod protekcję cara Rosji[19]
- sierpień 1709 – August II wrócił do Rzeczypospolitej, Stanisław Leszczyński uciekł z Polski[19]

### PanowanieAugusta II Mocnego(1709–1733)
- 1710 – wojska rosyjskie zajęły Inflanty[19]
- 1713 – August II rozlokował saskie garnizony w Rzeczypospolitej[19]
- 26 listopada 1715 – opozycja przeciwko Augustowi II zawiązała konfederację tarnogrodzką[19]
- 1 lutego 1717 – odbył się Sejm Niemy – jednodniowe posiedzenie, na którym w obawie przed zerwaniem obrad, nie dopuszczono nikogo do głosu. Obradami zza kulis sterował rosyjski ambasador[19].
- 17 lutego 1720 – w Poczdamie zawarto tajny układ rosyjsko-pruski, który miał utrzymać obecny stan polityczny Rzeczypospolitej[19]
- 23 listopada 1732 – Austria, Rosja i Prusy zawarły traktat trzech czarnych orłów w celu zablokowania ponownego wybrania Leszczyńskiego na króla Polski[19]
- 1733 – wprowadzono prawo wykluczające innowierców ze sprawowania urzędów państwowych i z sejmu[15]
- 1 lutego 1733 – zmarł August II Mocny[19]

### Wojna o sukcesję polskąi panowanieAugusta III Sasa(1733–1763)
- 1733–1735 – wojna o sukcesję polską: na tron wybrano Stanisława Leszczyńskiego (12 listopada 1733) oraz Augusta III Wettina (5 października 1733)[19]
- 1733 – ukazał się traktat polityczny Głos wolny wolność ubezpieczający, przypisywany Leszczyńskiemu, głoszący m.in. zniesienie liberum veto, pańszczyzny oraz wolnej elekcji[19]
- 17 stycznia 1734 – koronowano Augusta III[19]
- maj 1734 – Stanisław Leszczyński uciekł z kraju[19]
- 5 listopada 1734 – zwolennicy Leszczyńskiego zawarli konfederację dzikowską, na której ogłosili, że August III jest uzurpatorem[19]
- 26 stycznia 1736 – abdykacja Stanisława Leszczyńskiego[19]
- czerwiec – sierpień 1736 – odbył się sejm pacyfikacyjny w Warszawie[19]
- 1737 – Rzeczpospolita zawarła traktat ze Stolicą Apostolską[19]
- 1740 – Stanisław Konarski założył Collegium Nobilium[19]
- 1744 – w Warszawie powstała pierwsza loża masońska „Trzej bracia”[19]
- 1746 – Benedykt Chmielowski wydał pierwszą polską encyklopedię, Nowe Ateny[19]
- 1747 – Józef Andrzej Załuski otworzył pierwszą w Polsce publiczną bibliotekę[19]
- 1760 – Andrzej Zamoyski zniósł poddaństwo chłopów w swoich dobrach[19]
- 5 października 1763 – zmarł August III Sas[19]
- maj – lipiec 1764 – przeprowadzono reformy skarbu, wojska i sądownictwa oraz ograniczono liberum veto[20]

### PanowanieStanisława Augusta Poniatowskiego(1764–1795)

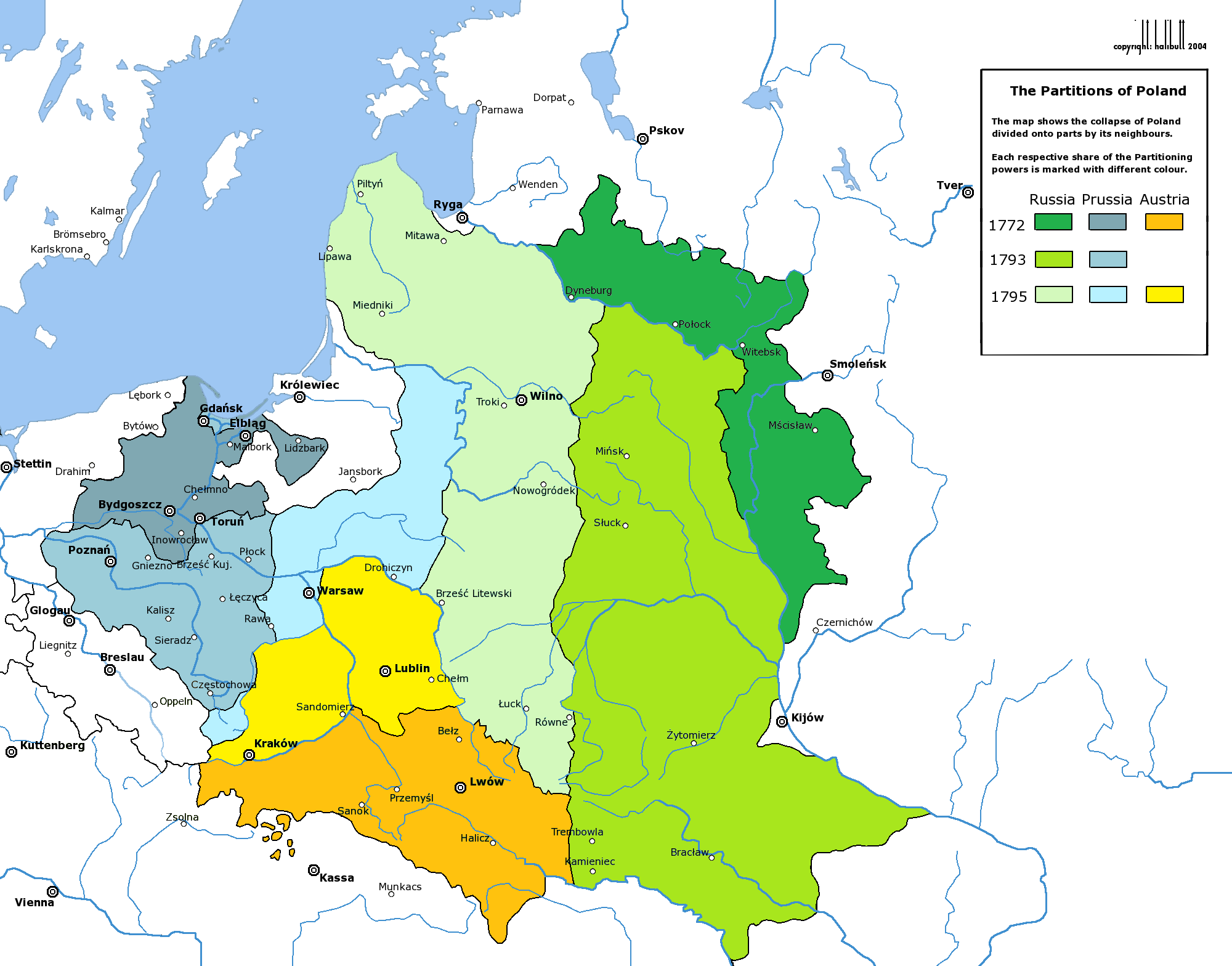
Rozbiory Polski

- 6 września 1764 – elekcja Stanisława Augusta Poniatowskiego[20]
- 19 listopada 1765 – otworzono Teatr Narodowy w Warszawie[20]
- 1765 – Stanisław Poniatowski założył Szkołę Rycerską[20]
- 1765–1785 – ukazywało się czasopismo społeczno-polityczne „Monitor”[20]
- 1766 – sejm warszawski odrzucił projekty przyznania w pełni praw innowiercom[20]
- 23 czerwca 1767 – konfederacja radomska zawiązała spisek przeciwko Stanisławowi Poniatowskiemu[20]
- 1767–1780 – w Rzeczypospolitej działał włoski malarz Bernardo Bellotto zwany Canaletto[20]
- 29 lutego 1768 – zawiązano konfederację barską[20]
- czerwiec – lipiec 1768 – wybuchło powstanie chłopskie na Ukrainie (koliszczyzna)[20]
- 22 października 1770 – władze konfederackie ogłosiły detronizację monarchy i bezkrólewie[20]
- 3 listopada 1771 – konfederaci barscy dokonali nieudanej próby porwania Stanisława Poniatowskiego[20]
- 1772 – włoski kartograf Jan Antoni Rizzi-Zannoni opracował mapę Polski w skali 1:962 000[20]
- 5 sierpnia 1772 – I rozbiór Polski między Prusy, Rosję i Austrię[20]
- 30 września 1773 – sejm nadzwyczajny w Warszawie ratyfikował traktaty rozbiorowe[20]
- 14 października 1773 – powstała Komisja Edukacji Narodowej[20]
- 1773–1774 – budowa Kanału Bydgoskiego[20]
- 1775 – Ignacy Krasicki wydał utwór Mikołaja Doświadczyńskiego przypadki[20]
- marzec 1775 – sejm powołał Radę Nieustającą, stały rząd złożony z króla, 18 senatorów i 18 posłów[20]
- 1777–1783 – reformowanie Akademii Krakowskiej przez Hugo Kołłątaja[20]
- 11 października 1779 – w bitwie pod Savannah zginął Kazimierz Pułaski[20]
- 1780–1784 – budowa Kanału Ogińskiego łączącego dorzecze Niemna i Dniepru[20]
- 1784–1793 – przebudowa pałacu w Łazienkach[20]
- 6 maja 1787 – doszło do spotkania Stanisława Poniatowskiego z carycą Katarzyną Wielką – caryca nie zezwoliła na przeprowadzenie reform ustrojowych i wojskowych w Polsce[20]
- październik 1788 – maj 1792 – obrady Sejmu Wielkiego (Czteroletniego)[20]
- 1788 – Sejm uchwalił zwiększenie etatu wojska do 100 tys. żołnierzy oraz wprowadził podatek na armię[20]
- 19 stycznia 1789 – Stanisław August rozwiązał Radę Nieustającą[20]
- 2 grudnia 1789 – ulicami Warszawy przeszła „czarna procesja”, w której mieszczanie domagali się praw ekonomicznych i politycznych[20]
- 1789–1790 – odbył się pierwszy w historii spis powszechny[20]
- 29 marca 1790 – Polska zawarła sojusz z Prusami[20]
- 1790 – odbyły się dodatkowe wybory do sejmu[20]
- 24 marca 1791 – sejm uchwalił prawo o sejmikach, które odsunęło gołotę od władzy[20]
- 21 kwietnia 1791 – sejm uchwalił prawo o miastach[20]
- 3 maja 1791 – uchwalono pierwszą polską konstytucję (Konstytucja 3 maja)
- 27 kwietnia 1792 – zawiązano konfederację targowicką[20]
- maj – lipiec 1792 – wojna z Rosją w obronie Konstytucji 3 maja[20]
- 18 czerwca 1792 – wojsko polskie pod wodzą ks. Józefa Poniatowskiego zwyciężyło pod Zieleńcami[20]
- 22 czerwca 1792 – Stanisław August Poniatowski ustanowił order Virtuti Militari[20]
- 22 czerwca 1792 – Stanisław August wysłał Katarzynie II propozycje pokojowe[20]
- 18 lipca 1792 – wojska Tadeusza Kościuszki przegrały pod Dubienką[20]
- 24 lipca 1792 – Stanisław Poniatowski przystąpił do konfederacji targowickiej[20]
- lipiec – wrzesień 1792 – masowe akcesy szlachty do Targowicy[20]
- 21 stycznia 1793 – II rozbiór Polski[20]
- czerwiec – listopad 1793 – sejm nadzwyczajny w Grodnie przyjął traktaty rozbiorowe z Rosją i z Prusami[20]
- 1793–1794 – wzmógł się opór wobec rosyjskiej okupacji
- luty – marzec 1794 – redukcja wojsk Rzeczypospolitej[21]
- 12 marca 1794 – oddziały kawalerii narodowej gen. Antoniego Madalińskiego zbuntowały się[21]
- 24 marca 1794 – wybuchła insurekcja kościuszkowska[21]
- marzec – kwiecień 1794 – organizacja władz powstańczych i wojska[21]
- 4 kwietnia 1794 – bitwa pod Racławicami wygrana przez wojska Kościuszki[21]
- 17 kwietnia 1794 – wybuchło powstanie na Żmudzi[21]
- 17–18 kwietnia 1794 – wybuchła insurekcja w Warszawie kierowana przez Jana Kilińskiego[21]
- 22–24 kwietnia 1794 – wybuchła insurekcja w Wilnie pod wodzą płk. Jakuba Jasińskiego[21]
- 7 maja 1794 – Tadeusz Kościuszko wydał pod Połańcem uniwersał (zwany połanieckim), w którym zapowiedział reformę agrarną[21]
- 8–9 maja 1794 – wybuchły rozruchy w Warszawie, podczas których przeprowadzono publiczną egzekucję przywódców Targowicy[21]
- 6 czerwca 1794 – pod Szczekocinami wojska powstańcze przegrały z oddziałami pruskimi i rosyjskimi[21]
- 15 czerwca 1794 – wojska pruskie zajęły Kraków[21]
- 7–11 lipca 1794 – wojska Kościuszki i gen. Józefa Zajączka bez sukcesu broniły przedpoli Warszawy[21]
- 11–12 sierpnia 1794 – Rosjanie zdobyli Wilno[21]
- lipiec – październik 1794 – insurekcja w Wielkopolsce, wsparta przez oddziały powstańcze gen. Jana Henryka Dąbrowskiego[21]
- 2 października 1794 – oddziały gen. Dąbrowskiego zajęły Bydgoszcz[21]
- 10 października 1794 – bitwa pod Maciejowicami: Kościuszko dostał się do niewoli[21]
- 1794 – naczelnikiem powstania został Tomasz Wawrzecki[21]
- 6 września 1794 – zakończenie pierwszego oblężenia Warszawy
- 4 listopada 1794 – oddziały rosyjskie dokonały rzezi Pragi[21]
- 16 listopada 1794 – resztki armii powstańczej kapitulowały[21]
- 19 listopada 1794 – Rosjanie aresztowali Tomasza Wawrzeckiego – koniec insurekcji kościuszkowskiej[21]
- grudzień 1794 – Tadeusz Kościuszko został osadzony w Twierdzy Petropawłowskiej[21]
- 3 stycznia 1795 – uchwalono konwencję austriacko-rosyjską o podziale ziem Rzeczypospolitej[21]
- 24 października 1795 – III rozbiór Polski[21]

## Okres zaborów

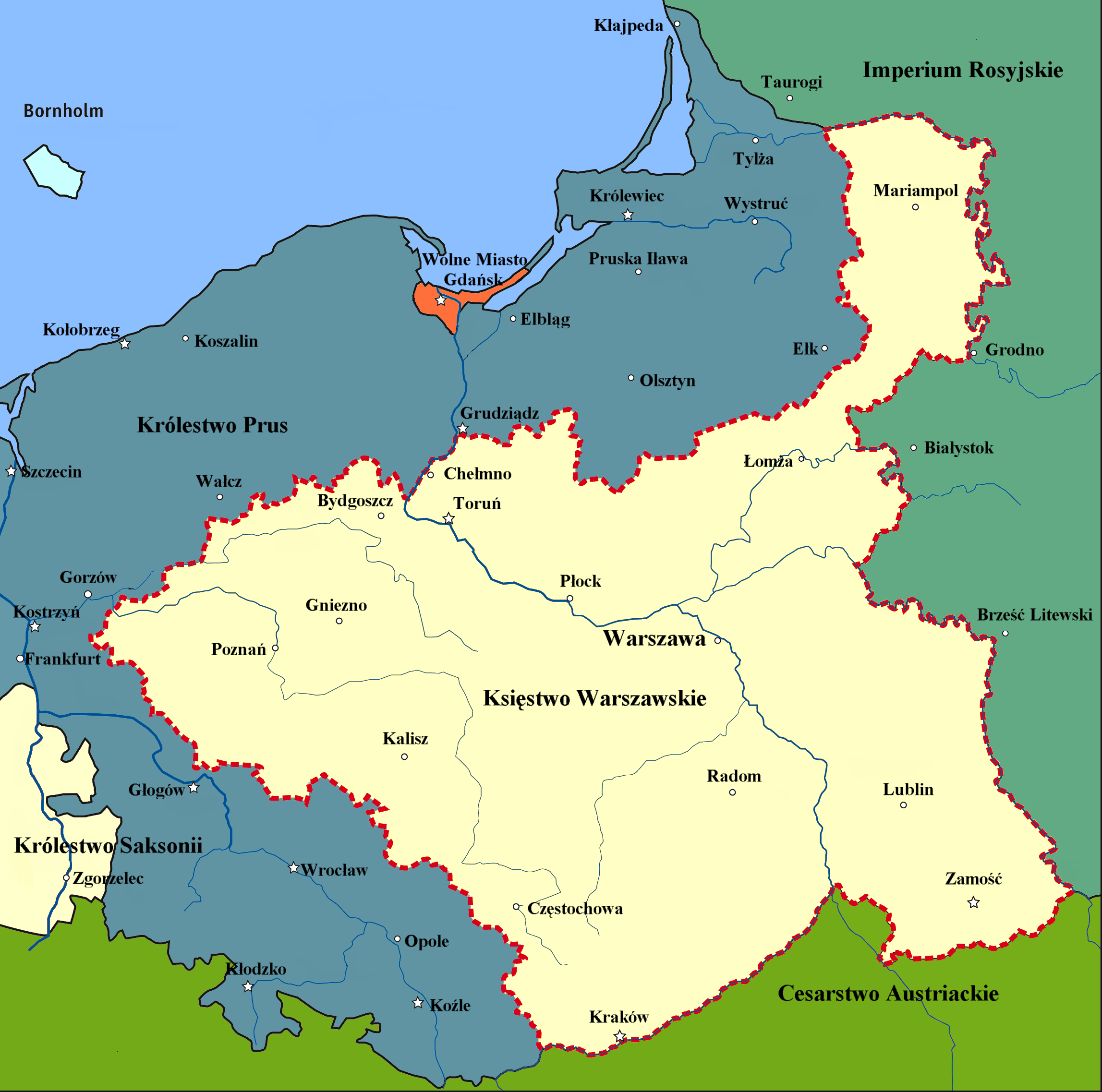
Księstwo Warszawskie

### Pierwsze lata zaborów (1795–1815)
- 9 stycznia 1797 – Jan Henryk Dąbrowski utworzył Legiony Polskie[21]
- 26 stycznia 1797 – trzy mocarstwa zaborcze podpisały konwencję o ostatecznej likwidacji Polski[21]
- 1797 – nowy car rosyjski Paweł I złagodził kurs wobec Polaków (m.in. wypuścił z więzienia Kościuszkę i Potockiego)[21]
- 12 lutego 1798 – w Petersburgu zmarł ostatni król Polski Stanisław August Poniatowski[21]
- 1798 – księżna Izabela Czartoryska rozpoczęła w Puławach budowę Świątyni Sybilli, uznanej za pierwsze polskie muzeum”[22]
- 1 listopada 1800 – w Warszawie powstało Towarzystwo Przyjaciół Nauk – pierwsze polskie stowarzyszenie narodowe[21]
- 18 maja 1802 – żołnierze Legionów Polskich zostali wysłani na francuską kolonię San Domingo (ob. Haiti), by tłumić tamtejsze bunty miejscowych[21]
- 1803 – Adam Jerzy Czartoryski został kuratorem wileńskiego okręgu szkolnego, dzięki czemu odegrał dużą rolę w reformie szkolnictwa polskiego w zaborze rosyjskim[21]
- październik 1805 – z inicjatywy Tadeusza Czackiego powstało Liceum Krzemienieckie[21]
- 7 listopada 1806 – pod wodzą Jana Henryka Dąbrowskiego i Józefa Wybickiego wybuchło powstanie wielkopolskie[21]
- 28 listopada 1806 – wojska francuskie przybyły do Warszawy[21]
- 1806 – Samuel Bogumił Linde wydał pierwszy z sześciu tomów „Słownika języka polskiego”[21]
- 14 stycznia 1807 – dekretem Napoleona I powstała 7-osobowa Komisja Rządząca[21]
- 7–9 lipca 1807 – na mocy pokoju tylżyckiego ustanowiono powstanie Księstwa Warszawskiego[21]
- 22 lipca 1807 – w Dreźnie uchwalono konstytucję Księstwa Warszawskiego[21]
- 14 kwietnia 1809 – Austria zaatakowała Księstwo Warszawskie[21]
- 19 kwietnia 1809 – bitwa pod Raszynem[21]
- maj – lipiec 1809 – wódz armii księstwa książę Józef Poniatowski oddał Warszawę i zaatakował ziemie zaboru austriackiego: wyzwolenie Krakowa, Lwowa i Zamościa[21]
- 14 października 1809 – na mocy pokoju francusko-austriackiego w Schönbrunn, Księstwo Warszawskie uzyskało Nową Galicję[21]
- 22 lutego lub 1 marca 1810 – urodził się Fryderyk Chopin[21]
- 14 września 1811 – przeprowadzono uwłaszczenie chłopów w Prusach[21]
- 26 maja 1812 – książę warszawski Fryderyk August przekazał pełnię władzy wykonawczej Radzie Ministrów księstwa[21]
- 1 lipca 1812 – Napoleon powołał Komisję Rządu Tymczasowego Wielkiego Księstwa Litewskiego[21]
- styczeń–luty 1813 – wojska rosyjskie wkroczyły do Warszawy[21]
- 14 marca 1813 – car Aleksander I utworzył w Warszawie Tymczasową Radę Najwyższą Księstwa Warszawskiego[21]
- 19 października 1813 – podczas Bitwy pod Lipskiem zginął książę Józef Poniatowski[21]
- 3 maja 1815 – Rosja, Prusy i Austria zawarły traktat o podziale ziem polskich: utworzono Królestwo Polskie połączone unią personalną z Rosją, autonomiczne Wielkie Księstwo Poznańskie w granicach Prus oraz Rzeczpospolitą Krakowską władaną przez Austrię[21]

### Królestwo Polskie (1815–1918)

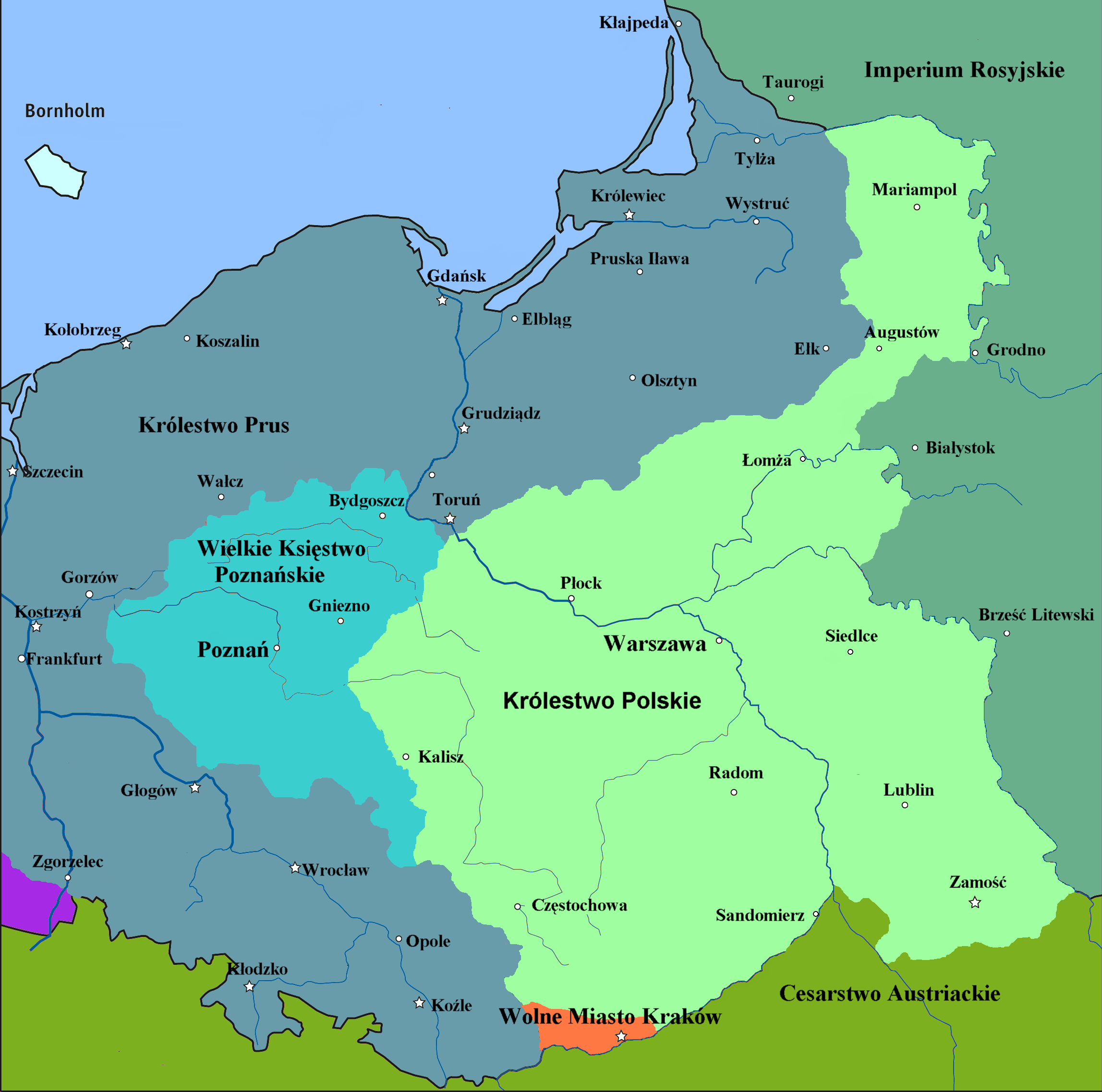
Kongresowe Królestwo Polskie

### Do wybuchu powstania listopadowego (1815–1830)
- 20 maja 1815 – Aleksander I powołał Rząd Tymczasowy i Tymczasową Radę Stanu Królestwa Polskiego[21]
- 27 listopada 1815 – Aleksander I nadał konstytucję Królestwu Polskiemu[21]
- 19 listopada 1816 – Aleksander I założył Królewski Uniwersytet Warszawski[23]
- 1816 – w Wilnie powstało Towarzystwo Filomatów[23]
- 15 października 1817 – w Szwajcarii zmarł Tadeusz Kościuszko[23]
- 1817 – Józef Maksymilian Ossoliński założył Zakład Narodowy (zwany Ossolineum)[23]
- 3 maja 1819 – major Walerian Łukasiński założył w Warszawie Wolnomularstwo Narodowe, organizację dążącą do zjednoczenia ziem polskich[23]
- 1 maja 1821 – powstała organizacja spiskowa Towarzystwo Patriotyczne[23]
- 1821 – Towarzystwo Filomatów zmieniło nazwę na Towarzystwo Filaretów[23]
- 1822 – w Wilnie ukazały się Ballady i romanse Adama Mickiewicza[23]
- październik 1822 – aresztowano Waleriana Łukasińskiego i innych przywódców Towarzystwa Patriotycznego[23]
- 8 kwietnia 1823 – w zaborze pruskim przeprowadzono reformę uwłaszczeniową[23]
- 1823–1824 – aresztowano wileńskich filomatów i filaretów[23]
- 1 grudnia 1825 – zmarł car Aleksander I, tron rosyjski i polski objął jego brat Mikołaj I[23]
- 1826–1828 – przeprowadzono proces sądowy przeciwko Towarzystwu Patriotycznemu[23]
- 29 stycznia 1828 – powstał Bank Polski[23]
- grudzień 1828 – Piotr Wysocki zakłada tajny Związek w Szkole Podchorążych Piechoty[23]
- 1828 – w Petersburgu ukazała się powieść poetycka Konrad Wallenrod Adama Mickiewicza[23]
- 17 marca 1830 – w warszawskim Teatrze Narodowym odbył się pierwszy koncert Fryderyka Chopina[23]
- 29/30 listopada 1830 – „noc listopadowa” – początek powstania listopadowego[23]

### Powstanie listopadowe(1830–1831)
- 30 listopada 1830 – niepowodzeniem zakończył się zamach na wielkiego księcia Konstantego[23]
- 30 listopada 1830 – Rada Administracyjna powierzyła dowództwo nad wojskiem gen. Józefowi Chłopickiemu oraz rozpoczęła rozmowy z Konstantym[23]
- 3 grudnia 1830 – Rada Administracyjna przekształciła się w Rząd Tymczasowy[23]
- 3 grudnia 1830 – wielki książę Konstanty wycofał się z Królestwa Polskiego[23]
- 5 grudnia 1830 – generał Józef Chłopicki ogłosił się dyktatorem powstania[23]
- 18 grudnia 1830 – Sejm Królestwa Polskiego uznał powstanie za narodowe[23]
- 18 stycznia 1831 – generał Chłopicki złożył funkcję dyktatora powstania[23]
- 25 stycznia 1831 – sejm zdetronizował Mikołaja I[23]
- 30 stycznia 1831 – powstał Rząd Narodowy na czele z ks. Adamem Jerzym Czartoryskim[23]
- 5-6 lutego 1831 – siły rosyjskie wkroczyły do Królestwa Polskiego[23]
- 14 lutego 1831 – zwycięstwo wojsk polskich pod Stoczkiem[23]
- 19–20 lutego 1831 – zwycięstwo wojsk polskich pod Wawrem[23]
- 25 lutego 1831 – bitwa o Olszynkę Grochowską[23]
- 26 lutego 1831 – wodzem naczelnym powstania został gen. Jan Zygmunt Skrzynecki[23]
- 3 marca 1831 – wojska powstańcze zajęły Lublin i Zamość[23]
- marzec 1831 – wybuch powstania na Litwie[23]
- 31 marca 1831 – rozpoczęła się polska ofensywa według planu gen. Ignacego Prądzyńskiego[23]
- kwiecień 1831 – odbyła się nieudana wyprawa korpusu gen. Dwernickiego na Wołyń[23]
- 26 maja 1831 – klęska Polaków w bitwie pod Ostrołęką[23]
- 21 czerwca 1831 – Rząd Narodowy ogłosił pobór pospolitego ruszenia[23]
- lipiec – sierpień 1831 – armia rosyjska przekroczyła Wisłę i zajęła tereny na północny zachód od Warszawy[23]
- 17 sierpnia 1831 – nowym szefem rządu oraz głównodowodzącym wojskiem został gen. Jan Krukowiecki[23]
- 6–8 września 1831 – szturm Rosjan na Warszawę[23]
- 10 września 1831 – gen. Maciej Rybiński przejął dowództwo nad wojskiem[23]
- 5 października 1831 – armia polska przekroczyła granicę pruską: członkowie władz powstańczych udali się na emigrację[23]
- 21 października 1831 – twierdza Zamość kapitulowała: koniec powstania listopadowego[23]

### Okres do powstania styczniowego (1831–1863)
- 1 listopada 1831 – ogłoszono amnestię carską dla żołnierzy i podoficerów biorących udział w powstaniu listopadowym[23]
- 6 listopada 1831 – w Paryżu powstał Komitet Tymczasowy Emigracji Polskiej[23]
- 14 listopada 1831 – car ustanowił granicę celną między Cesarstwem Rosyjskim a Królestwem Polskim[23]
- 15 grudnia 1831 – Joachim Lelewel założył Komitet Narodowy Polski[23]
- grudzień 1831 – Mikołaj I nakazał zamknięcie Uniwersytetów Warszawskiego i Wileńskiego oraz szkół średnich[23]
- 26 lutego 1832 – Mikołaj I zniósł konstytucję, wcielił Królestwo do Cesarstwa Rosyjskiego oraz zlikwidował polski sejm, armię oraz odrębny budżet[23]
- 26 lutego 1832 – Fryderyk Chopin zagrał pierwszy koncert w Paryżu[23]
- 17 marca 1832 – powstało Towarzystwo Demokratyczne Polskie[23]
- kwiecień 1832 – Rosjanie zaczęli budowę warszawskiej Cytadeli[23]
- po 1832 – zaczęła wykształcać się polska inteligencja[24]
- marzec – kwiecień 1833 – płk. Józef Zaliwski przeprowadził nieudaną próbę wywołania powstania w Królestwie[23]
- listopad 1833 – w Szwajcarii powstała Młoda Polska – polska sekcja międzynarodowej organizacji rewolucyjnej Młoda Europa[23]
- 1 stycznia 1834 – językiem urzędowym na ziemiach polskich został język rosyjski[23]
- 1834 – ukazał się Pan Tadeusz Adama Mickiewicza[23]
- 1835 – w Paryżu ukazała się anonimowo Nie-Boska komedia Zygmunta Krasińskiego[23]
- 1837 – przeprowadzono reformę administracyjną[23]
- 24 listopada 1838 – w Paryżu powstała Biblioteka Polska[23]
- 1841 – na ziemiach polskich wprowadzono rosyjski system monetarny[23]
- 15 czerwca 1845 – otworzono pierwszy odcinek Kolei Warszawsko-Wiedeńskiej[23]
- 20 lutego 1846 – wybuchła rewolucja krakowska[25]
- 15 kwietnia 1846 – Austria zlikwidowała Rzeczpospolitą Krakowską[25]
- 1847 – wprowadzono rosyjski kodeks karny w Królestwie Polskim[25]
- 1 stycznia 1848 – odbyła się prapremiera Halki Stanisława Moniuszki[25]
- 20 marca 1848 – wybuchło powstanie wielkopolskie[25]
- marzec – kwiecień 1848 – w Krakowie oraz Lwowie powstały polskie reprezentacje narodowe[25]
- 22 kwietnia 1848 – austriacki gubernator Galicji ogłosił zniesienie pańszczyzny chłopskiej[25]
- 26–29 kwietnia 1848 – rozruchy w Krakowie[25]
- kwiecień–maj 1848 – wielkopolscy powstańcy stoczyli walki z wojskami pruskimi[25]
- 7 września 1848 – w Austrii przeprowadzono uwłaszczenie chłopów[25]
- październik – listopad 1848 – wojsko austriackie zajęło Lwów[25]
- 17 października 1849 – w Paryżu zmarł Fryderyk Chopin[25]
- grudzień 1849 – Wielkie Księstwo Poznańskie wcielono do Prus[25]
- 25 października 1850 – zniesiono granicę celną między Królestwem Polskim a Cesarstwem Rosyjskim[25]
- 1851 – Cyprian Kamil Norwid wydał Promethidion[25]
- 1854 – Ignacy Łukasiewicz zbudował pierwszy szyb naftowy w Bóbrce koło Krosna[25]
- 2 maja 1855 – zmarł car Mikołaj I, tron przejął jego syn Aleksander II[25]
- 26 listopada 1855 – zmarł Adam Mickiewicz[25]
- maj 1856 – wizyta cara Aleksandra I w Warszawie[25]
- 1 października 1857 – w Warszawie otwarto Akademię Medyko-Chirurgiczną[25]
- 24 listopada 1857 – w Warszawie powstało Towarzystwo Rolnicze z hr. Andrzejem Zamoyskim na czele[25]
- 1858–1862 – rozwój konspiracji niepodległościowej wśród młodzieży[25]
- 29 listopada 1860 – z okazji 30 rocznicy wybuchu powstania listopadowego wybuchła wielka manifestacja w Warszawie[25]
- 1860–1861 – w Krakowie wydano manifestacje patriotyczne[24]
- 1861–1864 – zniesienie pańszczyzny[24]
- 25–27 lutego 1861 – wojska rosyjskie rozproszyły dwie manifestacje zorganizowane w Warszawie[25]
- 26 lutego 1861 – kraje koronne w Austrii otrzymały autonomię[25]
- 28 lutego 1861 – powstała Delegacja Miejska[25]
- 27 marca 1861 – rozpoczęto polonizację szkolnictwa[25]
- 18 czerwca 1861 – w Królestwie Polskim powstały samorządowe rady gubernialne, powiatowe i miejskie[25]
- 14 października 1861 – władze carskie ogłosiły stan wojenny w Królestwie Polskim[25]
- 15–16 października 1861 – wojsko rosyjskie stłumiło demonstracje w Warszawie[25]
- grudzień 1861 – działalność rozpoczęli „Biali” dążący do odbudowy autonomii Królestwa[25]
- 18 maja 1862 – otworzono pierwszy odcinek Kolei Warszawsko-Petersburskiej[25]
- 1862 – „Czerwoni” utworzyli konspiracyjny Komitet Centralny Narodowy z Jarosławem Dąbrowskim na czele[25]
- 5 czerwca 1862 – przeprowadzono oczynszowanie chłopów[25]
- 5 czerwca 1862 – przeprowadzono reformę szkolnictwa[25]
- 14 czerwca 1862 – Aleksander Wielopolski został mianowany naczelnikiem rządu cywilnego Królestwa[25]
- 27 czerwca 1862 – „Czerwoni” przeprowadzili nieudany zamach na wielkiego księcia Konstantego Mikołajewicza oraz Aleksandra Lüdersa[25]
- 2 lipca 1862 – „Czerwoni” po raz kolejny przeprowadzili nieudany zamach na wielkiego księcia Konstantego Mikołajewicza oraz Aleksandra Lüdersa[25]
- 8 sierpnia 1862 – przeprowadzono próbę zamachu na Aleksandra Wielopolskiego[25]
- 14 sierpnia 1862 – aresztowano Jarosława Dąbrowskiego[25]
- 15 sierpnia 1862 – przeprowadzono próbę zamachu na Aleksandra Wielopolskiego[25]
- październik 1862 – władze carskie przeprowadziły pobór do wojska[25]
- 25 listopada 1862 – w Warszawie otworzono Szkołę Główną[25]
- 2–3 stycznia 1863 – Komitet Centralny Narodowy podjął decyzję o wybuchu powstania z chwilą rozpoczęcia poboru[25]
- 14–15 stycznia 1863 – do wojska wcielono 1,5 tys. młodych ludzi – początek rosyjskiej branki[25]
- 15–22 stycznia 1863 – na apel organizacji młodzież masowo uciekła z miast[25]
- 22 stycznia 1863 – wybuchło powstanie styczniowe – władze w kraju objął Tymczasowy Rząd Narodowy[25]

### Powstanie styczniowe(1863–1864)
- 7 lutego 1863 – Tymczasowy Rząd Narodowy wydał odezwę do Polaków[25]
- 8 lutego 1863 – Prusy zawiązały układ wojskowy z Rosją w sprawie stłumienia powstania styczniowego[25]
- 13 kwietnia 1863 – car Aleksander II zapowiedział amnestię dla powstańców, którzy złożyli broń[25]
- kwiecień 1863 – rozwój powstania na Litwie[25]
- 10 maja 1863 – Tymczasowy Rząd Narodowy przekształcił się w Rząd Narodowy[25]
- 12 czerwca 1863 – Karol Majewski został kierownikiem Rządu Narodowego[25]
- 16 września 1863 – upadł rząd Majewskiego – władzę przejęli „Czerwoni”[25]
- 17 października 1863 – dyktatorem powstania został Romuald Traugutt[25]
- 29 lutego 1864 – władze austriackie ogłosiły stan oblężenia w Galicji[25]
- 11 kwietnia 1864 – aresztowano Traugutta[25]
- 28 kwietnia 1865 – odbyła się premiera opery Straszny dwór Stanisława Moniuszki w Warszawie[26]
- 5 sierpnia 1864 – stracono Romualda Traugutta[25]
- 1864 – koniec powstania styczniowego

### Do wybuchu I wojny światowej (1864–1914)
- 10 grudnia 1865 – car Aleksander II zabronił Polakom zakupu majątków na tzw. Ziemiach Zabranych[26]
- 1865 – ogłoszono amnestię dla więźniów politycznych[26]
- 20 września 1866 – Agenor Gołuchowski został namiestnikiem Galicji[26]
- 1866–1871 – przeprowadzono rusyfikację szkolnictwa w Królestwie Polskim[26]
- 7 lutego 1867 – we Lwowie powstał Związek Polskich Towarzystw Gimnastycznych „Sokół”[26]
- 1867–1869 – przeprowadzono likwidację instytucji Królestwa Polskiego (m.in. Rady Stanu i Rady Administracyjnej)[26]
- 4 czerwca 1869 – wprowadzono język polski do galicyjskich urzędów[26]
- 1869 – powstał rosyjski Uniwersytet Warszawski[26]
- 23 października 1870 – w szwajcarskim Rapperswilu Władysław Plater założył Muzeum Narodowe Polskie[26]
- 1870 – ukazał się pierwszy tom Bibliografii polskiej Karola Estreichera[26]
- 1871 – Aleksander Świętochowski ogłosił na łamach „Przeglądu Tygodniowego” zasady polskiego pozytywizmu[26]
- 1871 – przeprowadzono polonizację szkół wyższych w Krakowie oraz Lwowie[26]
- 1872 – rozpoczęto germanizację szkół[26]
- 1872 – w Krakowie powstała Akademia Umiejętności[26]
- 1872 – w Wielkopolsce powstało Towarzystwo Oświaty Ludowej dla obrony Polaków przed germanizacją[26]
- 1872–1879 – kulturkampf[26]
- 1874 – zlikwidowano urząd namiestnika Królestwa Polskiego[26]
- 1876–1880 – rozwój ruchu socjalistycznego na ziemiach polskich[26]
- 19 czerwca 1876 – przeprowadzono germanizację szkół w Wielkopolsce[26]
- 1876 – ukazała się Stara baśń Józefa Ignacego Kraszewskiego[26]
- 1878 – Jan Matejko namalował Bitwę pod Grunwaldem[26]
- 7 października 1879 – otworzono Muzeum Narodowe w Krakowie[26]
- lata 70. XIX w. – na terenie Galicji zaczął rozwijać się przemysł naftowy[24]
- 1882 – w Krakowie oddano do użytku linię „konnej kolei żelaznej zwanej tramwajem”[27]
- 1 września 1882 – Ludwik Waryński utworzył polską partię robotniczą „Proletariat”[27]
- 1883 – Zygmunt Wróblewski oraz Karol Olszewski jako pierwsi skroplili tlen i azot[27]
- 1885 – „rugi pruskie”[27]
- 28 stycznia 1886 – proletariatczycy zginęli na stokach Cytadeli Warszawskiej[27]
- 26 kwietnia 1886 – władze Rzeszy powołały Komisję Kolonizacyjną dla popierania osadnictwa niemieckiego na ziemiach polskich[27]
- 1886 – w Warszawie powstał Uniwersytet Latający[27]
- 1887 – ukazała się książka Nad Niemnem Elizy Orzeszkowej[27]
- 1887–1889 – na łamach „Kuriera Codziennego” ukazała się Lalka Bolesława Prusa[27]
- 1887–1888 – powstała organizacja socjalistyczna „II Proletariat”[27]
- 1887 – w Szwajcarii powstała Liga Polska[27]
- 1890 – Jan Matejko stworzył „Poczet królów i książąt polskich”[27]
- 1 maja 1890 – odbyły się pierwsze manifestacje pierwszomajowe w Królestwie Polskim i Galicji[27]
- 31 stycznia 1892 – we Lwowie powstała Galicyjska Partia Socjaldemokratyczna[27]
- 17–23 listopada 1892 – w Paryżu odbył się zjazd socjalistów – ogłoszono program odbudowy niepodległego państwa polskiego oraz powołano Polską Partię Socjalistyczną[27]
- 30 lipca 1893 – rozłam w PPS[27]
- 1893–1894 – Wojciech Kossak i Jan Styka stworzyli Panoramę Racławicką[27]
- 1 kwietnia 1893 – powstała Liga Narodowa[28]
- 12 lipca 1894 – ukazał się pierwszy numer „Robotnika”[27]
- 28 lipca 1895 – powstało Stronnictwo Ludowe[28]
- 1896 – ukazała się powieść Quo vadis Henryka Sienkiewicza[28]
- 1897 – powstało Stronnictwo Demokratyczno-Narodowe[28]
- kwiecień 1901 – we Wrześni wybuchły strajki szkolne dzieci w obronie języka polskiego[28]
- 1903 – Maria Skłodowska-Curie i Piotr Curie otrzymali Nagrodę Nobla z dziedziny fizyki za odkrycie polonu[28]
- 1903 – Stronnictwo Ludowe zmieniło nazwę na Polskie Stronnictwo Ludowe[28]
- 17 stycznia 1904 – w Galicji odbył się zjazd założycielski Stronnictwa Demokratyczno-Narodowego[28]
- październik – listopad 1904 – powstała Organizacja Bojowa PPS[28]
- 1905 – Henryk Sienkiewicz otrzymał Nagrodę Nobla za Quo vadis[28]
- 28 stycznia 1905 – PPS ogłosił strajk powszechny w Królestwie Polskim, domagając się swobód politycznych[28]
- 1 listopada 1905 – wojska rosyjskie stłumiły manifestację w Warszawie: zginęło 40 osób, a 170 zostało rannych[28]
- 10 listopada 1905 – władze rosyjskie wprowadziły stan wojenny w Królestwie Polskim[28]
- grudzień 1905 – styczeń 1906 – kolejny strajk powszechny w Królestwie Polskim[28]
- 15 sierpnia 1906 – „krwawa środa” – bojówki PPS dokonały ok. 100 zamachów na rosyjskich wojskowych, policjantów i urzędników[28]
- 1908–1914 – w Galicji powstały liczne organizacje paramilitarne, które odegrały dużą rolę podczas I wojny światowej[24]
- 1911 – Maria Skłodowska-Curie otrzymała Nagrodę Nobla w dziedzinie chemii za pracę nad radem, polonem oraz promieniotwórczością[28]
- 1913–1914 – rozłam w PSL na dwa ugrupowania: PSL „Piast” oraz PSL-Lewica[28]
- 28 lipca 1914 – początek I wojny światowej[29]

### I wojna światowa(1914–1918)
- 3 sierpnia 1914 – ogłoszono mobilizację oddziałów Związku Strzeleckiego i Drużyn Strzeleckich w Krakowie[28]
- 6 sierpnia 1914 – wyruszyła Pierwsza Kompania Kadrowa[29]
- 8 sierpnia 1914 – najwyżsi dowódcy armii Austro-Węgier i Niemiec ogłosili orędzie do Polaków[29]
- 14 sierpnia 1914 – odezwa wielkiego księcia Mikołaja Mikołajewicza Romanowa[29]
- sierpień 1914 – powstały Legiony Polskie[29]
- jesień 1914 – powstała konspiracyjna Polska Organizacja Wojskowa[29]
- sierpień 1915 – państwa centralne opanowały Królestwo Polskie[29]
- 4–6 lipca 1916 – bitwa pod Kostiuchnówką[29]
- 5 listopada 1916 – monarchowie Niemiec i Austro-Węgier ogłosili Akt 5 listopada[29]
- 22 stycznia 1917 – Woodrow Wilson, prezydent USA, wygłosił przemówienie, w którym była mowa o powstaniu niepodległej i zjednoczonej Polski[29]
- marzec 1917 – Roman Dmowski wydał memoriał w sprawie odbudowy Polski[29]
- 4 czerwca 1917 – we Francji rozpoczęto formowania Armii Polskiej (tzw. Armii Błękitnej)[29]
- lipiec 1917 – wybuchł „kryzys przysięgowy”, w Magdeburgu internowano Józefa Piłsudskiego[29]
- sierpień 1917 – w Lozannie powstał Komitet Narodowy Polski z Romanem Dmowskim na czele[29]
- wrzesień 1917 – rozwiązano Legiony Polskie[29]
- 8 stycznia 1918 – ogłoszono 14 punktów prezydenta Wilsona[30]
- 3 marca 1918 – w Brześciu Rosja Sowiecka i państwa centralne podpisały traktat pokojowy[30]
- 3 czerwca 1918 – premierzy Wielkiej Brytanii, Francji i Włoch złożyli deklarację, w której zawarli, że stworzenie państwa polskiego jest warunkiem trwałego pokoju w Europie[30]
- 7 października 1918 – Rada Regencyjna przejęła władzę nad Polską Siłą Zbrojną[30]
- 7 października 1918 – Józef Świeżyński został premierem[30]
- 18 października 1918 – powstała Rada Narodowa Śląska Cieszyńskiego[30]
- 28 października 1918 – w Krakowie powstała Polska Komisja Likwidacyjna[31]
- 31 października 1918 – Polacy zdobyli władzę w Krakowie oraz Lwowie[30]
- 1 listopada 1918 – wybuchły walki z Ukrainą o Lwów i Galicję Wschodnią[30]
- 7 listopada 1918 – w Lublinie powstał Tymczasowy Rząd Ludowy Republiki Polskiej[32]
- 10 listopada 1918 – sprowadzono Józefa Piłsudskiego do Warszawy[32]
- 11 listopada 1918 – Niemcy i ententa podpisały zawieszenie broni; Rada Regencyjna przekazała Józefowi Piłsudskiemu dowództwo nad Polską Siłą Zbrojną – Polska odzyskała niepodległość[32]

## II Rzeczpospolita

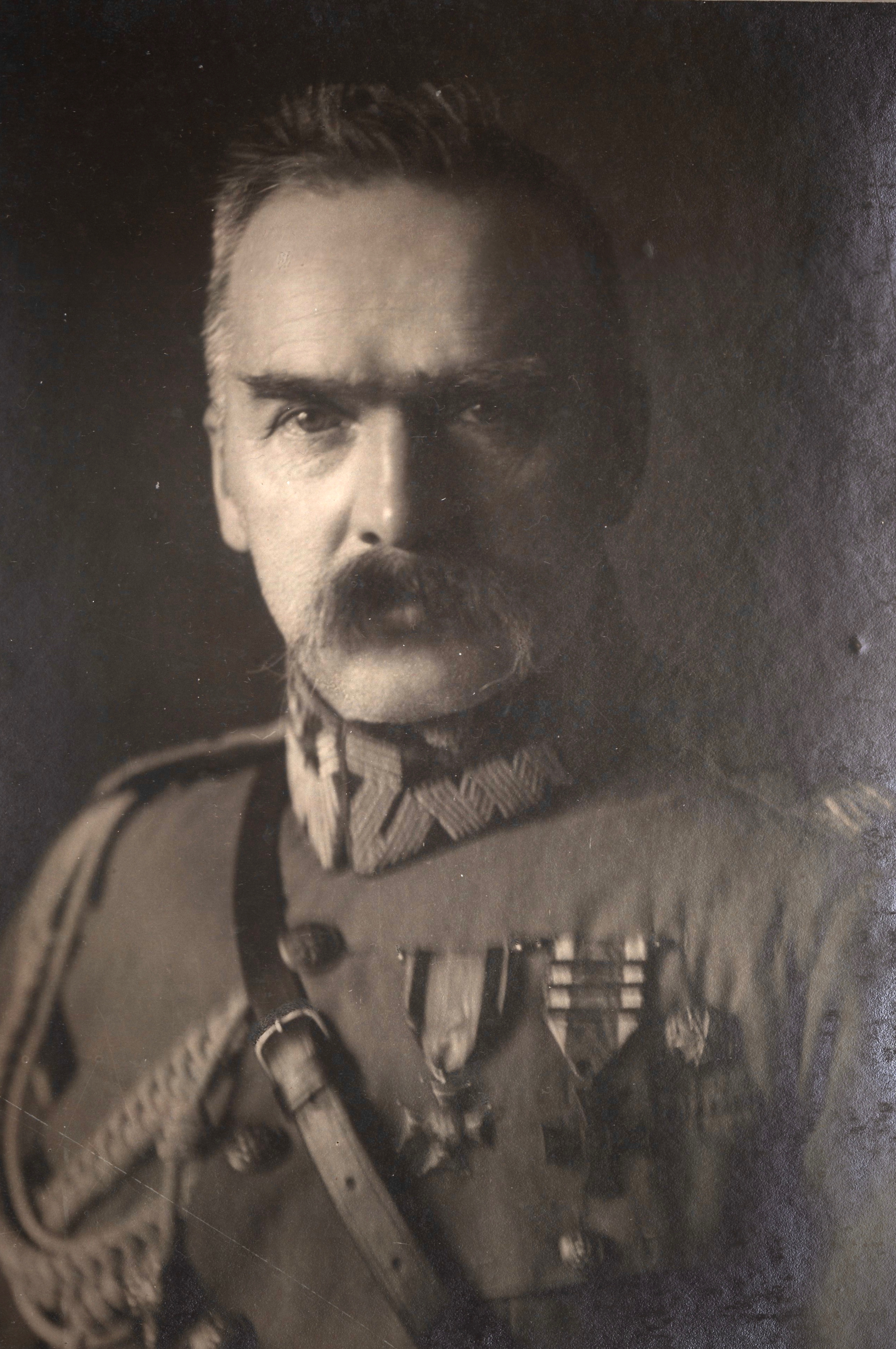
Józef Piłsudski

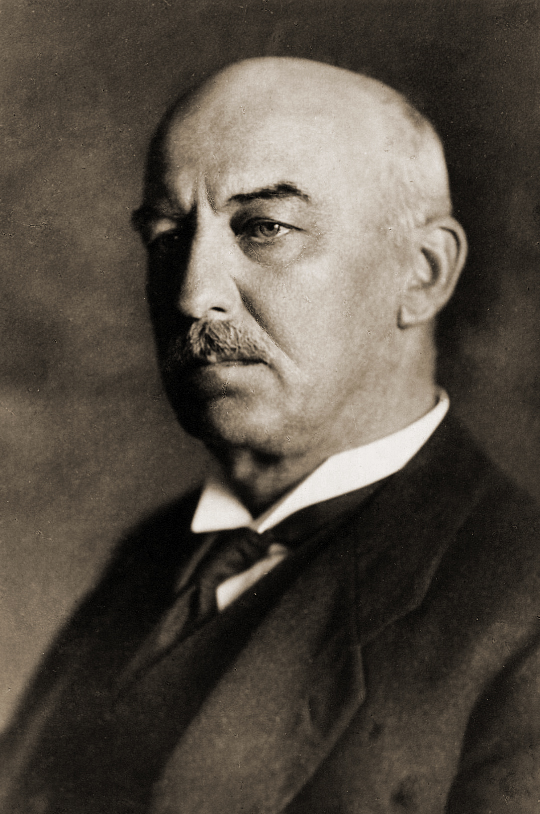
Gabriel Narutowicz

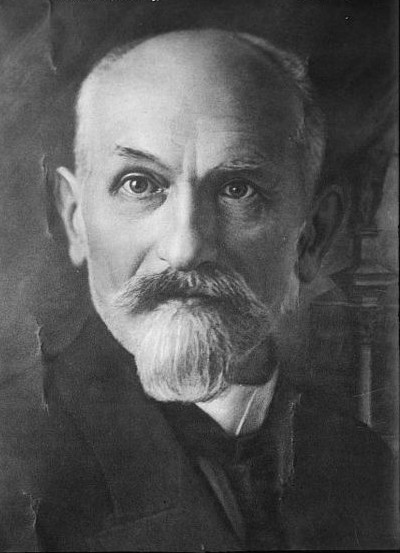
Stanisław Wojciechowski

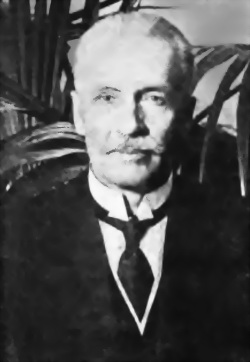
Ignacy Mościcki

### Demokratyczna II Rzeczpospolita (1918–1926)
- 14 listopada 1918 – władzę polityczną objął Józef Piłsudski[30]
- 12 listopada 1918 – Józef Piłsudski wydał pierwszy rozkaz do Wojska Polskiego, w którym podkreślał szkodliwą rolę niejednolitości i różnic w szeregach armii[33]
- 16 listopada 1918 – Józef Piłsudski wysłał telegram do państw uczestniczących w I wojnie światowej i państw neutralnych mówiący o odzyskaniu niepodległości[30]
- 18 listopada 1918 – powołano rząd Jędrzeja Moraczewskiego[30]
- 19 listopada 1918 – ostatnie oddziały niemieckie ustąpiły z warszawskiej cytadeli; do Warszawy przybył poseł Harry Kessler, co oznaczało uznanie państwa polskiego przez Niemców[33]
- 21 listopada 1918 – wyparto oddziały ukraińskie ze Lwowa[30]
- 22 listopada 1918 – ustanowiono dekret o najwyższej władzy reprezentacyjnej Republiki Polskiej do czasu zwołania Sejmu Ustawodawczego; Tymczasowym Naczelnikiem Państwa został Józef Piłsudski[30]
- 9 grudnia 1918 – odbyła się inauguracja Katolickiego Uniwersytetu Lubelskiego – czwartej (po Krakowie, Lwowie i Warszawie) ogólnopolskiej szkoły wyższej[33]
- 26 grudnia 1918 – do Poznania przyjechał Ignacy Paderewski[30]
- 27 grudnia 1918 – wybuchło powstanie wielkopolskie[30]
- 5 stycznia 1919 – oddziały Armii Czerwonej zajęły Wilno[33]
- 6 stycznia 1919 – powstańcy wielkopolscy zajęli Inowrocław oraz port lotniczy Ławica pod Poznaniem
- 16 stycznia 1919 – do dymisji podał się rząd Jędrzeja Moraczewskiego – nowym premierem został Ignacy Paderewski[30]
- 26 stycznia 1919 – przeprowadzono wybory do Sejmu Ustawodawczego[30]
- styczeń 1919 – na Śląsk Cieszyński wkroczyła armia czechosłowacka[30]
- 20 lutego 1919 – uchwalono „małą konstytucję”[30]
- 19 kwietnia 1919 – Wojsko Polskie zajęło Wilno[34]
- 25 maja 1919 – komisariat NRL przekazał armię wielkopolską do dyspozycji Naczelnego Wodza[33]
- 28 czerwca 1919 – podpisano traktat wersalski, dzięki któremu Polska otrzymała Wielkopolskę oraz Pomorze[34]
- 16 sierpnia 1919 – wybuchło I powstanie śląskie[34]
- 11 października 1919 – polski Uniwersytet im. Stefana Batorego w Wilnie uroczyście wznowił działalność; w Krakowie utworzono Polski Związek Lekkoatletyczny[33]
- 27 listopada 1919 – rząd Ignacego Paderewskiego podał się do dymisji[33]
- 21 grudnia 1919 – utworzono Polski Związek Piłki Nożnej[33]
- 15 stycznia 1920 – Sejm przyjął ustawę uznającą markę polską za jedyną walutę dopuszczoną do obrotu na terytorium Rzeczypospolitej[33]
- 25 kwietnia – 7 maja 1920 – zwycięska ofensywa wojsk polskich i ukraińskich, zajęcie Kijowa[34]
- 7 maja 1920 – Sejm przyjął ustawę o likwidacji serwitutów na terenie byłego Królestwa Polskiego[33]
- 9 maja 1920 – na froncie ukraińskim Polacy zajęli Bracław i Tulczyn[33]
- 13 maja 1920 – w Warszawie odbył się I zjazd Związku Zawodowego Literatów Polskich; prezesem został Stefan Żeromski[33]
- lipiec 1920 – Wincenty Witos powołał Rząd Obrony Narodowej[34]
- lato 1920 – rosyjska kontrofensywa na całym froncie: Armia Czerwona dotarła do brzegów Wisły[34]
- 11 lipca 1920 – odbyły się plebiscyty na Warmii, Mazurach i Powiślu[34]
- 26 lipca 1920 – Naczelny Wódz zwolnił szefa Sztabu Generalnego gen. Stanisława Hallera; następcą został gen. Tadeusz Rozwadowski[33]
- 11 sierpnia 1920 – oddziały sowieckiego Frontu Zachodniego dotarły do brzegów Wisły[33]
- 13–15 sierpnia 1920 – bitwa warszawska
- 16 sierpnia 1920 – początek polskiej kontrofensywy znad Wieprza[34]
- 20–28 sierpnia 1920 – II powstanie śląskie[34]
- 21 września 1920 – rozpoczęły się pokojowe rokowania polsko-sowieckie w Rydze[33]
- październik 1920 – na terenie opanowanym przez oddziały gen. Lucjana Żeligowskiego powstało terytorium Komisji Rządzącej Litwy Środkowej[34]
- 31 grudnia 1920 – w Warszawie rozpoczęły się obrady I zjazdu walnego Związku Harcerstwa Polskiego[33]
- 21 stycznia 1921 – Sejm zdecydował o ustanowieniu Senatu jako izby wyższej polskiego parlamentu[33]
- 19 lutego 1921 – Polska zawarła sojusz z Francją[34]
- 17 marca 1921 – uchwalono konstytucję marcową[34]
- 18 marca 1921 – w Rydze podpisano traktat pokojowy pomiędzy Polską a Rosją Sowiecką (traktat ryski)[34]
- 20 marca 1921 – odbył się plebiscyt na Śląsku[34]
- 1 kwietnia 1921 – szefem Sztabu Generalnego (na miejsce gen. Rozwadowskiego) został mianowany gen. Władysław Sikorski[33]
- 2–3 maja 1921 – pod przywództwem Wojciecha Korfantego przeprowadzono III powstanie śląskie[34]
- 21–26 maja 1921 – Bitwa w rejonie Góry św. Anny
- 23 maja 1921 – Bitwa pod Olzą
- 5 lipca 1921 – przerwano walki na Górnym Śląsku[34]
- 13 września 1921 – rząd Wincentego Witosa podał się do dymisji[33]
- 12 października 1921 – podzielono Śląsk pomiędzy Niemcy i Polskę[34]
- 16 kwietnia 1922 – w Rapallo podpisano traktat niemiecko-sowiecki[34]
- 5 listopada 1922 – odbyły się wybory do Sejmu I kadencji[34]
- 12 listopada 1922 – odbyły się wybory do Senatu I kadencji[34]
- 9 grudnia 1922 – pierwszym prezydentem Polski został Gabriel Narutowicz[34]
- 16 grudnia 1922 – fanatyczny nacjonalista zamordował Gabriela Narutowicza[35]
- 20 grudnia 1922 – drugim prezydentem Polski został Stanisław Wojciechowski[34]
- 15 marca 1923 – konferencja Rady Ambasadorów uznała wschodnią granicę Polski[36]
- 17 maja 1923 – podpisano pakt lanckoroński[36]
- listopad 1923 – wybuchł strajk generalny[36]
- 1923 – w wyniku hiperinflacji wybuchł kryzys gospodarczy[35]
- styczeń 1924 – powstał Bank Polski[36]
- 10 grudnia 1924 – Władysław Reymont otrzymał Nagrodę Nobla za powieść „Chłopi”[36]
- 1924 – Władysław Grabski przeprowadził reformy gospodarcze (m.in. wymianę marki polskiej na złotego)[35]
- 1 lutego 1925 – odbyła się pierwsza transmisja programu Polskiego Radia[36]
- 10 lutego 1925 – Polska podpisała konkordat z Watykanem[36]
- 5–16 października 1925 – odbyła się konferencja w Locarno[36]
- 28 grudnia 1925 – uchwalono ustawę rolną[36]
- 28 grudnia 1925 – rozpoczęła się wojna celna z Niemcami[36]
- 10 maja 1926 – powstał rząd Wincentego Witosa[36]
- 12–15 maja 1926 – przeprowadzono zamach majowy, po którym władzę objęła sanacja[36]

### Rządy sanacji (1926–1939)
- 1 czerwca 1926 – prezydentem Polski został Ignacy Mościcki[36]
- 24 czerwca 1926 – August Hlond został prymasem Polski[36]
- 2 sierpnia 1926 – uchwalono „nowelę sierpniową”[36]
- 2 października 1926 – Józef Piłsudski objął urząd premiera[36]
- grudzień 1927 – Polska podjęła nieudaną próbę uregulowania stosunków dyplomatycznych z Litwą[36]
- 19 stycznia 1928 – rozpoczęto organizowanie Bezpartyjnego Bloku Współpracy z Rządem[36]
- marzec 1928 – odbyły się wybory parlamentarne[36]
- wrzesień 1929 – powstał Centrolew[36]
- 1929 – Polska popadła w kryzys gospodarczy[35]
- 9 lutego 1929 – Polska, Litwa, Łotwa, Estonia, ZSRR i Rumunia podpisały deklarację wyrzeczenia się wojny jako środka rozwiązywania konfliktów
- czerwiec 1930 – zjazd Centrolewu w Krakowie[37]
- 25 sierpnia 1930 – premierem został Józef Piłsudski[37]
- 29 sierpnia 1930 – Ignacy Mościcki rozwiązał parlament[37]
- 9–10 września 1930 – do Brześcia osadzono polityków Centrolewu[37]
- 15 marca 1931 – połączenie PSL-Piast i PSL „Wyzwolenie” w Stronnictwo Ludowe[37]
- 26 października 1931 – początek procesu brzeskiego[37]
- 13 stycznia 1932 – koniec procesu brzeskiego[37]
- 11 marca 1932 – odbyła się reforma oświatowa[37]
- 25 sierpnia 1932 – podpisano polsko-radziecki pakt o nieagresji[37]
- 2 listopada 1932 – ministrem spraw zagranicznych został Józef Beck[37]
- 26 stycznia 1934 – podpisano polsko-niemiecki pakt o nieagresji[37]
- 5 maja 1934 – Polska i ZSRR przedłużyły układ o nieagresji na 10 lat[37]
- 10 czerwca 1934 – powstał obóz odosobnienia w Berezie Kartuskiej[37]
- 24 kwietnia 1935 – uchwalono konstytucję kwietniową[37]
- 12 maja 1935 – zmarł Józef Piłsudski[37]
- 8 września 1935 – odbyły się wybory do parlamentu[37]
- jesień 1935 – rozwiązano BBWR[37]
- 1935 – koniec kryzysu gospodarczego[35]
- 10 listopada 1936 – marszałkiem Polski został gen. Edward Rydz-Śmigły[38]
- 1936–1939 – w wyniku etatyzmu oraz programu gospodarczego Eugeniusza Kwiatkowskiego doszło do szybkiego rozwoju gospodarczego oraz poprawy warunków życiowych ludności[35]
- 21 lutego 1937 – powstał Obóz Zjednoczenia Narodowego[38]
- sierpień 1937 – wybuchły strajki chłopskie[38]
- marzec 1938 – Polska wymusiła na Litwie nawiązanie stosunków dyplomatycznych[38]
- 30 września 1938 – Polska przekazała Czechosłowacji ultimatum z żądaniem zwrotu Śląska Cieszyńskiego[38]
- 2 października 1938 – polskie oddziały wkroczyły na Śląsk Cieszyński[38]
- 24 października 1938 – Niemcy wysunęły propozycje polityczne wobec Polski[38]
- 6 i 13 listopada 1938 – odbyły się wybory parlamentarne[38]
- 2 stycznia 1939 – zmarł Roman Dmowski[38]
- 6 i 13 kwietnia 1939 – Wielka Brytania i Francja udzieliły Polsce gwarancji pomocy militarnej[38]
- 28 kwietnia 1939 – Niemcy zerwały układ o nieagresji z Polską[38]
- maj 1939 – Francja i Wielka Brytania przedstawiły plan pomocy Polsce[38]
- 23 sierpnia 1939 – podpisano pakt Ribbentrop-Mołotow[38]
- 25 sierpnia 1939 – Polska zawarła sojusz z Wielką Brytanią[38]
- 26 sierpnia 1939 – pierwotna data ataku Niemiec na Polskę, przesunięta w wyniku zawarcia sojuszu polsko-brytyjskiego[38]
- 1 września 1939 – hitlerowskie Niemcy, w porozumieniu ze Związkiem Radzieckim, napadły na Polskę. Początek kampanii wrześniowej w Polsce. Początek II wojny światowej

## II wojna światowa (1939–1945)
- 3 września 1939 – Francja i Wielka Brytania wypowiedziały wojnę Niemcom[39]
- 3–4 września 1939 – „krwawa niedziela” w Bydgoszczy[39]
- 7 września 1939 – kapitulacja Westerplatte[39]
- 8 września 1939 – rozpoczęło się pierwsze niemieckie natarcie na Warszawę[39]
- 9–22 września 1939 – bitwa nad Bzurą[39]
- 17 września 1939 – ZSRR zaatakował Polskę
- 22 września 1939 – kapitulacja Lwowa[39]
- 27 września 1939 – kapitulacja Warszawy[39]
- 27 września 1939 – generał Michał Tokarzewski-Karaszewicz powołał Służbę Zwycięstwu Polski[39]
- 28 września 1939 – podpisanie przez III Rzeszę i ZSRR porozumienia dotyczącego podziału ziem polskich[39]
- 2 października 1939 – kapitulacja Helu[39]
- 2–6 października 1939 – bitwa pod Kockiem[39]
- 22 października 1939 – odbyły się pokazowe wybory do zgromadzeń ludowych Zachodniej Ukrainy i Zachodniej Białorusi[39]
- 1–2 listopada 1939 – do ZSRR wcielono Zachodnią Ukrainę i Zachodnią Białoruś[39]
- 4 grudnia 1939 – gen. Władysław Sikorski powołał Związek Walki Zbrojnej[39]
- 10 lutego 1940 – rozpoczęto deportację Polaków w głąb ZSRR[39]
- 5 marca 1940 – najwyższe władze ZSRR zdecydowały o rozstrzelaniu polskich oficerów polskich przebywających w Kozielsku, Ostaszkowie i Starobielsku[39]
- 3 kwietnia 1940 – z Kozielska wywieziono pierwszą grupę jeńców polskich[39]
- 13 kwietnia 1940 – przeprowadzono drugą deportację Polaków w głąb ZSRR[39]
- kwiecień 1940 – Samodzielna Brygada Strzelców Podhalańskich wzięła udział w bitwie o Narwik[39]
- 28–29 czerwca 1940 – trzecia deportacja Polaków w głąb ZSRR[39]
- czerwiec 1940 – rząd polski ewakuował się z Francji do Wielkiej Brytanii[39]
- 14 czerwca 1940 – pierwszy masowy transport do obozu koncentracyjnego Auschwitz[40]
- wrzesień 1940 – Niemcy stworzyli getto w Warszawie[40]
- 4 marca 1941 – Niemcy wyjęli spod prawa Żydów mieszkających na ziemiach polskich[40]
- maj – czerwiec 1941 – czwarta deportacja Polaków w głąb ZSRR[40]
- 30 lipca 1941 – podpisano Układ Sikorski-Majski[40]
- wrzesień 1941 – rozpoczęto tworzenie armii polskiej w ZSRR[40]
- 5 stycznia 1942 – powstała Polska Partia Robotnicza[40]
- 14 lutego 1942 – powstała Armia Krajowa[40]
- marzec 1942 – ewakuowano Armię Polską do Iranu[40]
- lipiec – sierpień 1942 – ruszyły pierwsze transporty Żydów z getta warszawskiego do Treblinki[40]
- 2 grudnia 1942 – Mordechaj Anielewicz założył w getcie warszawskim Żydowską Organizację Bojową[40]
- 26 marca 1943 – akcja pod Arsenałem[41]
- 13 kwietnia 1943 – Niemcy odnaleźli groby polskich oficerów w Katyniu[41]
- 16 kwietnia 1943 – rząd polski zwrócił się do Międzynarodowego Czerwonego Krzyża z prośbą o wyjaśnienie informacji na temat Katynia[41]
- 19 kwietnia 1943 – początek powstania w getcie warszawskim[41]
- 25 kwietnia 1943 – Józef Stalin zerwał stosunki dyplomatyczne z rządem polskim na emigracji[41]
- kwiecień 1943 – w Janowej Dolinie UPA dokonała mordów na Polakach[41]
- 4 lipca 1943 – śmierć gen. Władysława Sikorskiego w katastrofie lotniczej pod Gibraltarem[41]
- lipiec 1943 – masowe mordy Polaków na Wołyniu, dokonywanych przez UPA[41]
- lipiec 1943 – premierem został Stanisław Mikołajczyk, a Naczelnym Wodzem gen. Kazimierz Sosnkowski[41]
- 12–13 października 1943 – walki 1 Dywizji Piechoty im. Tadeusza Kościuszki pod Lenino[41]
- 31 grudnia 1943 – w Warszawie powstała Krajowa Rada Narodowa. W skład KRN weszli działacze Polskiej Partii Robotniczej (PPR), część działaczy Robotniczej Partii Polskich Socjalistów, kilku działaczy Stronnictwa Ludowego „Wola Ludu”. Przewodniczącym KRN został Bolesław Bierut[41]
- 4 stycznia 1944 – Armia Czerwona przekroczyła przedwojenną granicę Polski na Wołyniu[41]
- 9 stycznia 1944 – powołano Radę Jedności Narodowej pod przewodnictwem Kazimierza Pużaka[41]
- kwiecień 1944 – powstała kadrowa organizacja „Nie” z gen. Augustem Emilem Fieldorfem na czele[41]
- 18 maja 1944 – II Korpus Polski gen. Władysława Andersa zdobył Monte Cassino[41]
- czerwiec 1944 – rozpoczęła się akcja „Burza” na Wileńszczyźnie[42]
- 22 lipca 1944 – oficjalna data utworzenia Polskiego Komitetu Wyzwolenia Narodowego (PKWN)[42]
- 26 lipca 1944 – członkowie PKWN podpisali w Moskwie tajne porozumienie, w którym m.in. zrzekli się wschodnich województw RP[42]
- 30 lipca – 10 sierpnia 1944 – wizyta Stanisława Mikołajczyka w Moskwie[42]
- 1 sierpnia 1944 – wybuchło powstanie warszawskie
- 6 września 1944 – PKWN wydał dekret o reformie rolnej[42]
- 14 września 1944 – Armia Czerwona zajęła Pragę[42]
- 30 września 1944 – gen. Kazimierz Sosnkowski ustąpił ze stanowiska Naczelnego Wodza, symbolicznie jego miejsce zajął przebywający w niewoli gen. Tadeusz „Bór” Komorowski[42]
- 2 października 1944 – kapitulacja powstania warszawskiego[42]
- 24 listopada 1944 – premier Stanisław Mikołajczyk podał się do dymisji[42]
- 31 grudnia 1944 – PKWN przekształcono w Rząd Tymczasowy RP[42]
- 19 stycznia 1945 – gen. Leopold Okulicki rozwiązał Armię Krajową[42]
- styczeń–maj 1945 – ludowe Wojsko Polskie wzięło udział w ofensywie Armii Czerwonej[42]
- 4–11 lutego 1945 – odbyła się konferencja w Jałcie[42]
- 27 marca 1945 – NKWD aresztowało przywódców Polskiego Państwa Podziemnego[42]
- 8 maja 1945 – koniec II wojny światowej w Europie

## Polska Rzeczpospolita Ludowa

### Rządy Bolesława Bieruta (1945–1956)

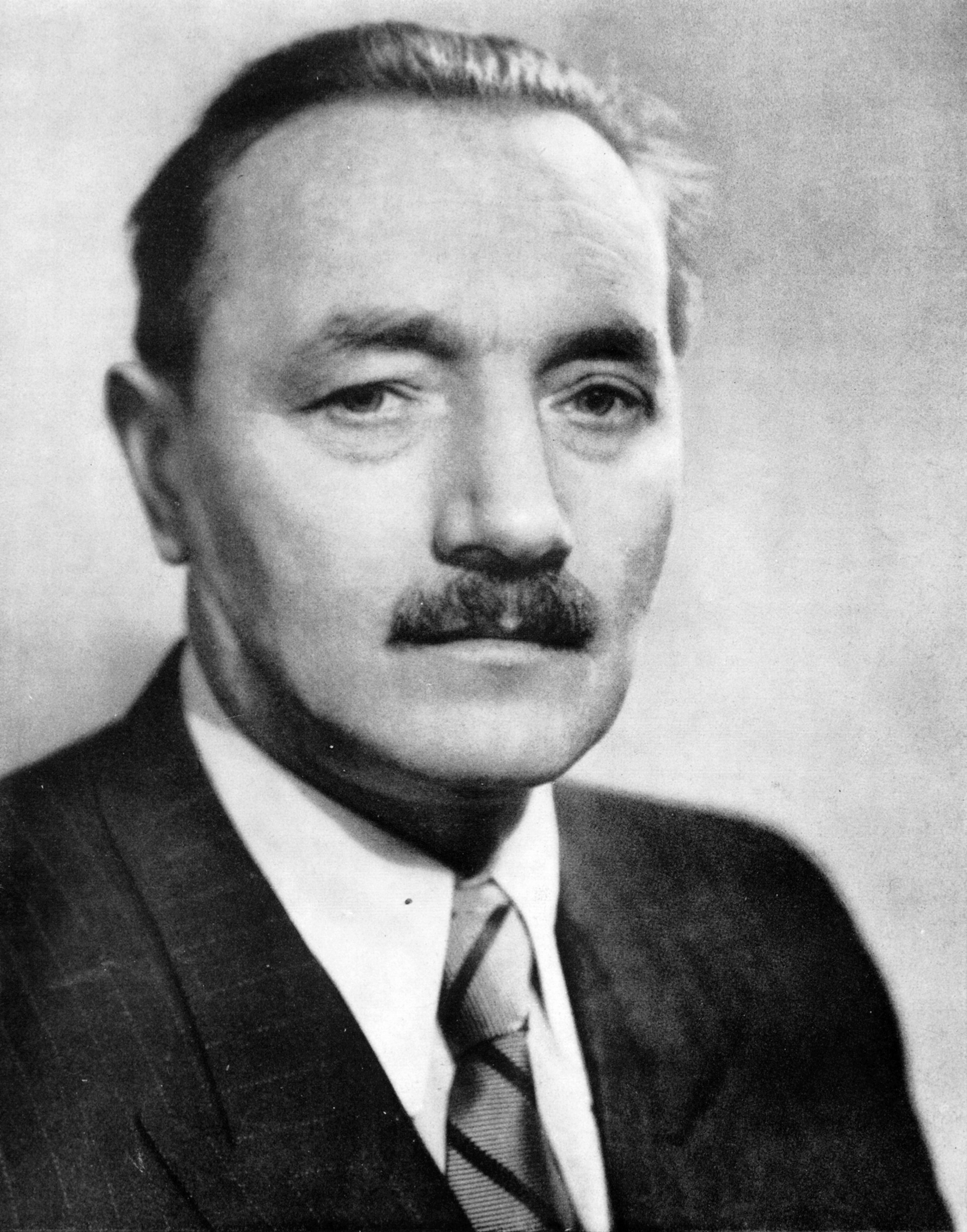
Bolesław Bierut

- 18–21 czerwca 1945 – odbył się proces szesnastu w Moskwie, będący pokazowym procesem 16 przywódców politycznych Polskiego Państwa Podziemnego aresztowanych przez NKWD 27 marca 1945[42]
- 21 czerwca 1945 – utworzono Tymczasowy Rząd Jedności Narodowej[42]
- 1 lipca 1945 – rozwiązano Radę Jedności Narodowej[42]
- 17 lipca – 2 sierpnia 1945 – odbyła się konferencja poczdamska. Na konferencji ustalono przebieg zachodniej granicy Polski na linii rzeki Odry i Nysy Łużyckiej. Ziemie na wschód od tych rzek, tzw. Ziemie Zachodnie, weszły w skład państwa polskiego[42]
- 30 czerwca 1946 – w Polsce przeprowadzono sfałszowane referendum ludowe[43]
- 4 lipca 1946 – doszło do pogromu Żydów w Kielcach[43]
- 19 stycznia 1947 – wybory do Sejmu Ustawodawczego[43]
- 6 lutego 1947 – powołano rząd z Józefem Cyrankiewiczem jako premierem[43]
- 19 lutego 1947 – uchwalono Małą Konstytucję[43]
- 9 lipca 1947 – Polska odrzuciła propozycję udziału w Planie Marshalla[43]
- 21 października 1947 – Stanisław Mikołajczyk opuścił Polskę[43]
- 31 sierpnia – 3 września 1948 – przeprowadzono czystki w PPR, podczas których oskarżono Władysława Gomułkę o „prawicowo-nacjonalistyczne odchylenie”[43]
- 22 października 1948 – zmarł kardynał August Hlond, jego następcą został Stefan Wyszyński[43]
- 15–21 grudnia 1948 – Polska Partia Robotnicza (PPR) i Polska Partia Socjalistyczna (PPS) połączyły się w Polską Zjednoczoną Partię Robotniczą (PZPR)[44]
- 8 stycznia 1949 – powołano w Moskwie Radę Wzajemnej Pomocy Gospodarczej (RWPG)[44]
- 27 listopada 1949 – w wyniku połączenia PSL i SL powstało Zjednoczone Stronnictwo Ludowe[44]
- 20 grudnia 1949 – przedstawiciele PPS, SN oraz Niepodległości i Demokracji utworzyli w Londynie Radę Polityczną z Tomaszem Arciszewskim na czele[44]
- 14 kwietnia 1950 – komuniści i Episkopat Polski podpisali porozumienie[44]
- 4 lipca 1950 – pierwsza polska audycja Radia Wolna Europa[44]
- 6 lipca 1950 – w Zgorzelcu podpisano układ graniczny pomiędzy Polską a NRD[44]
- 21 lipca 1950 – uchwalono ustawę o planie sześcioletnim[44]
- 15 lutego 1951 – władze PRL podpisały z ZSRR umowę o wymianie terytoriów, dzięki której ZSRR otrzymało nowe złoża gazu ziemnego[44]
- 2 sierpnia 1951 – w ramach partyjnej czystki aresztowano Władysława Gomułkę[44]
- 22 lipca 1952 – przyjęto konstytucję Polskiej Rzeczypospolitej Ludowej (PRL)[44]
- 26 października 1952 – przeprowadzono sfałszowane wybory do Sejmu[45]
- styczeń 1953 – rozpoczęto nadawanie regularnego programu telewizyjnego[45]
- 5 marca 1953 – zmarł Józef Stalin[45]
- 26 września 1953 – aresztowano kardynała Stefana Wyszyńskiego, przewodniczącym Episkopatu został biskup Michał Klepacz[45]
- 5 grudnia 1953 – wysoki funkcjonariusz MBP Józef Światło uciekł do Berlina Zachodniego[45]
- 14 marca 1954 – przedstawiciele większości środowisk politycznych na uchodźstwie powołali Tymczasową Radę Jedności Narodowej[45]
- 28 września 1954 – odbyła się pierwsza audycja Józefa Światły w RWE[45]
- 7 grudnia 1954 – rozwiązano Ministerstwo Bezpieczeństwa Publicznego[45]
- 14 maja 1955 – utworzono Układ Warszawski[45]
- 21 sierpnia 1955 – Adam Ważyk opublikował „Poemat dla dorosłych”, uchodzący za symboliczne zerwanie z socrealizmem[45]
- 12 marca 1956 – w Moskwie zmarł Bolesław Bierut[45]

### Rządy Władysława Gomułki (1956–1970)

Edward Ochab

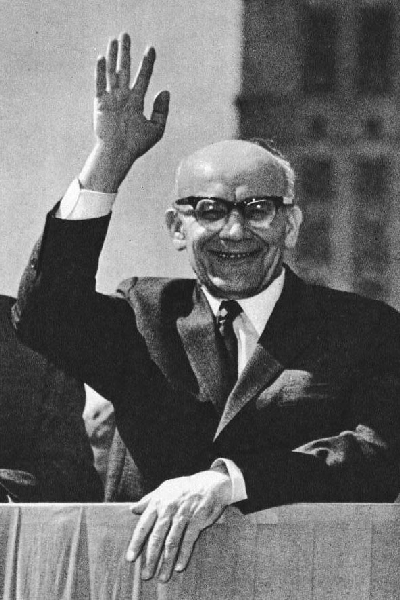
Władysław Gomułka

- 20 marca 1956 – Edward Ochab został wybrany na I sekretarza PZPR[45]
- 28 czerwca 1956 – początek poznańskiego Czerwca[45]
- 21 października 1956 – podczas VIII plenum KC PZPR wybrano Gomułkę na stanowisko I sekretarza KC PZPR[46]
- 26 października 1956 – zwolniono prymasa kard. Stefana Wyszyńskiego z internowania[46]
- 28 listopada 1956 – przejęcie kompetencji Komitetu ds. Bezpieczeństwa Publicznego przez Ministerstwo Spraw Wewnętrznych (MSW). Utworzenie Służby Bezpieczeństwa (SB).
- 20 stycznia 1957 – odbyły się wybory do sejmu[46]
- 15 kwietnia 1961 – przeprowadzono połączone wybory do sejmu i rad narodowych[46]
- 21 października 1963 – funkcjonariusze SB i ZOMO zastrzelili ostatniego żołnierza podziemia – Józefa Franczaka „Lalkę”[46]
- 14 marca 1964 – Antoni Słonimski wręczył premierowi List 34, będący sprzeciwem wobec polityki kulturalnej prowadzonej przez PRL[46]
- 18 marca 1965 – Jacek Kuroń i Karol Modzelewski przedstawili „List otwarty do partii”[46]
- 8 kwietnia 1965 – przedłużono układ o przyjaźni z ZSRR, nowa umowa trwała do 1985 roku[47]
- 18 listopada 1965 – polscy biskupi ogłosili orędzie do narodu niemieckiego, zawierające słowa „Przebaczamy i prosimy o przebaczenie”[42]
- 3 maja 1966 – odbyły się centralne obchody Milenium na Jasnej Górze[47]
- 12 czerwca 1967 – władze PRL zerwały stosunki dyplomatyczne z Izraelem[47]
- 30 stycznia 1968 – kilkusetosobowy pochód przeszedł pod pomnik Adama Mickiewicza w związku z wycofaniem przez władzę spektaklu „Dziadów”[47]
- 8 marca 1968 – milicja i „aktyw robotniczy” stłumiły protesty studentów[47]
- 15 marca 1968 – w Gdańsku wybuchły zamieszki, podczas których milicja walczyła z 20 tys. demonstrantami[47]
- 21 sierpnia 1968 – w ramach operacji „Dunaj”, 2. Armia Ludowego Wojska Polskiego wkroczyła do Czechosłowacji[47]
- 8 września 1968 – podczas uroczystości dożynkowych w Warszawie Ryszard Siwiec dokonał aktu samospalenia w proteście przeciwko udziałowi Polski w inwazji na Czechosłowację[47]
- 7 grudnia 1970 – kanclerz RFN Willy Brandt i premier Józef Cyrankiewicz podpisali układ o nienaruszalności granic na Odrze i Nysie[48]
- 12 grudnia 1970 – ogłoszono w radiu podwyżkę cen żywności, która miała obowiązywać od 13 grudnia[48]
- 14 grudnia 1970 – wybuchły protesty robotnicze w Gdańsku – początek Grudnia 1970[48]
- 15 grudnia 1970 – protesty stoczniowców w Gdańsku, pod gmachem Komendy Miejskiej MO zamordowano pierwszych protestujących[48]
- 17 grudnia 1970 – żołnierze blokujący Stocznię Gdańską otworzyli ogień do robotników – zginęło kilkanaście osób[48]
- 17 grudnia 1970 – w Szczecinie wybuchły protesty, podczas których podpalono siedzibę KW PZPR. Podczas walk z milicją zginęło kilkanaście osób[48]
- 20 grudnia 1970 – odsunięto Władysława Gomułkę od władzy. Pierwszym sekretarzem KC PZPR został Edward Gierek[48]

### Rządy Edwarda Gierka (1970–1980)

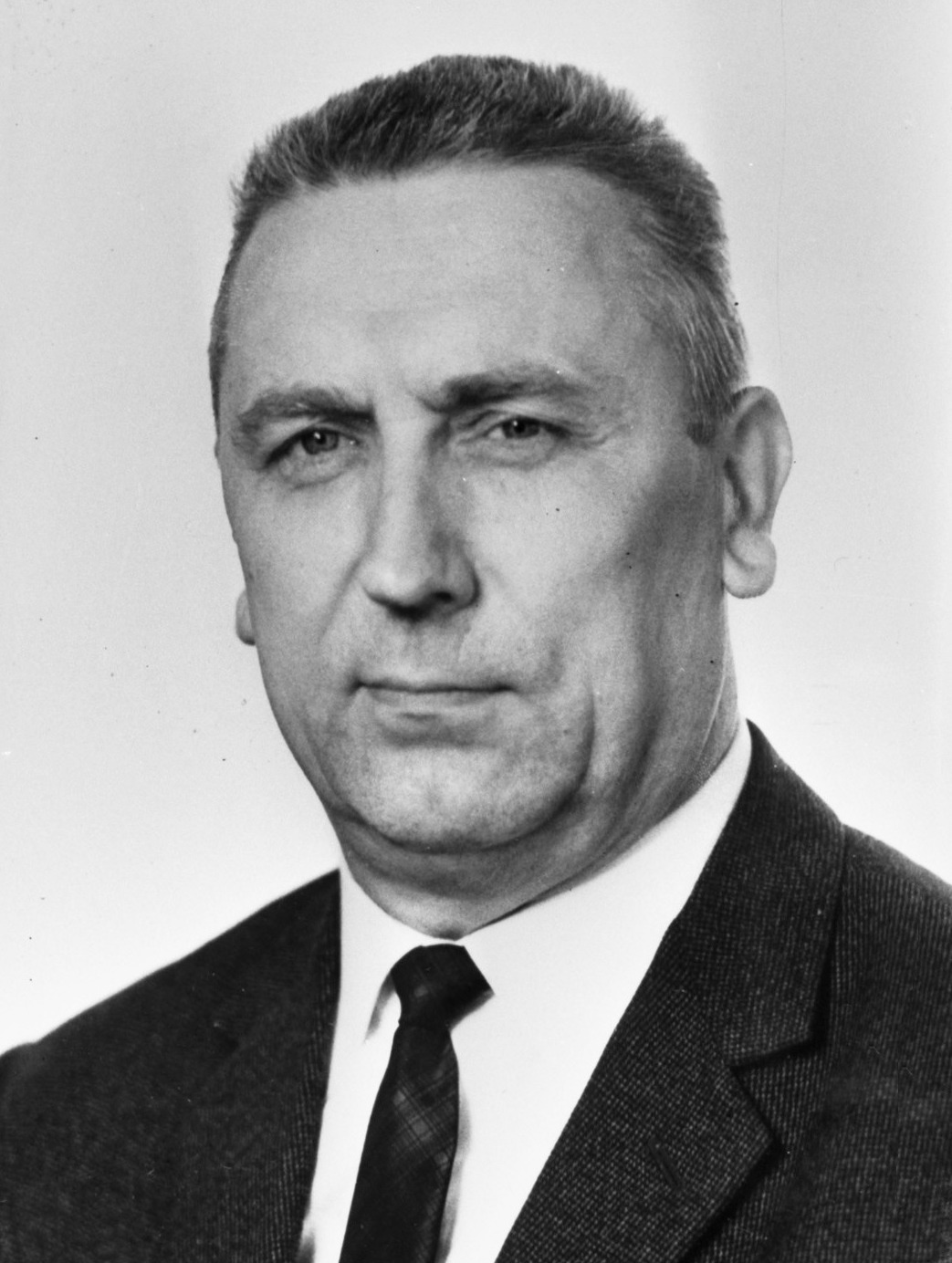
Edward Gierek

- 24 stycznia 1971 – Edward Gierek i premier Piotr Jaroszewicz spotkali się ze stoczniowcami w Szczecinie i w Gdańsku[48]
- 1 grudnia 1971 – po strajku w Łodzi władze wycofały się z grudniowej podwyżki cen[48]
- 5–6 października 1971 – w proteście przeciwko nieukaraniu sprawców masakry na Wybrzeżu, bracia Jerzy i Ryszard Kowalczykowie wysadzili aulę Wyższej Szkoły Pedagogicznej w Opolu[48]
- maj 1976 – grupa intelektualistów powołała Polskie Porozumienie Niepodległościowe[49]
- 24 czerwca 1976 – premier Jaroszewicz przedstawił plan zmian cen, w wyniku czego wybuchły protesty (głównie w Radomiu i Ursusie)[49]
- 23 września 1976 – powstał Komitet Obrony Robotników (KOR)[49]
- 7 maja 1977 – zamordowano Stanisława Pyjasa[49]
- 21 lutego 1978 – w Katowicach powstał pierwszy Komitet Założycielski Wolnych Związków Zawodowych[49]
- 27 czerwca-5 lipca 1978 – miała misja misja Sojuz 30, w której udział wziął Mirosław Hermaszewski, pierwszy Polak w kosmosie[50].
- 16 października 1978 – wybór kardynała Karola Wojtyły na biskupa Rzymu. Nowy papież przybrał imię Jan Paweł II[49]
- 8 kwietnia 1979 – Edward Raczyński został prezydentem RP na uchodźstwie[49]
- 2–10 czerwca 1979 – odbyła się pierwsza pielgrzymka Jana Pawła II do Polski[49]
- lipiec 1979 – powstał Ruch Młodej Polski[49]
- 1 lipca 1980 – władze przeprowadziły podwyżkę cen na niektóre produkty mięsne, wybuch fali strajków[49]
- 14 sierpnia 1980 – wybuchły strajki na Wybrzeżu, podczas których strajkujący wysunęli trzy żądania: podwyżka płac, przywrócenie do pracy Lecha Wałęsy i Anny Walentynowicz oraz upamiętnienie poległych w grudniu 1970[49]
- 16 sierpnia 1980 – powołano Międzyzakładowy Komitet Strajkowy z Lechem Wałęsą na czele[51]
- 19 sierpnia 1980 – w Szczecinie powstał MKS z Marianem Jurczykiem na czele[51]
- 30 sierpnia 1980 – podpisano porozumienia sierpniowe[51]
- 17 września 1980 – początek istnienia „Solidarności”[51]
- 10 listopada 1980 – Sąd Najwyższy zarejestrował NSZZ „Solidarność”[51]
- 10 grudnia 1980 – Czesław Miłosz odebrał Nagrodę Nobla[51]
- 16 grudnia 1980 – w Gdańsku odsłonięto Pomnik Poległych Stoczniowców[51]
- 19 grudnia 1980 – Edward Gierek i Piotr Jaroszewicz podali się do dymisji[52]

### Ostatnie lata komunizmu (1980–1989)

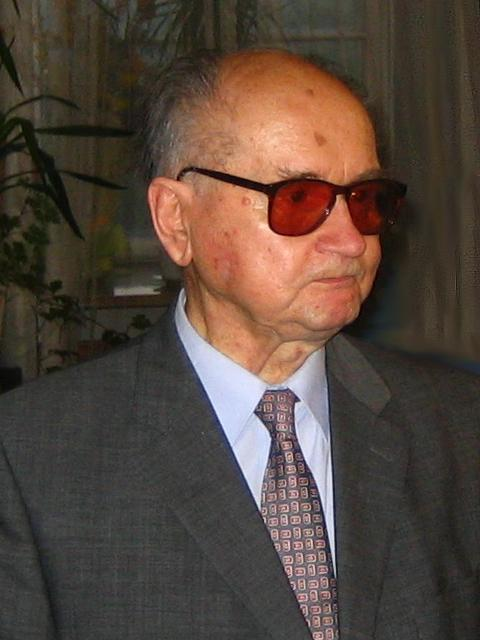
Wojciech Jaruzelski

- 18 lutego 1981 – zalegalizowano Niezależne Zrzeszenie Studentów[51]
- 19 marca 1981 – początek kryzysu bydgoskiego[51]
- 13 maja 1981 – zamach na papieża Jana Pawła II[51]
- 28 maja 1981 – zmarł prymas Polski kardynał Stefan Wyszyński[51]
- 5 czerwca 1981 – KC KPZR w Moskwie wystosowała list do KC PZPR w Warszawie oceniający sytuację w Polsce[52]
- 18 października 1981 – premier Wojciech Jaruzelski został także I sekretarzem KC PZPR w miejsce Stanisława Kani[51]
- 4 listopada 1981 – w Warszawie odbyło się spotkanie Wojciecha Jaruzelskiego, Lecha Wałęsy i kard. Józefa Glempa w sprawie powołania Rady Porozumienia Narodowego[52]
- 13 grudnia 1981 – władze komunistyczne PRL wprowadziły w Polsce stan wojenny[51]
- 16 grudnia 1981 – przeprowadzono pacyfikację strajku w kopalni „Wujek” w Katowicach, podczas której zginęło 9 osób[51]
- 23 grudnia 1981 – Stany Zjednoczone nałożyły sankcje gospodarcze wobec Polski[52]
- czerwiec 1982 – powstała Solidarność Walcząca[51]
- 31 sierpnia 1982 – największa fala demonstracji w okresie stanu wojennego[51]
- 8 października 1982 – zdelegalizowano związki zawodowe[51]
- 31 grudnia 1982 – zawieszono stan wojenny[51]
- 16–23 czerwca 1983 – odbyła się druga pielgrzymka Jana Pawła II do Polski[51]
- 22 lipca 1983 – zniesiono stan wojenny[51]
- 5 października 1983 – Lech Wałęsa otrzymał pokojową Nagrodę Nobla[53]
- 19 października 1984 – w Toruniu uprowadzono i zamordowano księdza Jerzego Popiełuszkę[52]
- 8 kwietnia 1986 – prezydentem RP został Kazimierz Sabbat[53]
- 11 września 1986 – władze PRL zdecydowały się na zwolnienie większości więźniów politycznych[53]
- 29 września 1986 – Lech Wałęsa powołał jawną Tymczasową Radę NSZZ „Solidarność”[53]
- 8–14 czerwca 1987 – odbyła się trzecia podróż Jana Pawła II do Polski[52]
- 25 października 1987 – powołano Krajową Komisję Wykonawczą „Solidarność”[52]
- 29 listopada 1987 – odbyło się referendum, w którym wyborcy odrzucili rządowy program reform, frekwencja wyniosła 68%[52]
- kwiecień–maj 1988 – fala strajków[53]
- 11–16 lipca 1988 – wizyta Michaiła Gorbaczowa w Polsce[52]
- 15 sierpnia – 1 września 1988 – wybuchła kolejna fala strajków[52]
- 31 sierpnia 1988 – Lech Wałęsa spotkał się z gen. Czesławem Kiszczakiem – zapowiedziano rozmowy okrągłego stołu[53]
- 18 grudnia 1988 – Lech Wałęsa powołał Komitet Obywatelski[53]
- 23 grudnia 1988 – Sejm przyjął ustawę o wolności inicjatywy gospodarczej[52]
- 6 lutego – 5 kwietnia 1989 – odbyły się obrady Okrągłego Stołu[53]
- 8 maja 1989 – ukazał się pierwszy numer „Gazety Wyborczej”[53]
- 4 czerwca 1989 – odbyła się pierwsza tura wyborów do tzw. Sejmu kontraktowego, zwycięska dla Obywatelskiego Komitetu Wyborczego skupionego wokół „Solidarności”. Datę tę przyjmuje się najczęściej za koniec władzy komunistycznej w Polsce[53]

## III Rzeczpospolita

### Transformacja (1989–2004)

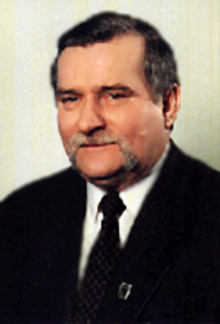
Lech Wałęsa

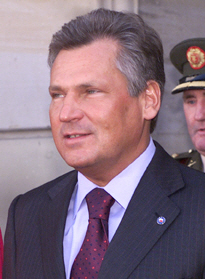
Aleksander Kwaśniewski

- 18 czerwca 1989 – odbyła się druga tura wyborów do Sejmu kontraktowego[53]
- 4 lipca 1989 – odbyło się pierwsze posiedzenie Sejmu i Senatu III RP[52]
- 19 lipca 1989 – Ryszard Kaczorowski objął urząd Prezydenta RP[53]
- 19 lipca 1989 – Zgromadzenie Narodowe przewagą jednego głosu wybrało generała Jaruzelskiego na urząd Prezydenta PRL[53]
- 1 sierpnia 1989 – urynkowiono ceny żywności – zniesienie systemu kartkowego[53]
- 2 sierpnia 1989 – Czesław Kiszczak został premierem, lecz nie zdołał utworzyć rządu[54]
- 17 sierpnia 1989 – Polska i Watykan wznowiły stosunki dyplomatyczne[52]
- 24 sierpnia 1989 – Tadeusz Mazowiecki został premierem PRL[53]
- 27 grudnia 1989 – Sejm i Senat zatwierdziły pakiet reform gospodarczych zwanych planem Balcerowicza[52]
- 29 grudnia 1989 – nowelizacja konstytucji; usunięto zapisy o roli PZPR i sojuszu z ZSRR oraz zmieniono nazwę państwa na Rzeczpospolitą Polskę[52]
- 31 grudnia 1989 – zmieniono konstytucję Polskiej Rzeczypospolitej Ludowej podczas której m.in. zmieniono nazwę państwa na Rzeczpospolita Polska i przywrócono koronę w Godle Polski[55]
- 31 grudnia 1989 – początek realizacji planu Balcerowicza[55]
- 29 stycznia 1990 – nastąpiło samorozwiązanie PZPR[54]
- 8 marca 1990 – uchwalono ustawę o samorządzie terytorialnym i nowej demokratycznej ordynacji wyborczej[52]
- 12 kwietnia 1990 – zniesiono cenzurę[52]
- 12 listopada 1990 – Polska i Niemcy podpisały układ o nienaruszalności granic[52]
- 25 listopada 1990 – odbyła się pierwsza tura wyborów prezydenckich[54]
- 9 grudnia 1990 – wybory prezydenckie wygrał Lech Wałęsa[54]
- 1–9 czerwca 1991 – odbyła się czwarta wizyta Jana Pawła II w Polsce[52]
- 17 czerwca 1991 – podpisano polsko-niemiecki traktat „O dobrym sąsiedztwie i przyjaznej współpracy”[52]
- 28 czerwca 1991 – uchwalono proporcjonalną ordynację wyborczą[52]
- 27 października 1991 – odbyły się pierwsze po II wojnie światowej wolne wybory parlamentarne, w których Unia Demokratyczna i Sojusz Lewicy Demokratycznej zdołały jako jedyne ugrupowania zdobyć powyżej 10% głosów – frekwencja wyniosła 43,2%, zaś do sejmu dostało się 29 partii[54][56]
- 27 października – 6 grudnia 1991 – urząd premiera sprawował Jan Bielecki[54]
- grudzień 1991 – czerwiec 1992 – urząd premiera sprawował, aż do tzw. „nocnej zmiany” Jan Olszewski[54]
- 23 kwietnia 1992 – Sejm uchwalił ustawę o trybie przygotowania i uchwalenia Konstytucji[57]
- 22 maja 1992 – Boris Jelcyn i Lech Wałęsa podpisali układ o przyjaznej i dobrosąsiedzkiej współpracy między Polską i Rosją[52]
- czerwiec – lipiec 1992 – urząd premiera sprawował Waldemar Pawlak[54]
- lipiec 1992 – październik 1993 – urząd premiera sprawowała Hanna Suchocka[54]
- 17 października 1992 – uchwalono Małą Konstytucję[57]
- 17 września 1993 – ostatnie wojska rosyjskie opuściły Polskę[52]
- 19 września 1993 – odbyły się wybory parlamentarne, w których wprowadzono minimalny próg 5%; wygrał Sojusz Lewicy Demokratycznej (SLD)[54][52]
- wrzesień 1993 – marzec 1995 – urząd premiera sprawował Waldemar Pawlak[54]
- 9 kwietnia 1994 – Polska złożyła wniosek o przyjęcie do Unii Europejskiej[52]
- 1 stycznia 1995 – przeprowadzono denominację złotówki w stosunku 1:10 000[52]
- marzec 1995 – styczeń 1996 – urząd premiera sprawował Józef Oleksy[54]
- 19 października 1995 – wybory prezydenckie wygrał Aleksander Kwaśniewski[52]
- 4 kwietnia 1996 – rozpoczęły się formalne rozmowy w sprawie przystąpienia do NATO[52]
- 7 marca 1997 – w Brukseli odbyła się konferencja Komitetu Stowarzyszenia Polski z Unią Europejską[52]
- 22 marca 1997 – Zgromadzenie Narodowe przyjęło projekt konstytucji[57]
- 2 kwietnia 1997 – Zgromadzenie Narodowe uchwaliło nową konstytucję[52]
- 25 maja 1997 – odbyło się referendum konstytucyjne[57]
- 8 czerwca 1997 – Polska, Czechy i Węgry zostały zaproszone do NATO[52]
- lipiec 1997 – powódź tysiąclecia[58]
- 17 października 1997 – w życie weszła konstytucja[57]
- 21 października 1997 – odbyły się wybory parlamentarne, które wygrała Akcja Wyborcza Solidarność, na czele rządu stanął Jerzy Buzek[54][52]
- 4 grudnia 1997 – odbyło się spotkanie premiera Jerzego Buzka i kanclerza Kohla na granicy polsko-niemieckiej[52]
- 23 lutego 1998 – ratyfikowano konkordat[52]
- 20 marca 1998 – Sejm RP przyjął ustawę w sprawie członkostwa Polski w UE[52]
- 1998 – Polska rozpoczęła rozmowy nt. przystąpienia do Unii Europejskiej[54]
- 1 stycznia 1999 – przeprowadzono reformę administracyjną, reformę służby zdrowia i reformę systemu ubezpieczeń społecznych[54]
- 26 lutego 1999 – prezydent Aleksander Kwaśniewski podpisał akt ratyfikacyjny Traktatu Północnoatlantyckiego[52]
- 12 marca 1999 – Polska przystąpiła do NATO[54]
- 5–17 czerwca 1999 – wizyta Jana Pawła II w Polsce[52]
- 8 października 2000 – odbyły się wybory prezydenckie, które ponownie wygrał Aleksander Kwaśniewski[54]
- 2000 – rozpadła się rządząca koalicja[54]
- 23 września 2001 – wybory parlamentarne wygrał sojusz SLD-UP, na czele rządu stanął Leszek Miller[54][52]
- 26 grudnia 2002 – wybuchła afera Rywina[59]
- 5 lutego 2003 – ambasadorowie państw członkowskich Unii Europejskiej przyjęli ostateczny tekst traktatu akcesyjnego dla 10 nowych państw członkowskich[52]
- 16 kwietnia 2003 – na konferencji w Atenach podpisano traktat akcesyjny[60]
- 7–8 maja 2003 – w referendum Polacy opowiedzieli się za przystąpieniem do Unii Europejskiej (77%)[52]
- 6 czerwca 2003 – Aleksander Kwaśniewski podpisał decyzję o udziale polskiego wojska w misji stabilizacyjnej w Iraku[52]
- 1 maja 2004 – Polska przystąpiła do Unii Europejskiej[54]

### Polska w Unii Europejskiej (po 2004)

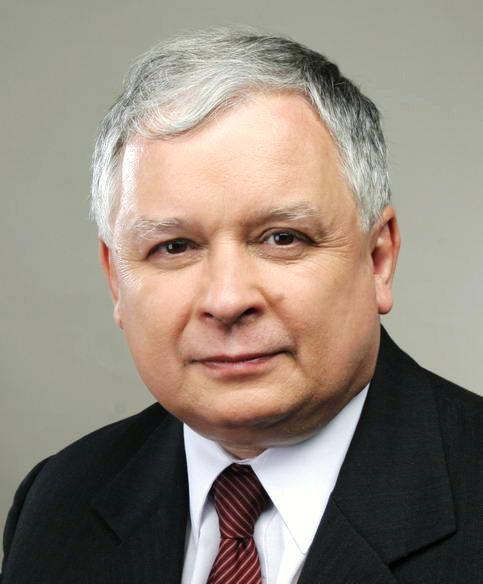
Lech Kaczyński

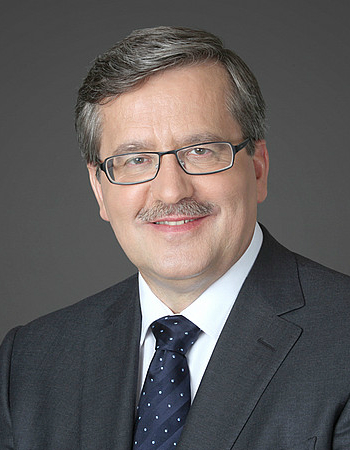
Bronisław Komorowski

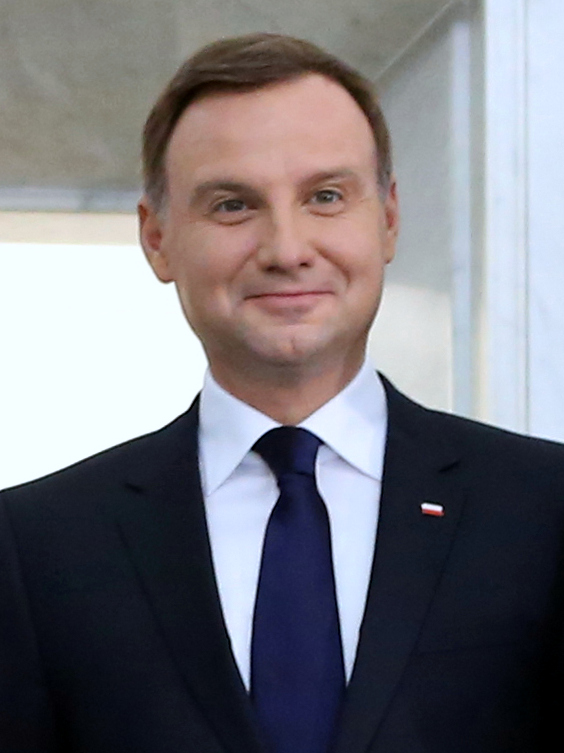
Andrzej Duda

- 2 maja 2004 – urząd premiera objął Marek Belka[54]
- 13 czerwca 2004 – odbyły się wybory do Parlamentu Europejskiego[52]
- 2 kwietnia 2005 – zmarł Jan Paweł II
- 25 września 2005 – odbyły się wybory parlamentarne, w których zwyciężyło Prawo i Sprawiedliwość (PiS) – premierem został Kazimierz Marcinkiewicz[61]
- 9 października 2005 – I turę wyborów prezydenckich wygrał Donald Tusk (36,33%). Drugie miejsce zdobył Lech Kaczyński (33,10%)[62]
- 23 października 2005 – II turę wyborów prezydenckich wygrał Lech Kaczyński (54,04%)[62]
- 28 stycznia 2006 – doszło do katastrofy budowlanej na Śląsku w której zginęło 65 osób a 140 zostało rannych[63]
- 2 lutego 2006 – przedstawiciele Prawa i Sprawiedliwości, Samoobrony i Ligi Polskich Rodzin podpisali tzw. pakt stabilizacyjny na okres jednego roku (przetrwał tydzień)[64]
- 5 maja 2006 – powstała koalicja PiS-Samoobrona-LPR[65]
- 25–28 maja 2006 – odbyła się I pielgrzymka do Polski papieża Benedykta XVI[66]
- 9 czerwca 2006 – powstało Centralne Biuro Antykorupcyjne[67]
- 10 lipca – premierem został Jarosław Kaczyński[68]
- 8 września 2006 – Sejm uchwalił ustawę o zmianie Konstytucji, dopuszczającą ekstradycję obywatela polskiego
- 22 września 2006 – wicepremier i minister rolnictwa Andrzej Lepper został zdymisjonowany. Samoobrona opuściła koalicję. Rząd Jarosława Kaczyńskiego stracił tym samym stabilne poparcie w parlamencie[65]
- 26 września 2006 – wybuchła afera taśmowa[69]
- 12 listopada 2006 – odbyły się wybory samorządowe[70]
- 21 listopada 2006 – Wybuch metanu w kopalni Halemba w Rudzie Śląskiej. Zginęło 23 górników[71]
- lato 2007 – rozpadła się koalicja PiS-Samoobrona-LPR[72]
- 21 października 2007 – wybory parlamentarne, w których zwyciężyła Platforma Obywatelska (PO) z wynikiem 41,5%[72]
- 23 stycznia 2008 – w Mirosławcu doszło do katastrofy lotniczej, w której zginęło 20 osób[73]
- 1 kwietnia 2008 – Polska ratyfikowała traktat lizboński[74]
- 1–12 grudnia 2008 – w Poznaniu odbyła się Konferencja Narodów Zjednoczonych w sprawie Zmian Klimatu[75]
- 11 lutego 2009 – zniesiono obowiązkową służbę wojskową[76]
- 13 kwietnia 2009 – w Kamieniu Pomorskim spłonął hotel socjalny. W wyniku katastrofy zginęły 23 osoby[77]
- 7 czerwca 2009 – odbyły się wybory do Parlamentu Europejskiego[78]
- 14 lipca 2009 – Jerzy Buzek został Przewodniczącym Parlamentu Europejskiego[79]
- 10 kwietnia 2010 – w katastrofie lotniczej w Smoleńsku zginął prezydent Rzeczypospolitej Polskiej Lech Kaczyński wraz z żoną. Śmierć poniosły także inne osoby, m.in.: ostatni prezydent RP na uchodźstwie Ryszard Kaczorowski. Łącznie zginęło 96 osób[72]
- maj – czerwiec 2010 – Polskę nawiedziła powódź, porównywana do wielkiej powodzi z 1997 roku[80]
- 20 czerwca 2010 – odbyła się I tura wyborów prezydenckich. Żaden z kandydatów nie uzyskał minimum połowy głosów, do II tury przeszli Bronisław Komorowski i Jarosław Kaczyński[81]
- 4 lipca 2010 – II tura wyborów prezydenckich. Bronisław Komorowski został wybrany prezydentem Rzeczypospolitej Polskiej[81]
- 9 października 2011 – odbyły się wybory parlamentarne. Największe poparcie uzyskała Platforma Obywatelska (39,18% głosów)[72]
- 3 marca 2012 – w wyniku czołowego zderzenia dwóch pociągów pasażerskich pod Szczekocinami zginęło 16 osób, a 57 zostało rannych[82]
- 8 czerwca – 1 lipca 2012 – organizacja Mistrzostw Europy w Piłce Nożnej 2012 wraz z Ukrainą. Była to pierwsza tak dużego wymiaru impreza sportowa w historii Polski[83]
- 26 lipca 2012 – Główny Urząd Statystyczny opublikował szczegółowe wyniki Narodowego Spisu Powszechnego Ludności i Mieszkań 2011, które wykazały, że w dniu referencyjnym spisu, czyli 31 marca 2011, ludność faktyczna Polski wynosiła 38 511 824 osoby[84]
- 28 października 2013 – zmarł pierwszy niekomunistyczny premier III RP Tadeusz Mazowiecki[85]
- 25 maja 2014 – przeprowadzono wybory do Parlamentu Europejskiego[86]
- 25 maja 2014 – zmarł generał Wojciech Jaruzelski[87]
- 4 czerwca 2014 – obchodzono 25. rocznicę wyborów do Sejmu Kontraktowego[88]
- 14 czerwca 2014 – wybuchła afera podsłuchowa[89]
- 22 września 2014 – po ustąpieniu Donalda Tuska z urzędu premiera, zaprzysiężono Rząd Ewy Kopacz[90]
- 16 listopada 2014 – odbyły się wybory samorządowe[91]
- 1 grudnia 2014 – Donald Tusk objął funkcję przewodniczącego Rady Europejskiej[92]
- 10 maja 2015 – I turę wyborów prezydenckich wygrał Andrzej Duda z wynikiem 34,76%[93]
- 24 maja 2015 – II turę wyborów prezydenckich wygrał Andrzej Duda z wynikiem 51,55%[93]
- 6 sierpnia 2015 – zaprzysiężenie Andrzeja Dudy na urząd prezydenta Rzeczypospolitej Polskiej[94]
- 6 września 2015 – odbyło się referendum dotyczące wprowadzenia jednomandatowych okręgów wyborczych w wyborach do Sejmu, stosunku do dotychczasowego sposobu finansowania partii politycznych z budżetu państwa oraz interpretacji zasad prawa podatkowego w razie wątpliwości na korzyść podatnika. Ze względu na niską frekwencję (7,80%) wynik referendum nie był wiążący[95]
- 25 października 2015 – odbyły się wybory parlamentarne, które wygrało Prawo i Sprawiedliwość[96]
- 5 listopada 2015 – zmarł gen. broni Czesław Kiszczak, premier w roku 1989, współodpowiedzialny za wprowadzenie stanu wojennego w 1981[97]
- 16 listopada 2015 – zaprzysiężono Radę Ministrów Beaty Szydło i inauguracyjne posiedzenie rządu[98]
- 16 grudnia 2016 – 12 stycznia 2017 – Kryzys sejmowy
- 11 grudnia 2017 – zaprzysiężono rząd Mateusza Morawieckiego
- 11 listopada 2018 – obchody 100-lecia odzyskania niepodległości przez Polskę
- 13 stycznia 2019 – prezydent Gdańska Paweł Adamowicz został zaatakowany nożem podczas 27. finału Wielkiej Orkiestry Świątecznej Pomocy w Gdańsku, po czym zmarł następnego dnia wskutek rozległych obrażeń
- 7 lutego 2019 – zmarł Jan Olszewski, premier w latach 1991–1992
- 8 kwietnia 2019 – rozpoczęcie ogólnopolskiego strajku nauczycieli, do którego przystąpiło blisko 2/3 ogółu publicznych placówek oświaty (zawieszony od 27 kwietnia 2019 do września 2019)[99][100]
- 26 maja 2019 – przeprowadzono wybory do Parlamentu Europejskiego[101]
- 13 października 2019 – odbyły się Wybory do Sejmu i Senatu, które wygrało Prawo i Sprawiedliwość z wynikiem 43,59% głosów[102]
- 10 maja 2020 – z powodu pandemii COVID-19 przesunięto termin I tury wyborów prezydenckich
- 28 czerwca 2020 – I tura wyborów prezydenckich, do drugiej tury przeszli Andrzej Duda z wynikiem 43,50% oraz Rafał Trzaskowski z wynikiem 30,45%[103]
- 12 lipca 2020 – II tura wyborów prezydenckich, prezydentem Rzeczypospolitej Polskiej został ponownie Andrzej Duda z wynikiem 51,03%[103]
- 22 października 2020 – rozpoczęcie na masową skalę protestów przeciwko zaostrzeniu przepisów dotyczących aborcji w Polsce
- 2021 – początek kryzysu migracyjnego na granicy z Białorusią[104]
- 15 października 2023 – odbyły się wybory parlamentarne, w których najwyższy wynik osiągnęło Prawo i Sprawiedliwość oraz referendum[105]
- 13 grudnia 2023 – zaprzysiężono trzeci rząd Donalda Tuska wspieranego przez koalicję KO-PSL-PL2050-NL[106]
- 9 czerwca 2024 – przeprowadzono wybory do Parlamentu Europejskiego[107]
- wrzesień 2024 – miała miejsce powódź[108]
- 18 maja 2025 – I tura wyborów prezydenckich, do drugiej tury przeszli Rafał Trzaskowski z wynikiem 31,36% oraz Karol Nawrocki z wynikiem 29,54%[109]
- 1 czerwca 2025 – II tura wyborów prezydenckich, prezydentem Rzeczypospolitej Polskiej został Karol Nawrocki z wynikiem 50,89%[110]
- 25 czerwca 2025 – Sławosz Uznański-Wiśniewski został drugim Polakiem w kosmosie i pierwszym na Międzynarodowej Stacji Kosmicznej[111]